# București
București este capitala României, cel mai populat oraș și cel mai important centru industrial și comercial al țării. Populația stabilă de 1.883.425 de locuitori (2011) face ca Bucureștiul să fie printre marile orașe din Uniunea Europeană. Conform unor estimări ce iau în considerare persoanele fără domiciliu în oraș, sau în tranzit, Bucureștiul adună zilnic peste trei milioane de oameni. La acestea se adaugă faptul că localitățile din preajma orașului, care fac parte din Zona Metropolitană, însumează o populație de aproximativ 430.000 de locuitori.

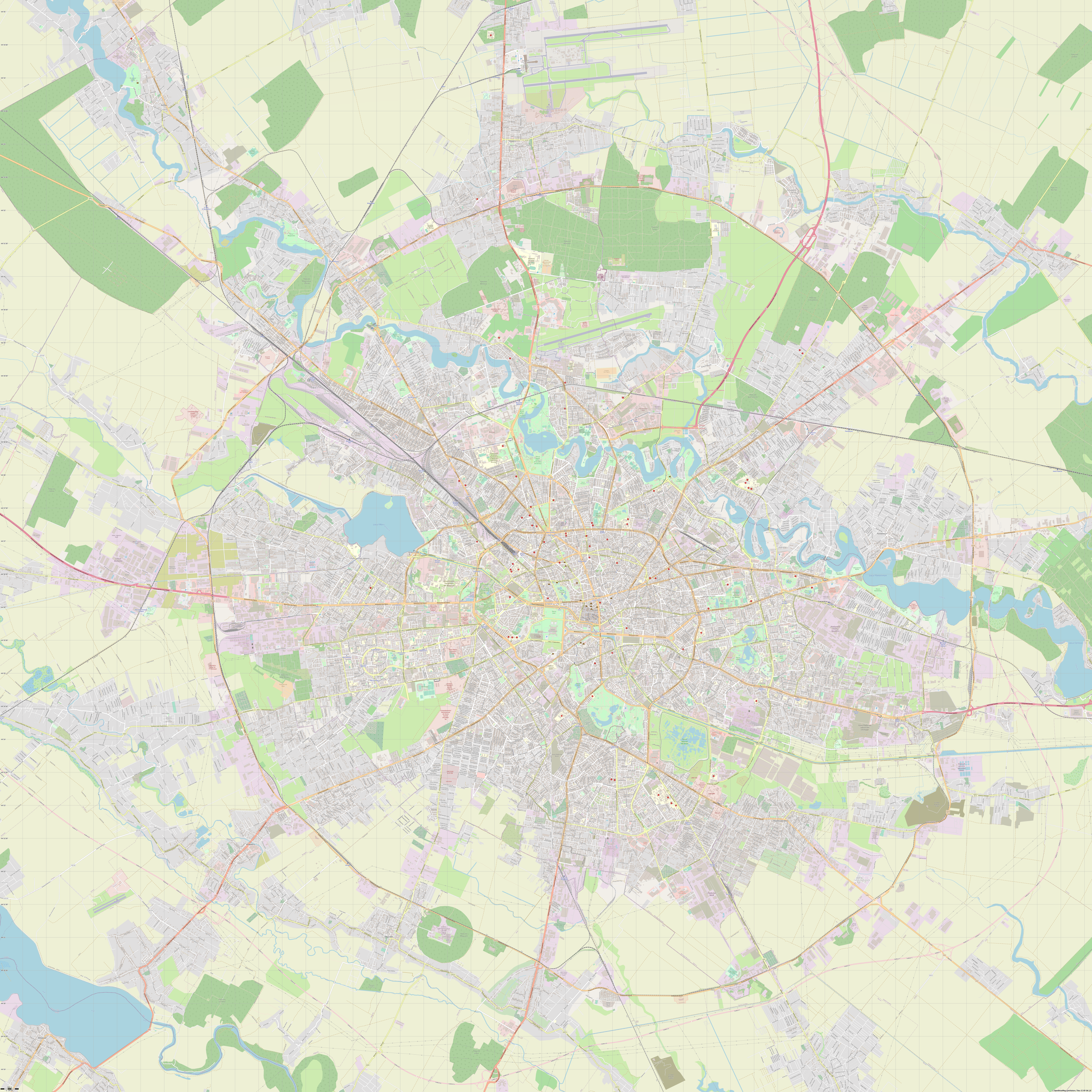
București pe OpenStreetMap

Prima mențiune a localității apare în 1459, în timpul celei de-a doua domnii a lui Vlad Țepeș. În 1862 devine capitala Principatelor Unite. De atunci a suferit schimbări continue, devenind centrul scenei artistice, culturale și mass-media românești. Arhitectura elegantă și atmosfera sa urbană i-au adus în Belle Époque supranumele de „Micul Paris”. Deși clădirile și cartierele din centrul istoric au fost deteriorate sau distruse de război, cutremure și chiar programul lui Nicolae Ceaușescu de sistematizare, multe au supraviețuit. După anul 2000, orașul a cunoscut un boom economic și cultural.
Conform recensământului din 2011, 1.883.425 de locuitori trăiesc în limitele orașului, mai puțini față de cifra înregistrată la recensământul din 2002. Prin adăugarea orașelor satelit din jurul zonei urbane, zona metropolitană a Bucureștiului propusă ar avea o populație de 2,42 milioane de locuitori. Potrivit datelor neoficiale, populația este de peste 3 milioane de locuitori.
Din punct de vedere economic, București este orașul cel mai prosper din România, și este unul dintre principalele centre industriale și noduri de transport din Europa de Est. Orașul are facilități pentru convenții, instituții de învățământ, zone culturale, centre comerciale, și zone de agrement.
Orașul este administrat de Primăria Municipiului București, are același nivel administrativ ca și județele României și este împărțit în șase sectoare.

## Etimologie
La jumătatea secolului al XVII-lea, călătorul oriental Evliya Çelebi nota în memoriile sale că numele reședinței de scaun a Țării Românești se trage de la acel fiu al lui Gebel-ul Himme din tribul Beni-Kureis, anume Ebu-Karis, de aici Bukris – București. În 1781, istoricul elvețian Franz Josef Sulzer considera că numele vine de la „bucurie, bucuros, a bucura”. Trei decenii mai târziu, într-o carte tipărită la Viena, se consemna că denumirea se trage de la pădurile de fag ce se numesc „bukovie”. Istoricul Adrian Majuru amintește că în limba albaneză „bukureshti” înseamnă „frumos este”. Prin etimologie populară domnitorii fanarioți au tradus toponimul prin Hilariopolis, ceea ce, în limba greacă, înseamnă „orașul veseliei”.
Istoricul român Nicolae Iorga considera că numele municipiului este legat de "moșul Bucur", de la a cărui moșie și urmași ar proveni numele de București.
Cu toate acestea, majoritatea cercetătorilor au pornit, în procesul lor de documentare, de la tradiția legendarului cioban Bucur, chiar dacă nu o consideră viabilă. Ea rămâne însă prima variantă preluată și cea mai des întâlnită la începutul oricărei dezbateri pe această temă. Prima consemnare a legendei lui Bucur se regăsește în monografia istoricului brașovean sas Johann Filstich, intitulată Tentamen Historiae Vallachicae, ce face referiri la o „Metropolis in Turcica Valachia (...) Bukurestum”. Mai mult, acesta vorbește despre faptul că „numele acestui oraș, cum i se zice în Țara Românească, se trage de la un schit, așezat pe un muncel, în calea Dunării, ridicat de un cioban care hălăduia acolo și avea numele de Bucur, nume dat mai apoi întregului târg, care se umplu de locuitori, adică București”. Antroponimul de origine albaneză (bukur = „frumos”) a fost legat de unii istorici de numele Radu (radosti = „bucurie”), cu referire directă la domnitorul Radu cel Frumos. Derivarea cu sufixul „-ești” este foarte specializată, oiconimul București îi denumește strict doar pe descendenții lui Bucur, care s-au impus în comunitatea sătească.

## Istorie

### Preistoria
Din perioada paleolitică și cea neolitică, zona dintre râurile Dâmbovița și Colentina a fost intens locuită. Din perioada culturii Gumelnița s-au găsit așezări la Glina, Jilava, Măgurele etc. La Chitila s-a descoperit o brățără de aramă, cu capete în formă de șarpe. Până în 1800 î.Hr. apar anumite dovezi ale unor comunități în zonele Dudești, Lacul Tei și Bucureștii Noi de astăzi. Săpăturile arheologice arată trecerea acestei zone printr-un proces de dezvoltare din Epoca Bronzului și până în anul 100 î.Hr., în timpul căruia zonele Herăstrău, Radu Vodă, Lacul Tei, Pantelimon, Dealul Mihai Vodă, Popești-Leordeni și Popești-Novaci sunt populate de indo-europeni (mai precis geto-daci). Primele locuințe de după retragerea aureliană din 273 d.Hr. sunt atestate în secolele III–XIII, până în Evul Mediu.

### Evul Mediu

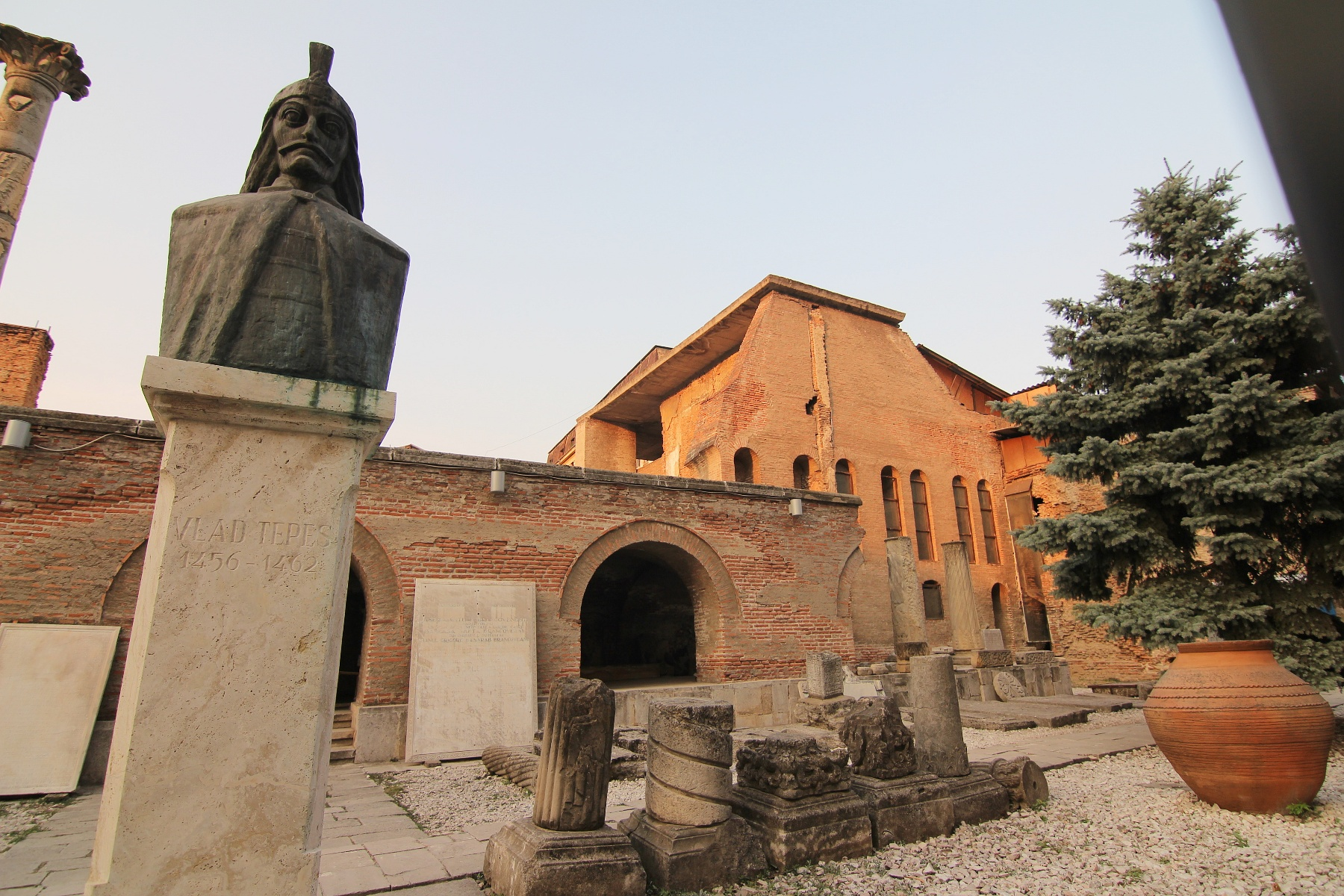
Curtea Veche, arhitect necunoscut, sfârșitul secolului 14 și începutul secolului 15
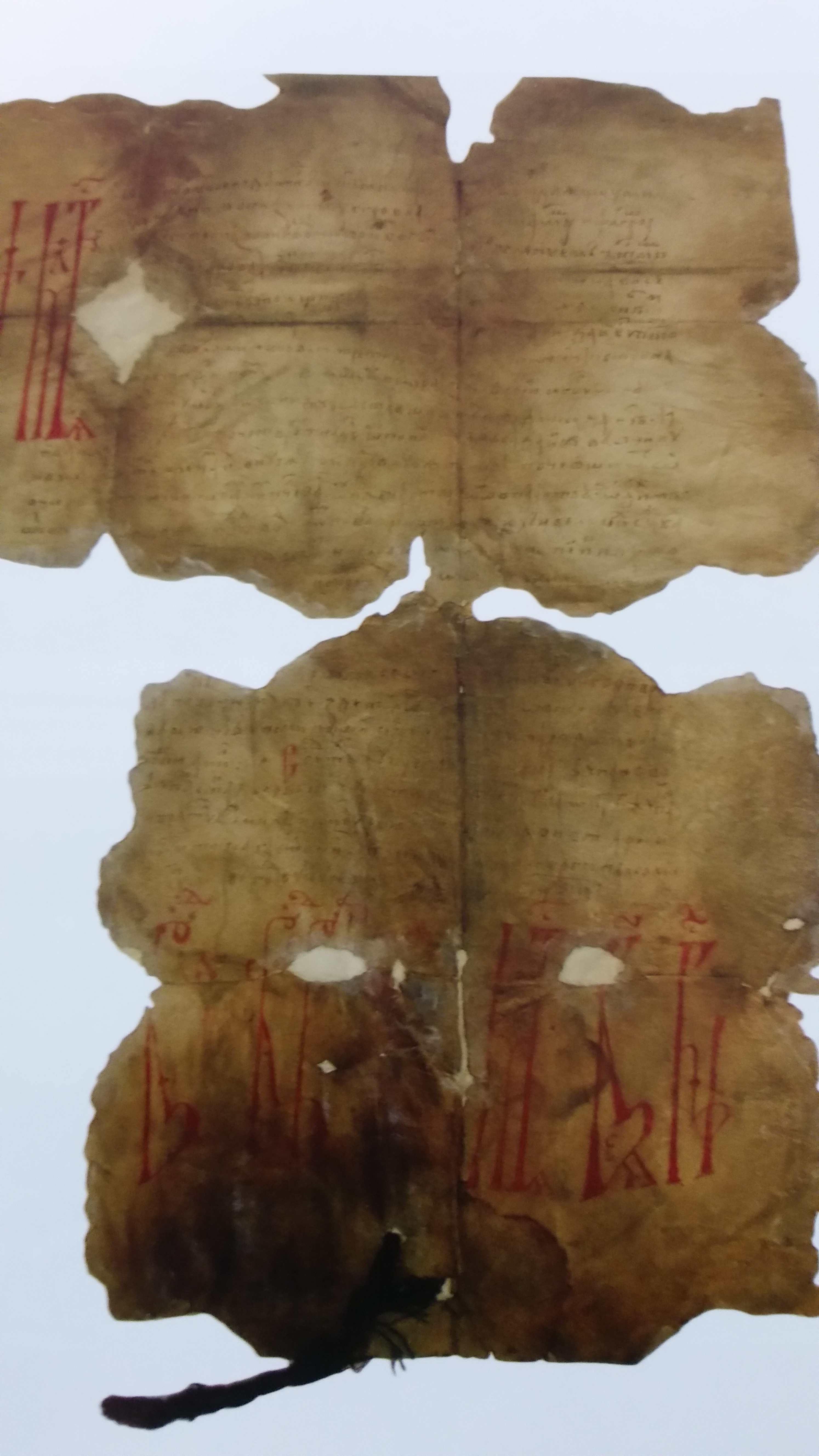
Document emis la București de Vlad Țepeș pe 20 septembrie 1459, considerat cea mai veche atestare documentată a Bucureștiului

Conform unei legende populare consemnate în 1728 de cronicarul brașovean Johann Filstich, Bucureștiul ar fi fost fondat de un cioban pe nume Bucur, care ar fi întemeiat un schit și o mică așezare pe o colină nenumită. Conform altei variante mai probabile, București a fost întemeiat de către Mircea cel Bătrân (1386-1418) la sfârșitul secolului al XIV-lea. Mircea își avea reședința la Curtea de Argeș, dar, pentru Mihail, fiul și asociatul său la domnie, construise o curte domnească la Târgoviște. În plus, într-o vreme când mărfurile aveau valoare nu după locul unde se produceau, ci după acela unde se vindeau, lângă Curtea de Dâmbovița se intersectau toate drumurile comerciale care legau Brașovul, dar și Moldova, de trecerea Dunării de la Giurgiu. Însuși Mircea cel Bătrân a deschis un nou drum comercial polono-lituano-muntean în 1403, odată cu privilegiul de comerț liber acordat negustorilor din Liov, toată Polonia și Lituania, care veneau cu mărfurile în Țara Românească sau treceau prin Balcani prin „Vadul Dunării” de la Giurgiu, unde domnul înălțase între 1403 și 1406 cetatea insulară Giurgiu.
Așezarea este atestată documentar la 21 septembrie 1459 într-un act emis de Vlad Țepeș, domn al Țării Românești, prin care se întărește o moșie unor boieri. Cetatea Dâmboviței, cum mai apare în primii ani orașul, avea rol strategic, urmând să supravegheze drumul ce mergea de la Târgșor la Giurgiu, în ultima așezare aflându-se o garnizoană otomană. În scurt timp, Bucureștiul se afirmă, fiind ales la 14 octombrie 1465 de către Radu cel Frumos ca reședință domnească. În anii 1558–1559, la Curtea Veche este construită Biserica Domnească, ctitorie a domnului Mircea Ciobanul, aceasta rămânând până astăzi cel mai vechi lăcaș de cult din oraș păstrat în forma sa inițială.

### Secolele 17 și 18

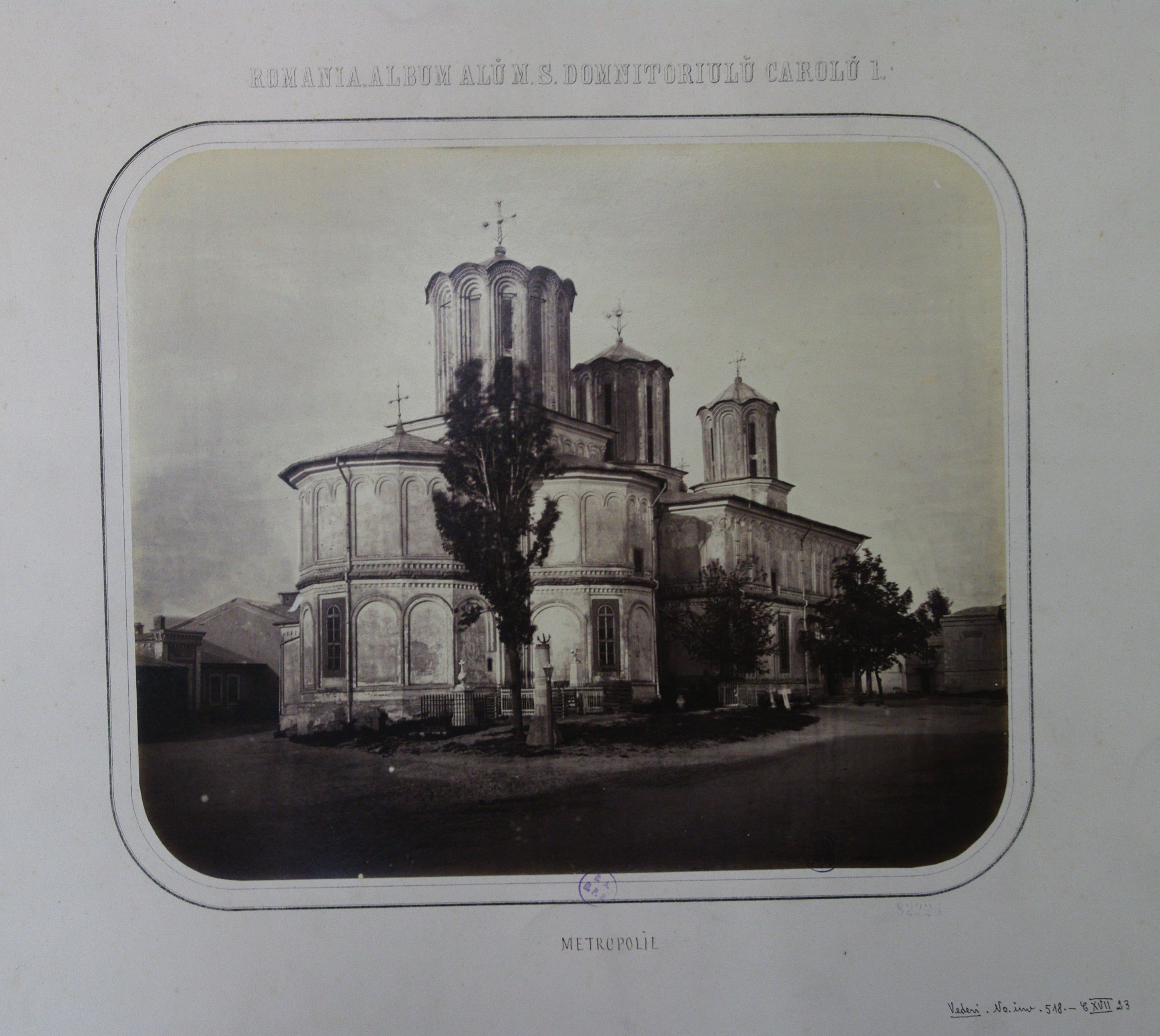
Biserica Mitropoliei, arhitect necunoscut, 1655-1658
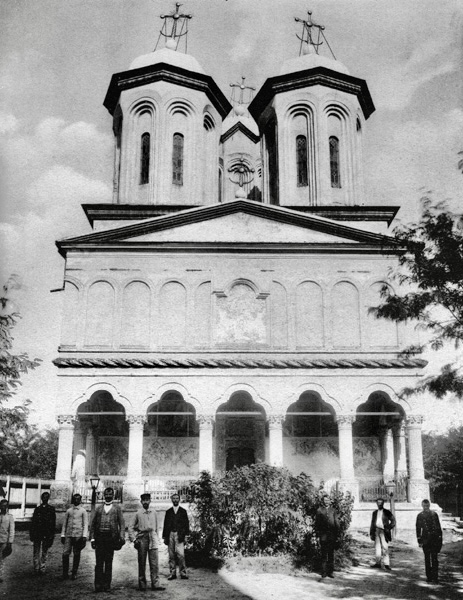
Biserica Mănăstirii Văcărești, arhitect necunoscut, cele două domnii ale lui Nicolae Mavrocordat (1715-1716 și 1719-1730)-demolată în 1985-1987
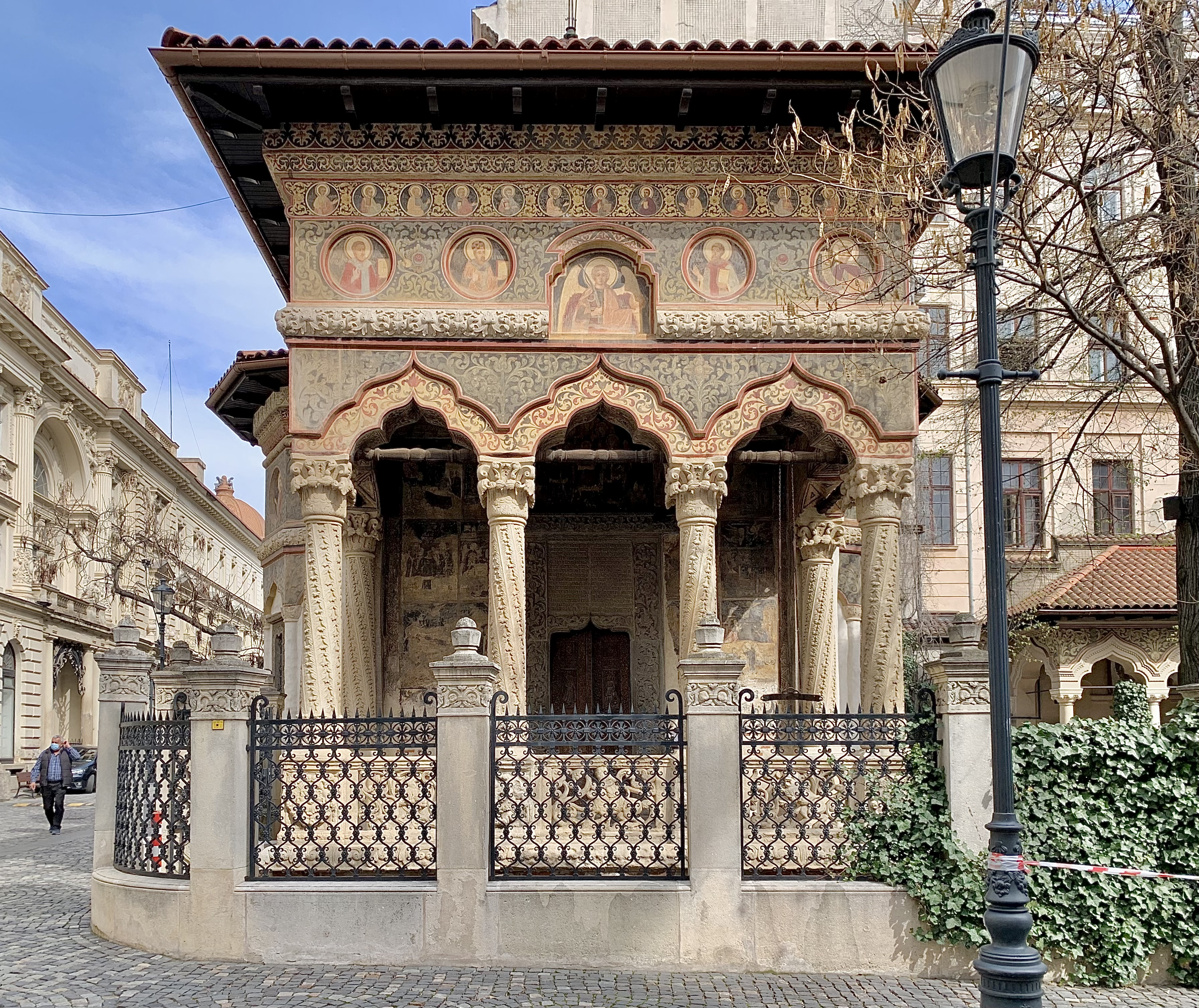
Biserica Stavropoleos, arhitect necunoscut, 1724
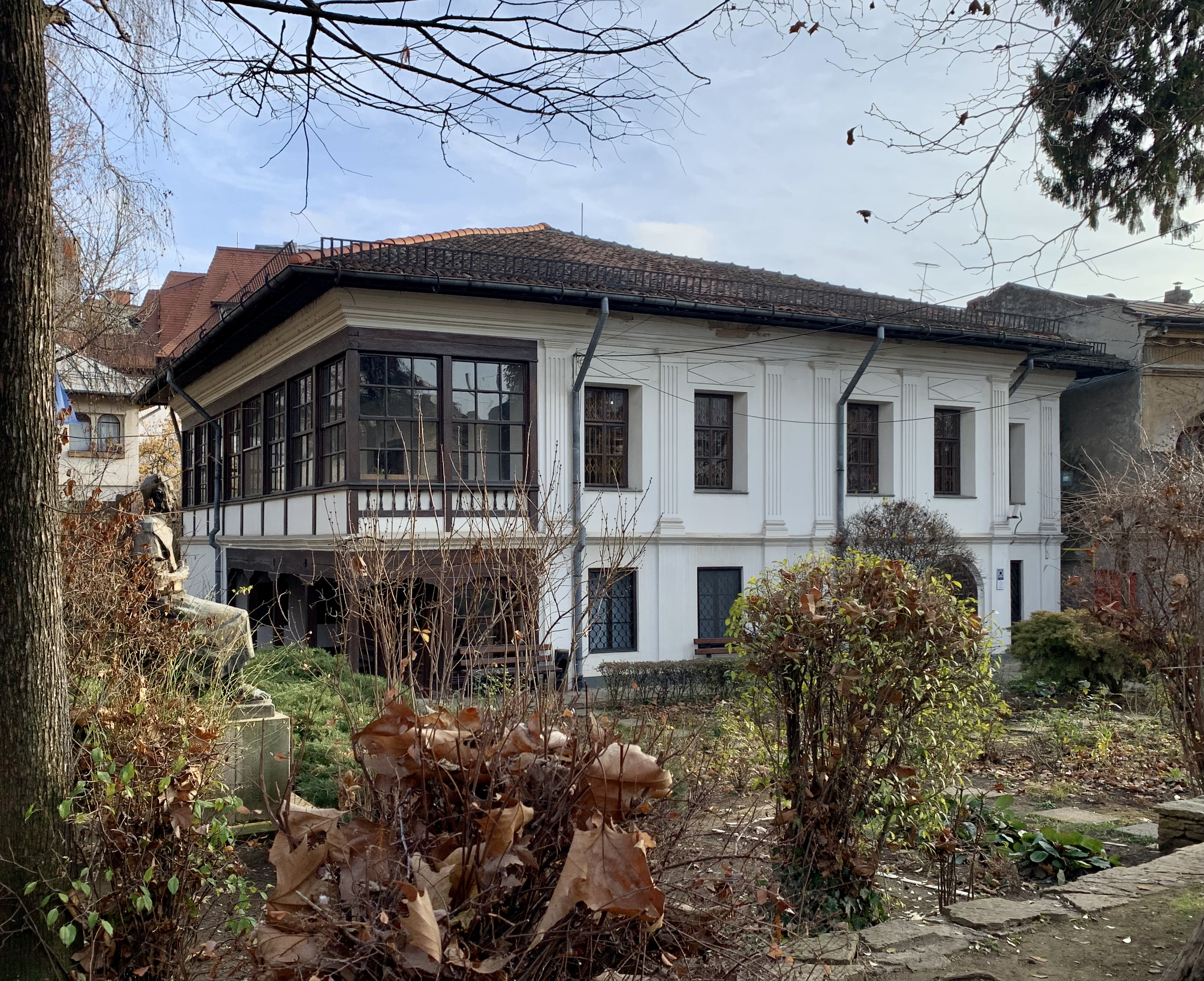
Casa Melik (Strada Spătarului nr. 22), arhitect necunoscut, 1760
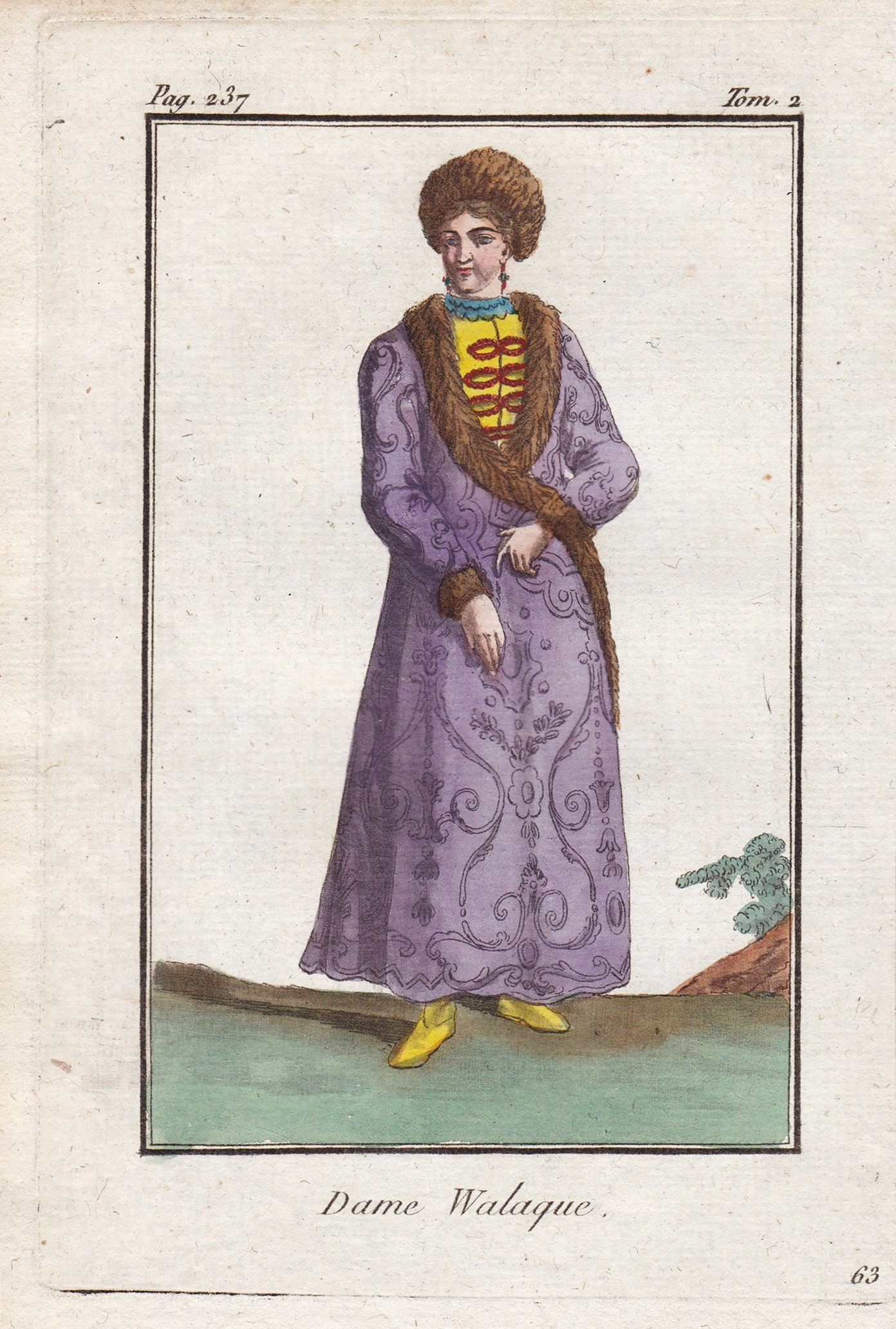
Doamnă valahă, ilustrator francez, 1780, gravură
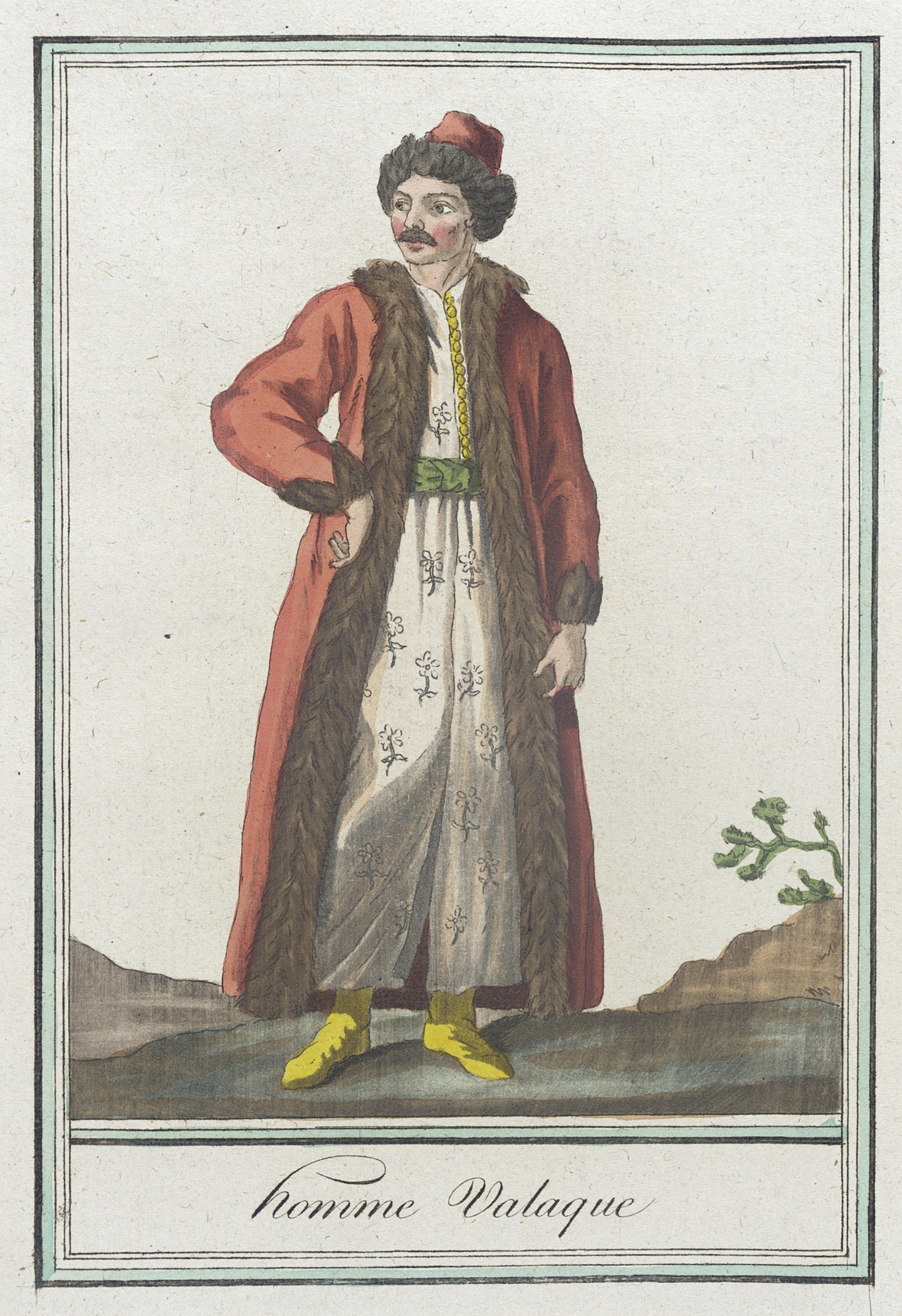
Boier valah, de Jacques Grasset de Saint-Sauveur, c.1797, gravură
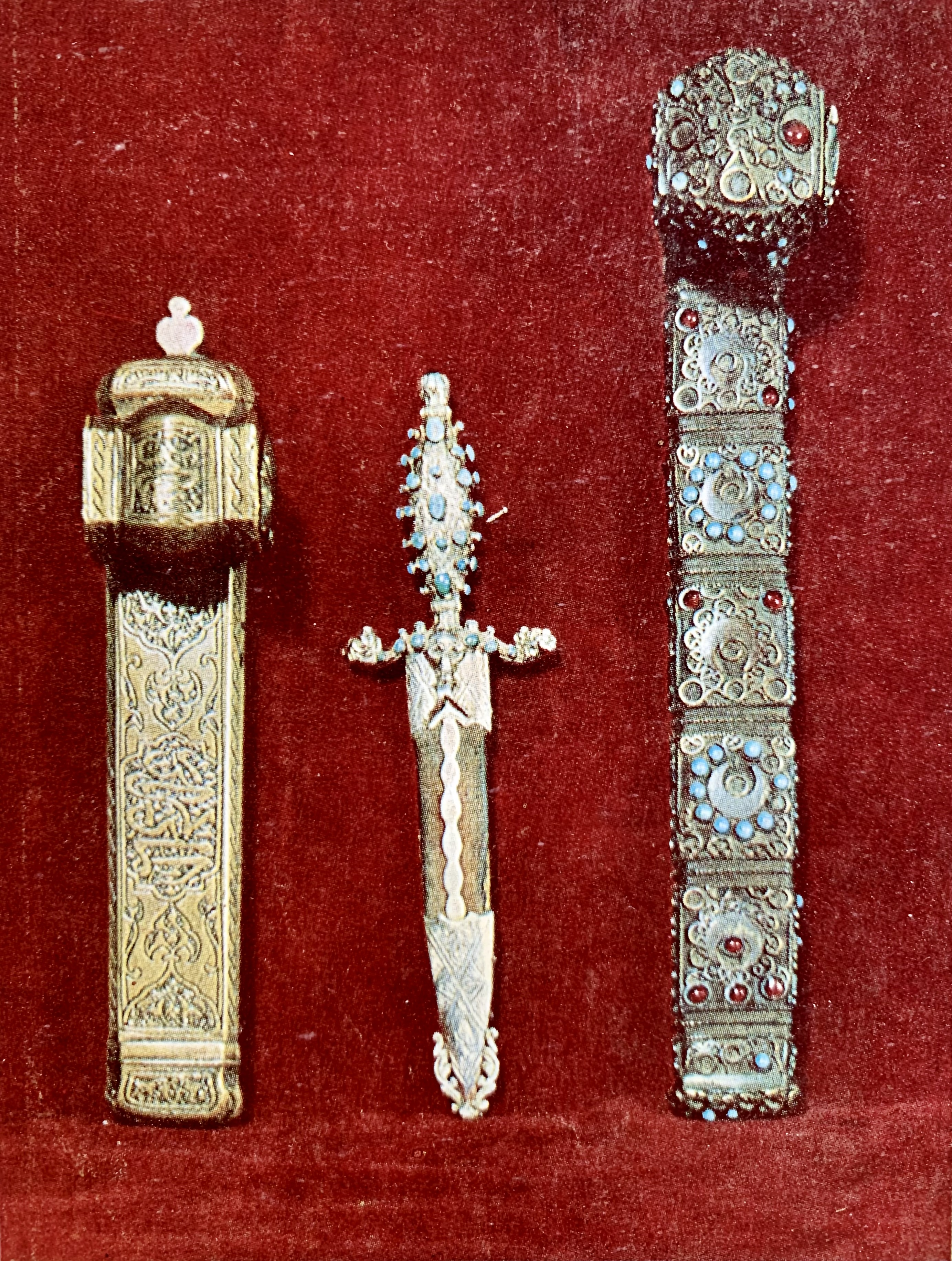
Călimări orientale și un pumnal între ele, secolul 18

În 1659, sub domnia lui Gheorghe Ghica, Bucureștiul devine capitala Țării Românești, din ordin turcesc, pentru a avea o capitală în zona de câmpie și aproape de Dunăre, mai ușor de controlat în comparație cu Târgoviște. Din acel moment se și trece la modernizarea acestuia. Apar primele drumuri pavate cu piatră de râu (1661), se înființează prima instituție de învățământ superior, Academia Domnească (1694) și este construit Palatul Mogoșoaia (Constantin Brâncoveanu, 1702), edificiu în care astăzi se află Muzeul de Artă Feudală Brâncovenească. În 1704 ia ființă, la inițiativa spătarului Mihai Cantacuzino, Spitalul Colțea, care a fost avariat ulterior într-un incendiu și un cutremur și reconstruit în 1888.

### Începutul secolului al XIX-lea

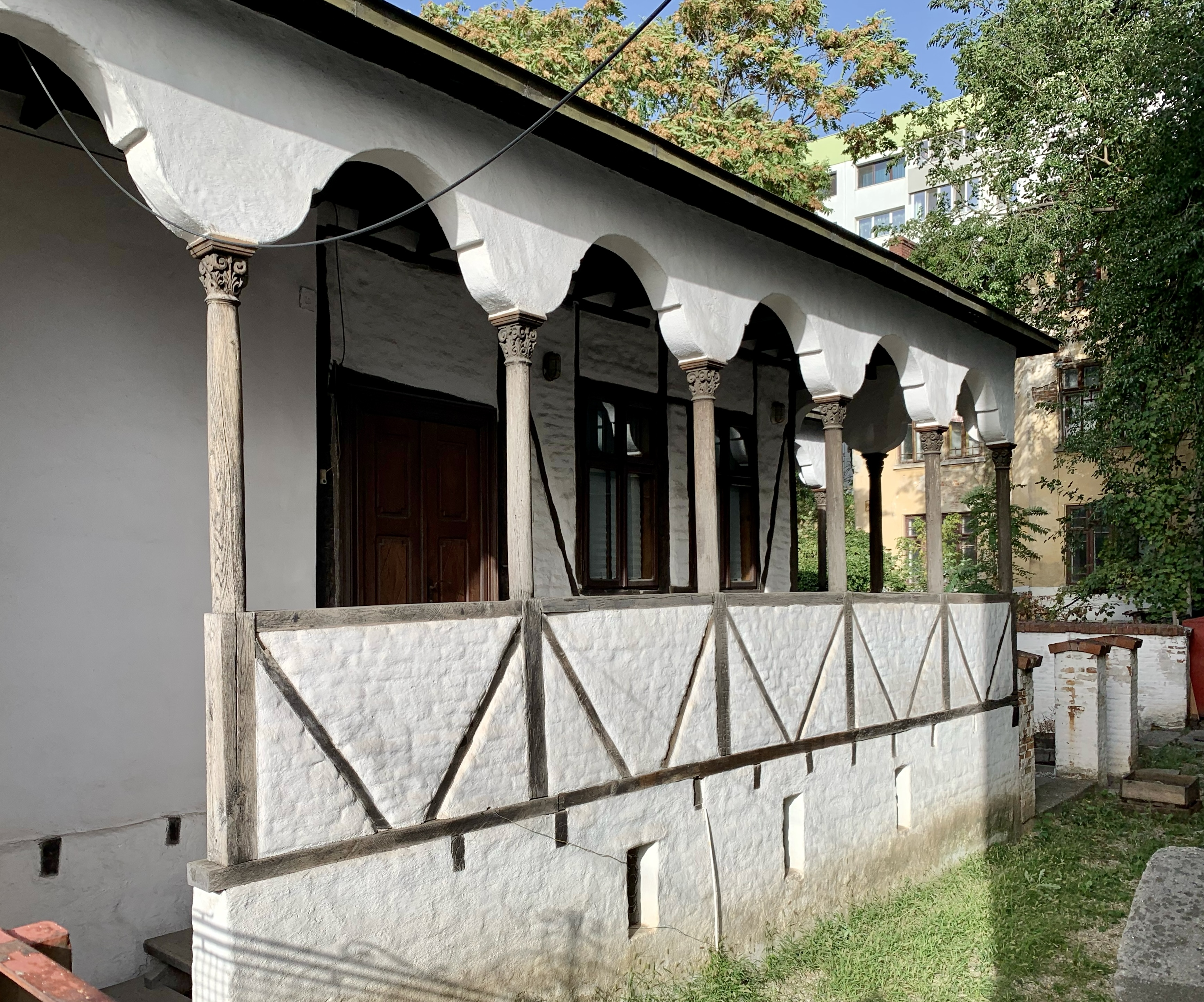
Casa Voina (Calea Șerban Vodă nr. 33), arhitect necunoscut, începutul secolului 19
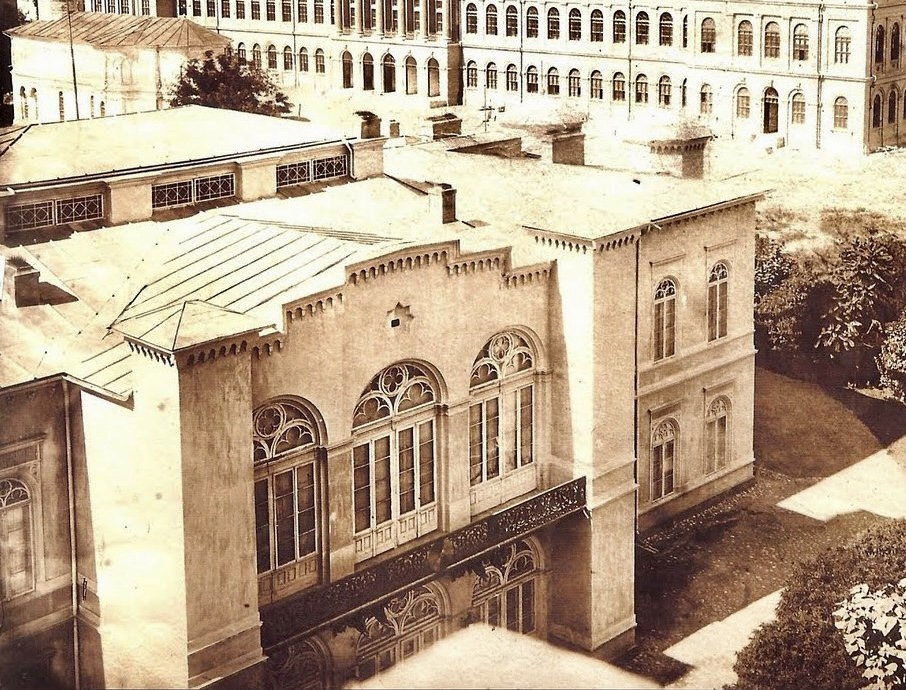
Muzeul Municipiului București (aka Palatul Suțu, Biserica Măn. Sf. Sava, Bulevardul Ion C. Brătianu nr. 2), așa cum arăta inițial, de Conrad Schwink și Johann Veit, 1833–1835

O construcție de la începutul secolului al XIX-lea este Hanul lui Manuc, cu galerii deschise spre curtea interioară. Un alt han, construit în anii 1830 ca un han-stradă, este Hanul cu Tei, cu prăvălii de o parte și de alta, pivnițe adânci și porți care erau încuiate seara pentru paza mărfurilor și a călătorilor. Înafară de străzile dominate de prăvălii ale negustorilor și hanuri, erau și casele de târgoveț, care reluau planul casei rurale, dar așezate cu o latură la stradă și cu intrarea în curte. Din 1834 începe oficializarea numirii străzilor, numele fiind cele care aparțineau memoriei locului sau unele noi. Mai tâziu, unele străzi au primif anumite nume care să omagieze trupele române care au câștigat independența României în Războiul de Independență (1877-1878). Astfel, Podul Mogoșoaiei a devenit Calea Victoriei, Strada Germană - Strada Smârdan, Podul de Pământ - Calea Plevnei, Podul Caliței/Podul Calicilor - Calea Rahovei, Calea Vergului - Calea Călărașilor. Înnoirea și schimbarea urbanistică, architecturală și culturală a Bucureștiului spre modelul occidental a fost observată și de călătorii străini. În 1828, ofițerul Fredrik Nyberg a scris „lângă o casă frumoasă clădită în stil european, se ridică o locuință asiatică”.

### Domniile luiAlexandru Ioan CuzașiCarol I

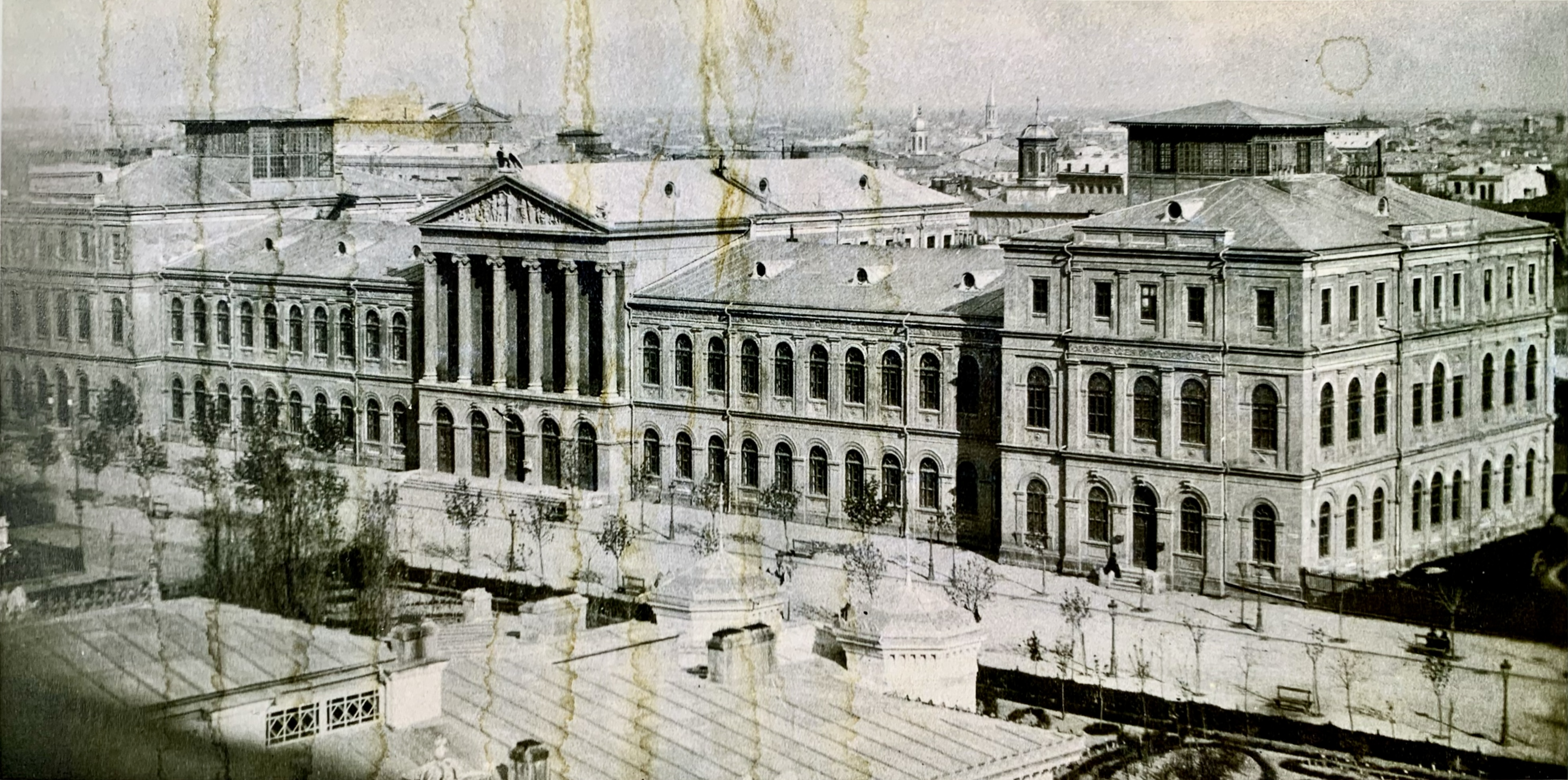
Corpul vechi al Universității, proiectat de Alexandru Orăscu și decorat cu sculpturi de Karl Storck, 1857-1864, bombardat în aprilie și mai 1944 în timpul celui de al Doilea Război Mondial și parțial distrus, parțial reconstruit la sfârșitul anilor 1960
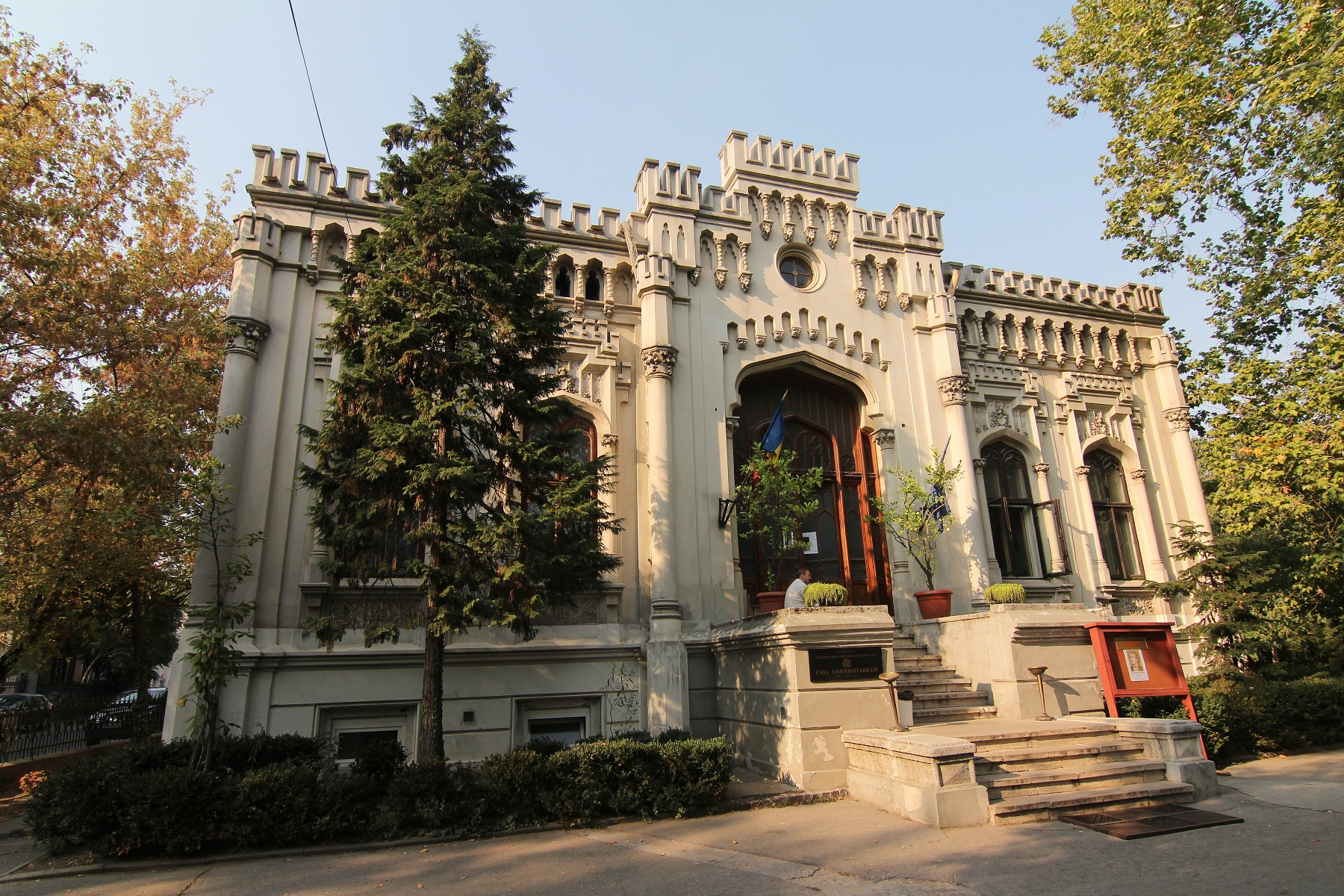
Casa Cezar Librecht (aka Casa Univeritarilor, Strada Dionisie Lupu nr. 46), de Luigi Lipizer, 1860–1865
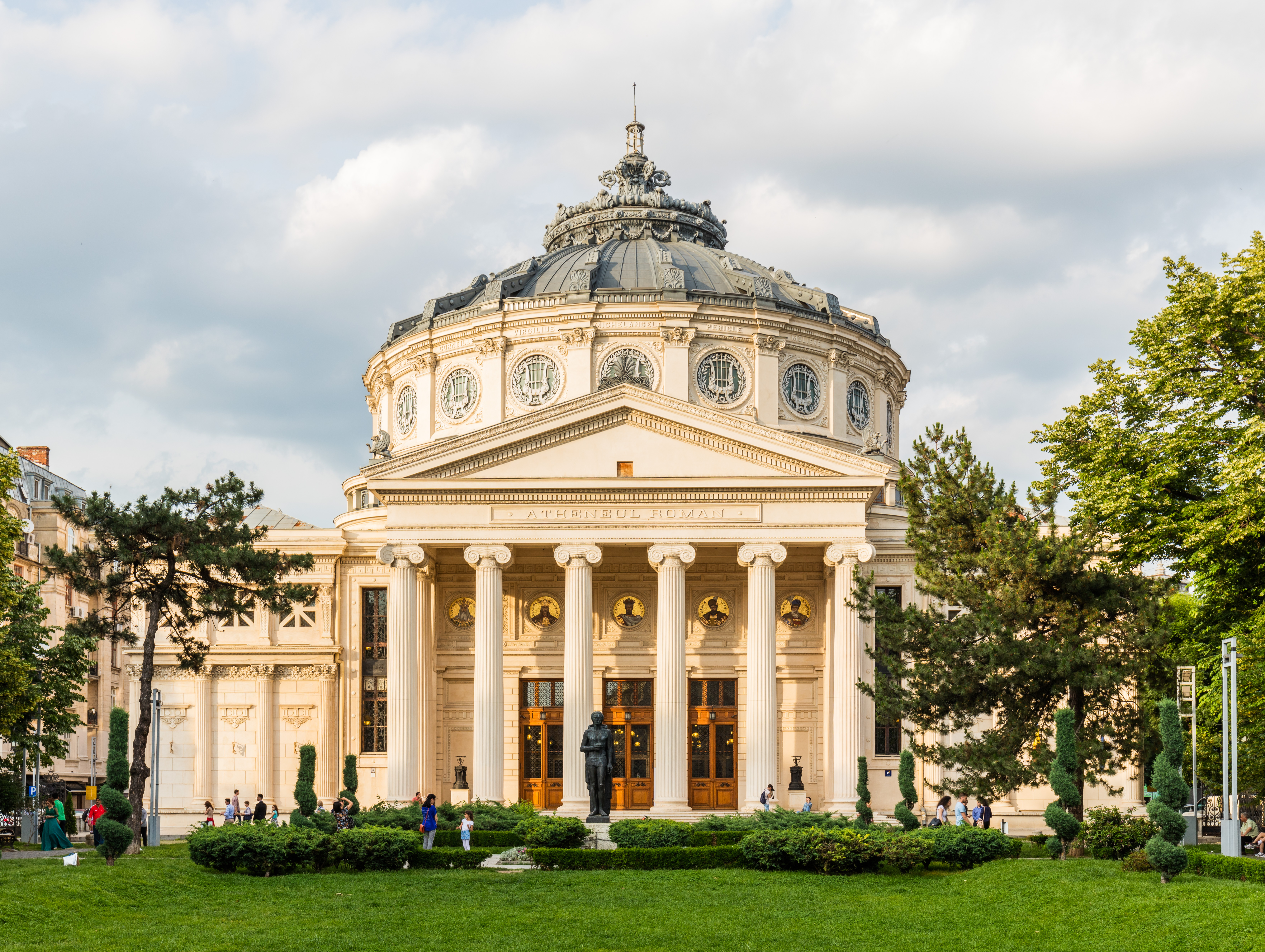
Ateneul Român de pe Calea Victoriei, de Albert Galleron, 1888
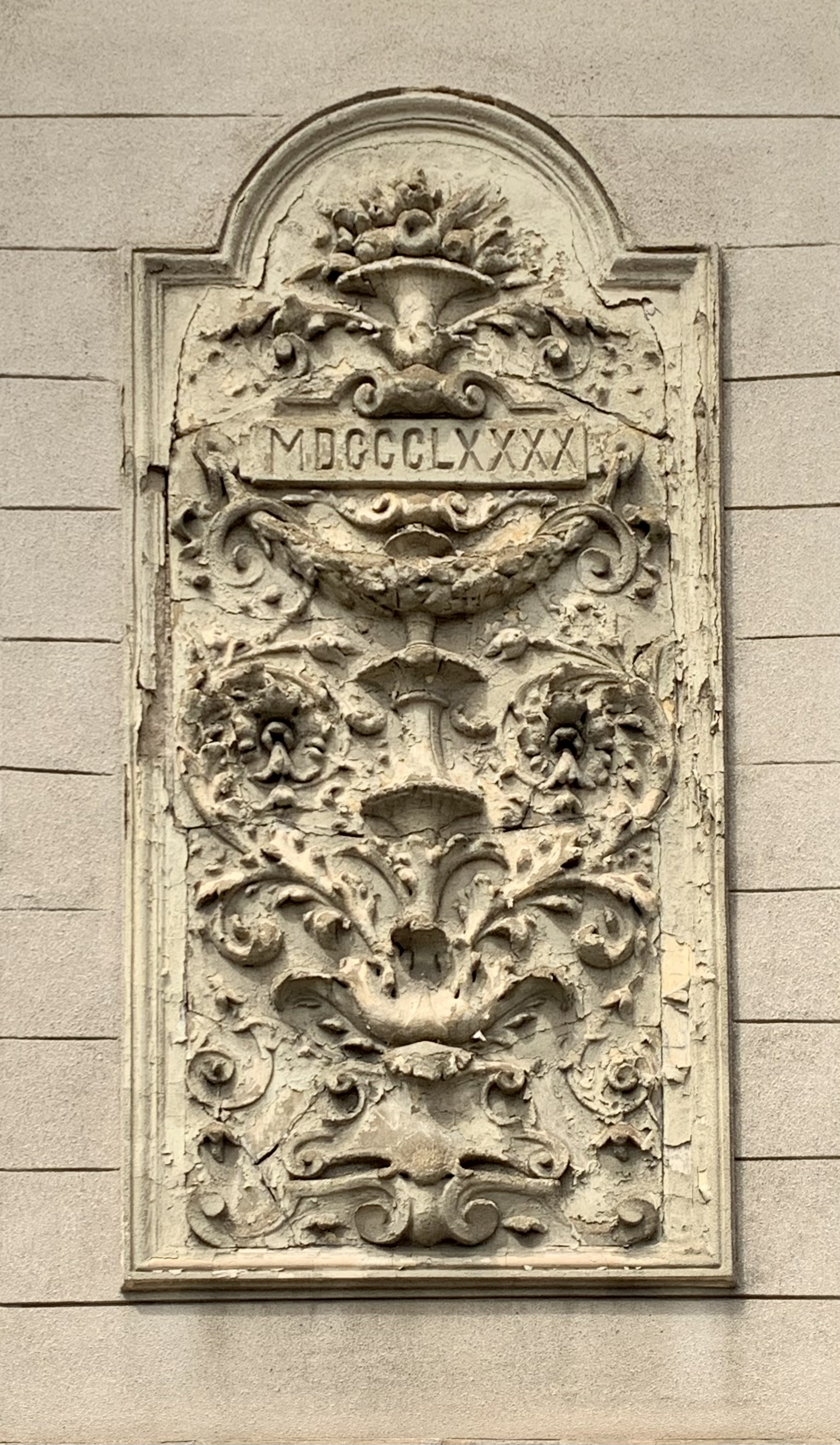
Arabesc pe Strada General H.M. Berthelot nr. 52, decorat cu spirale vegetale (aka rinceauxuri) și un cartuș în care e scris anul construirii casei: 1890
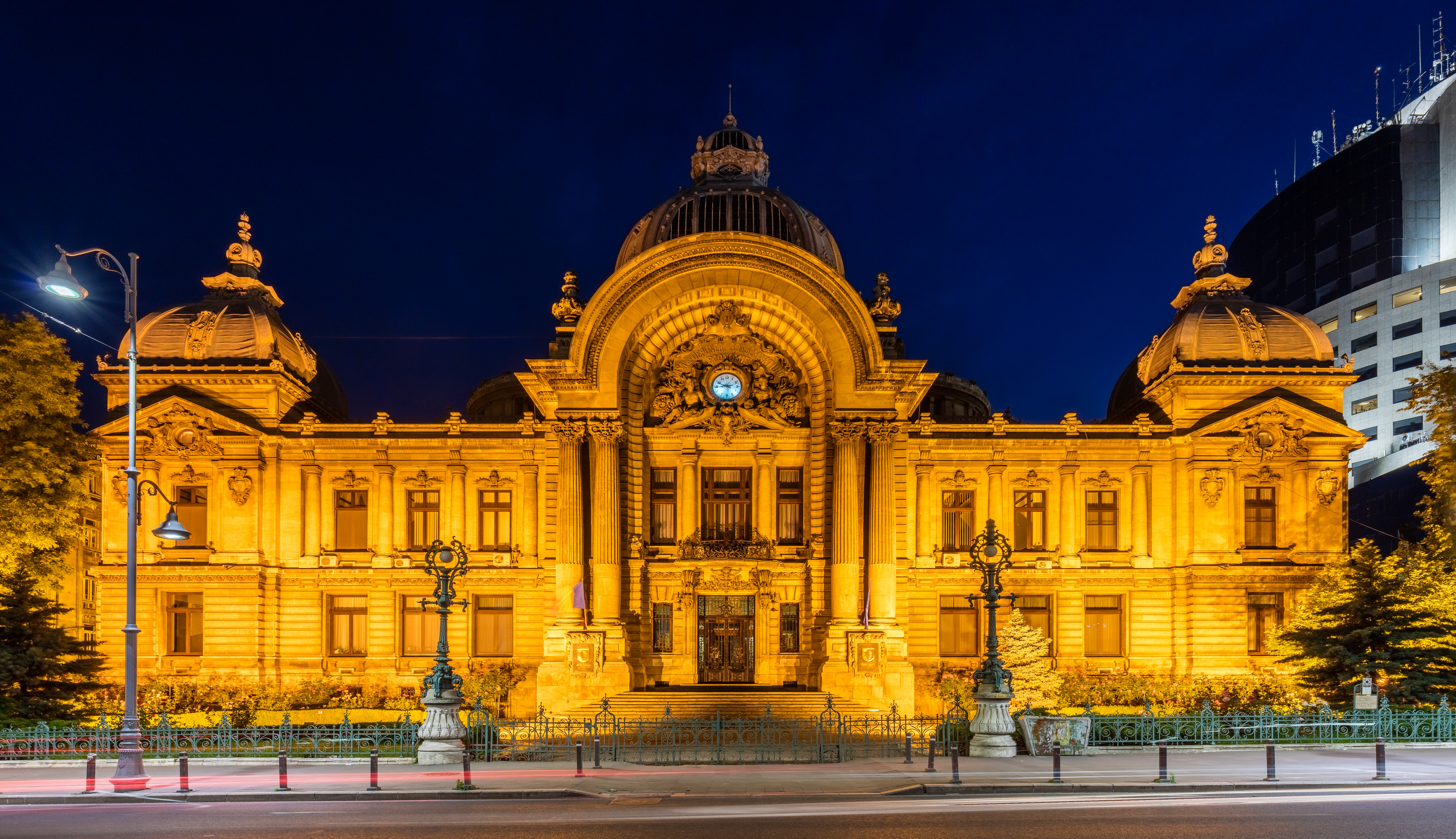
Palatul CEC de pe Calea Victoriei, de Paul Gottereau (proiectul) și Ion Socolescu (construirea), 1897-1900
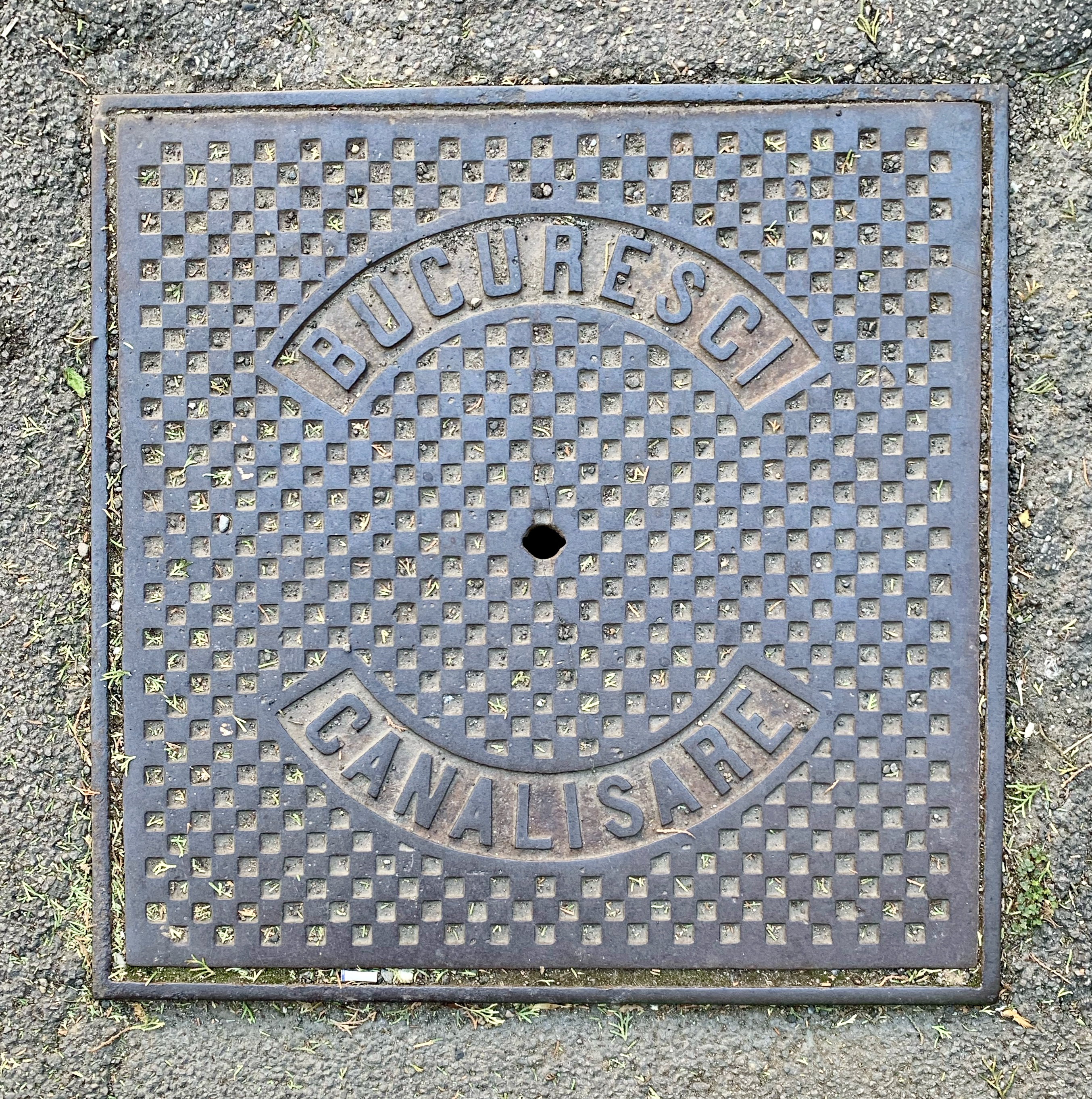
Capac de canalizare de dinainte de revizuirea ortografiei din 1904 pe un trotuar al Bulevardului Hristo Botev, aproape de intersecția cu Strada Radu Calomfirescu
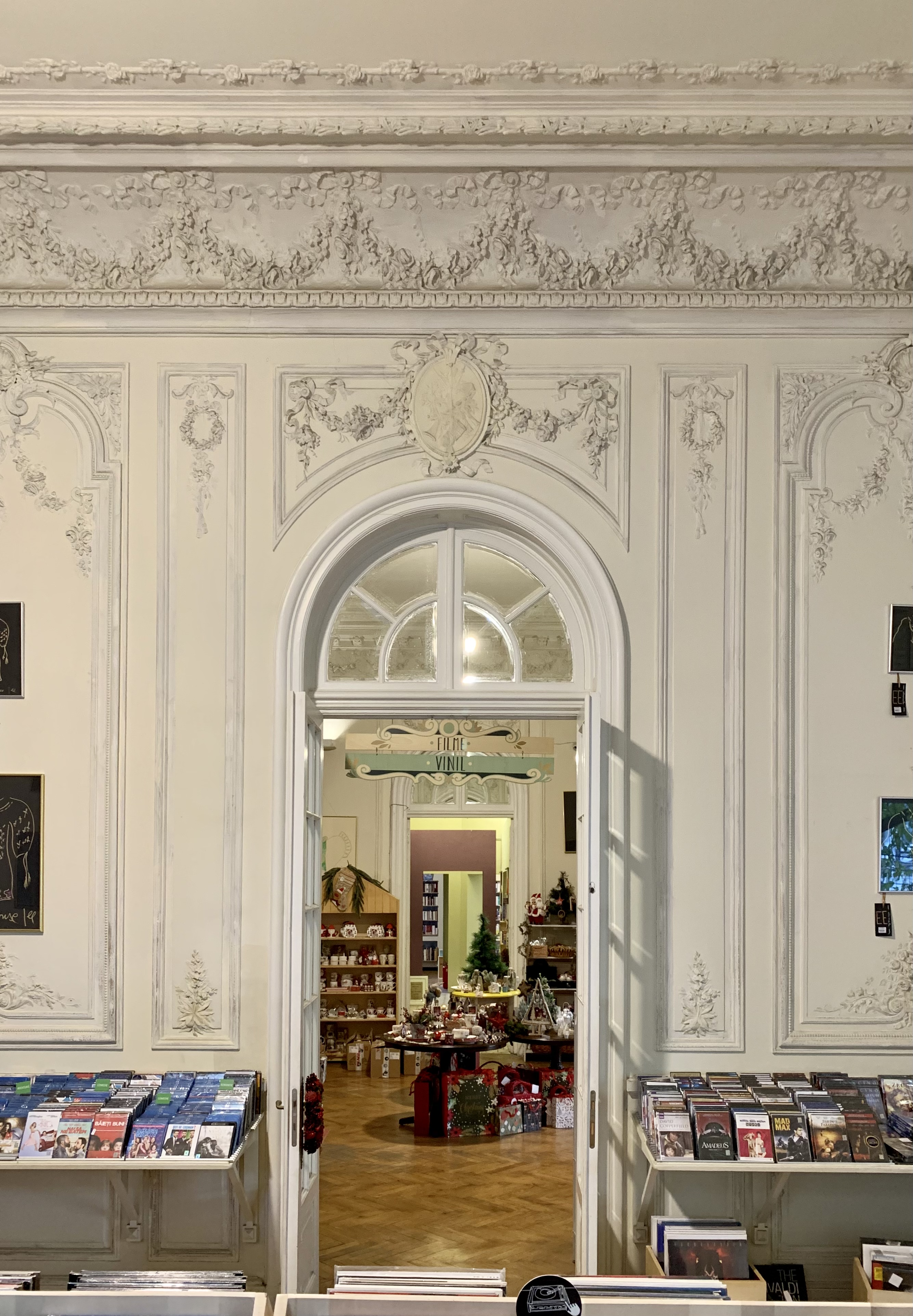
Interior decorat cu stucaturi, în Strada Arthur Verona nr. 15, arhitect necunoscut, c.1910
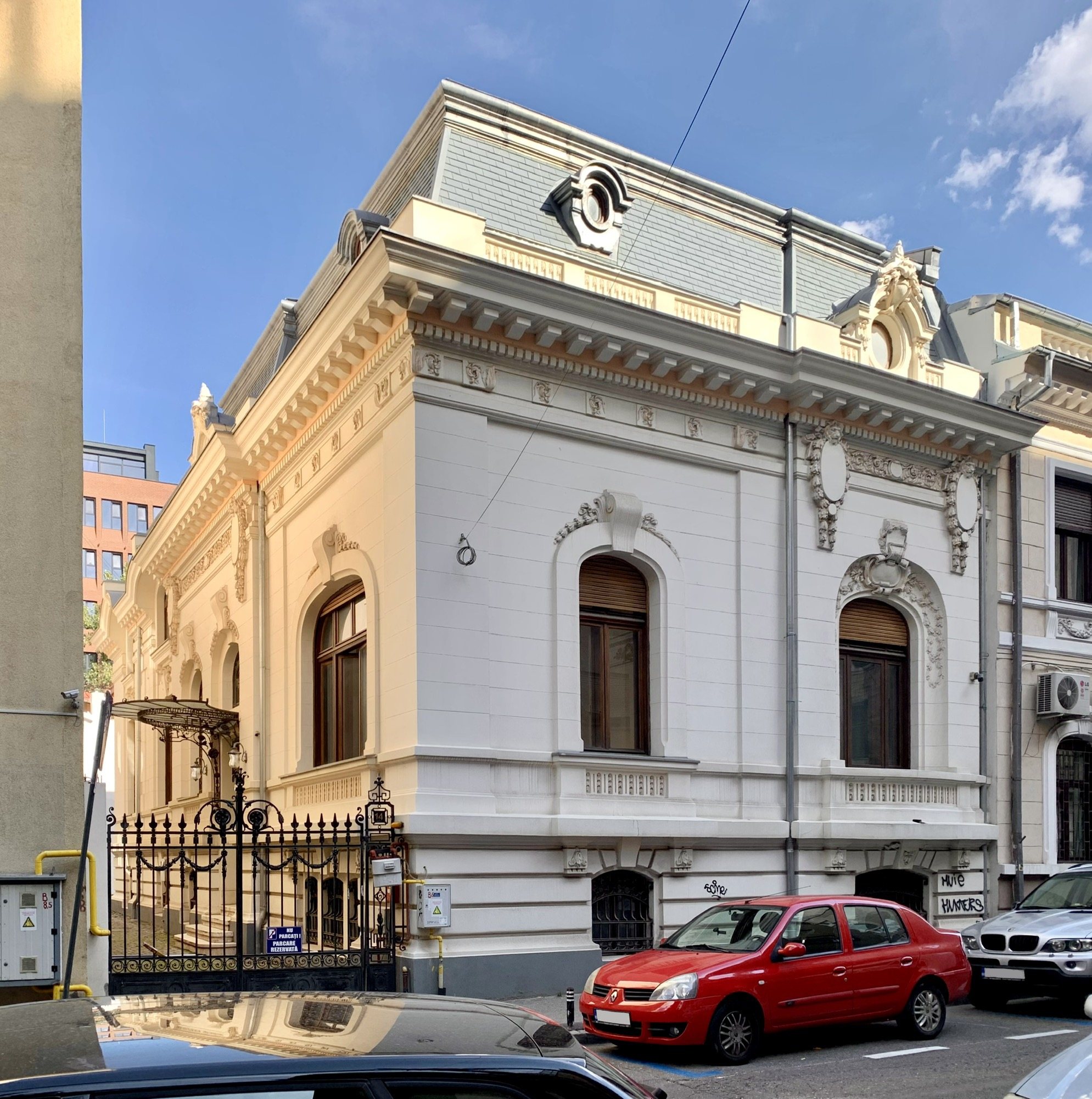
Strada Vasile Conta nr. 14, arhitect necunoscut, c.1910
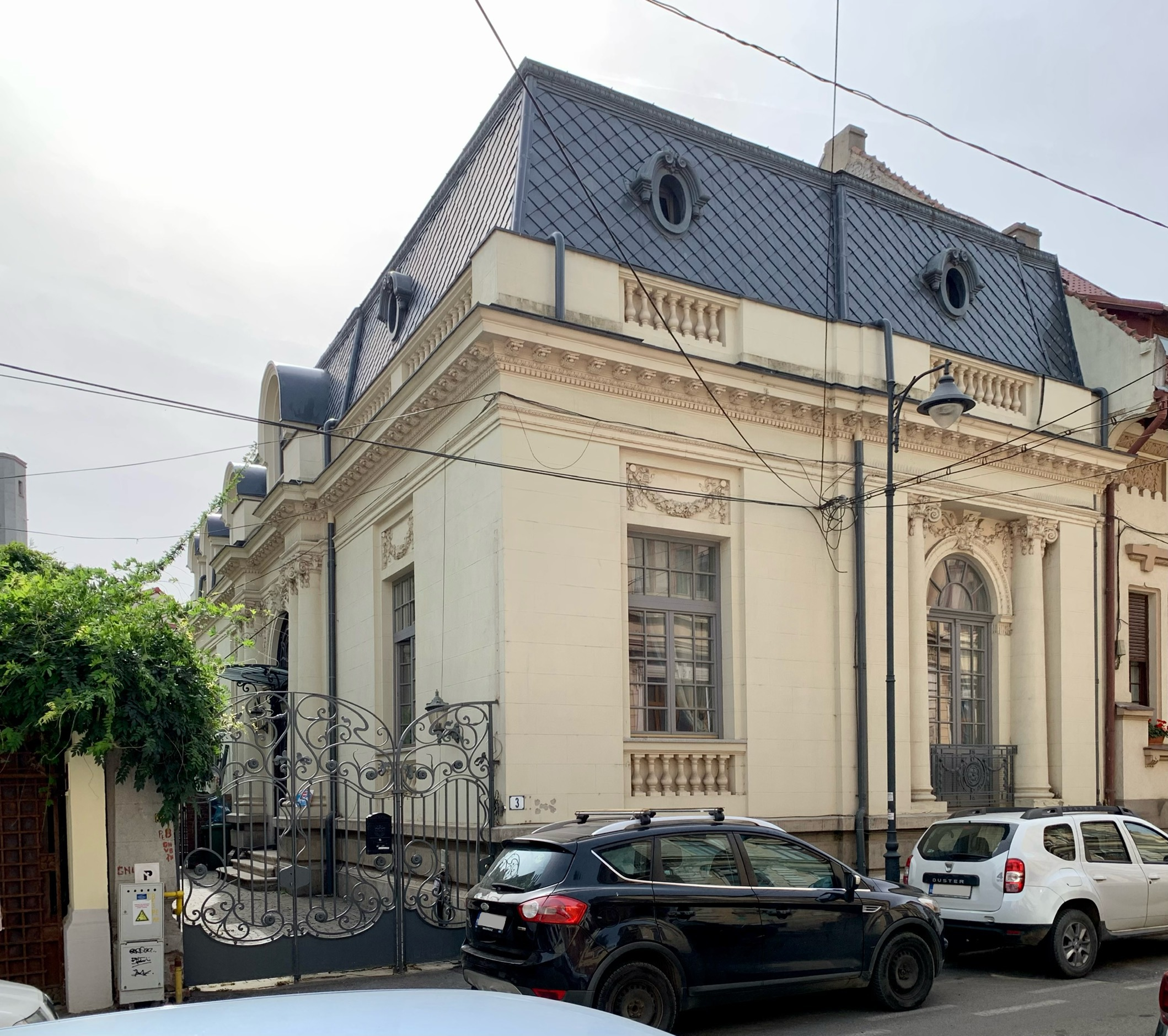
Casa Dimitrie Manole (Strada Cristofor Columb nr. 3), de Edmond van Saanen Algi, 1915
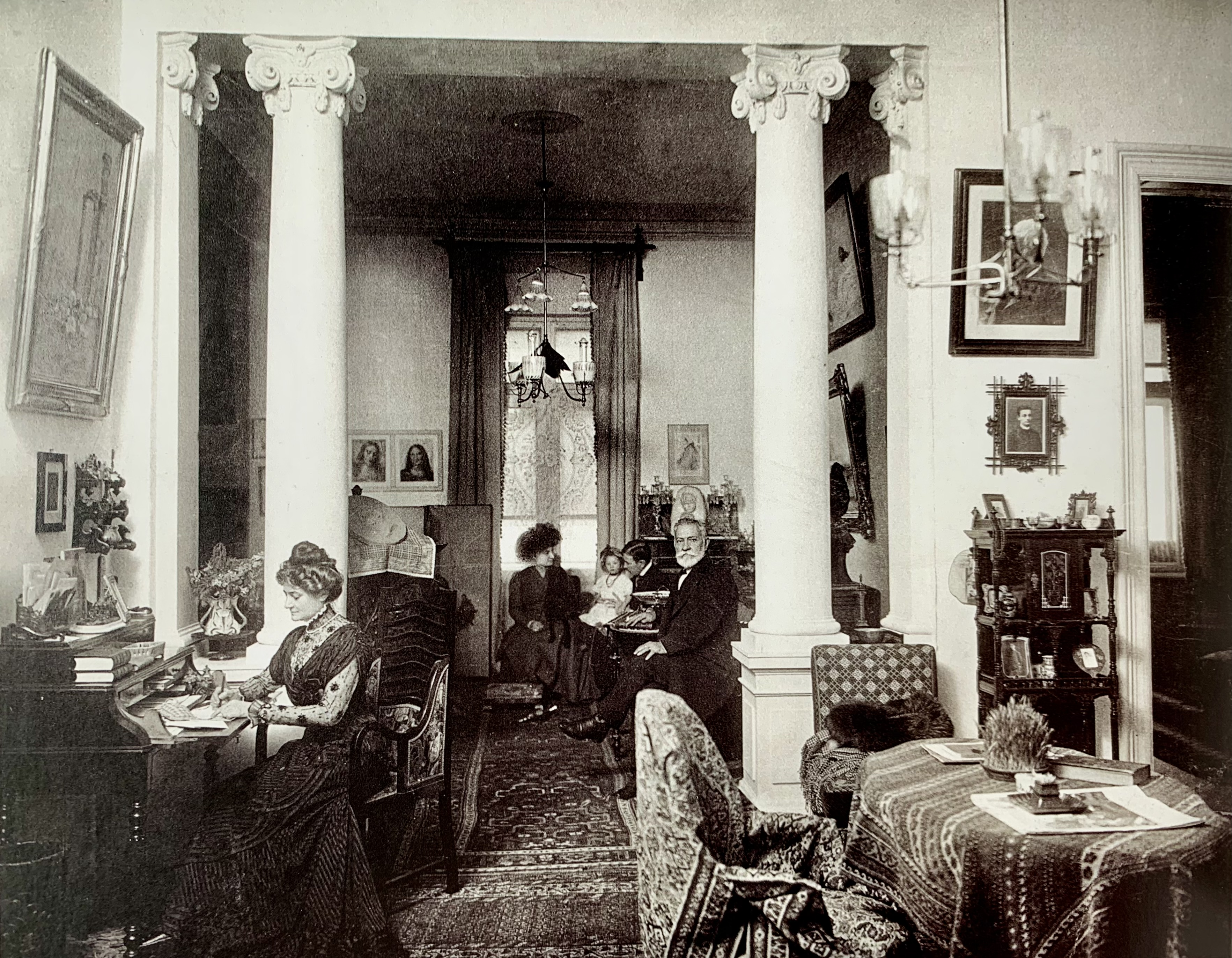
Interior de la începutul secolului 20 al casei pictorului Eugen Voinescu (1844-1909) din București
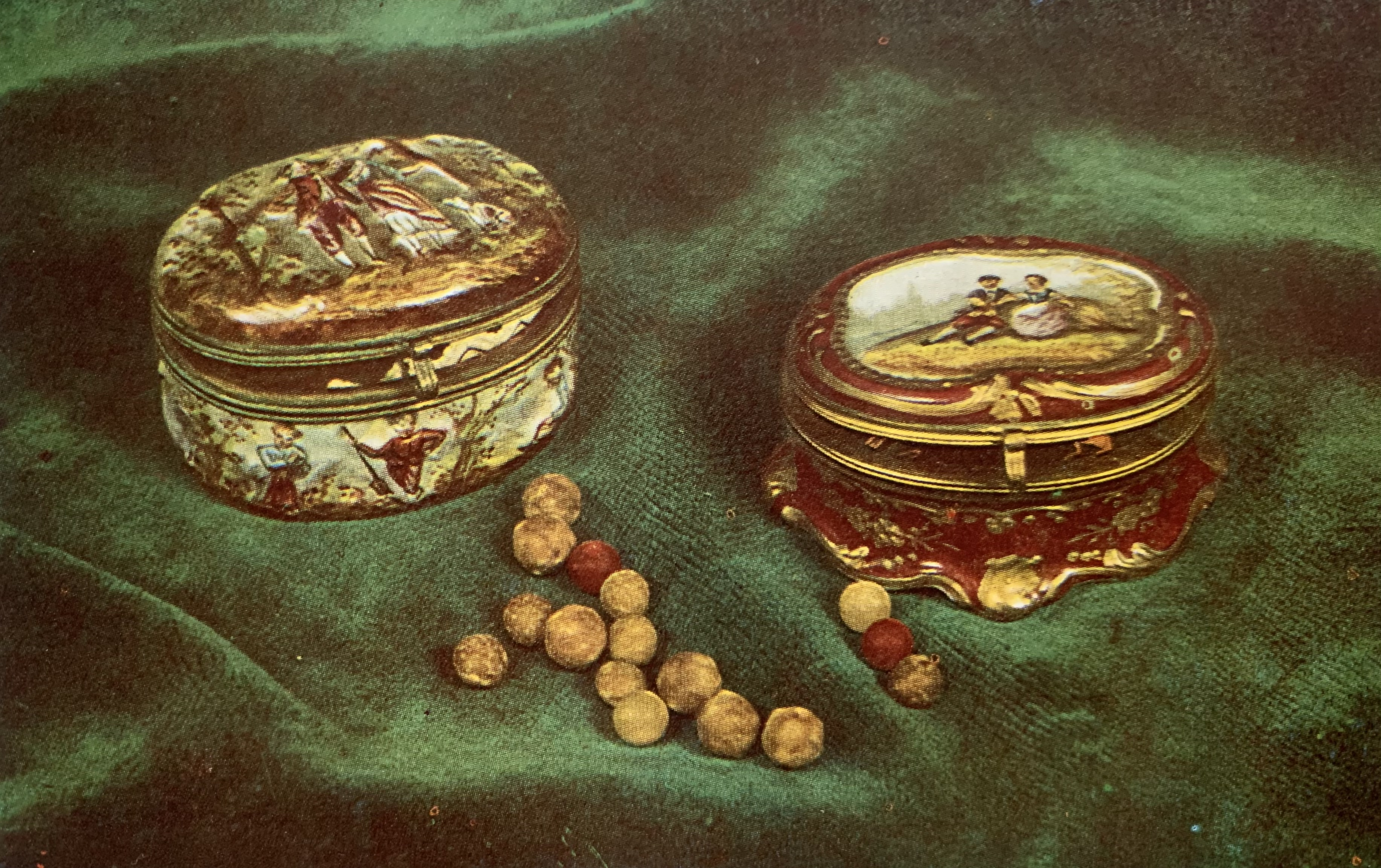
Cutii neorococo de porțelan de Meissen și Capodimonte, alături de bomboane de epocă, dintr-o casă a Bucureștiului epocii lui Carol I
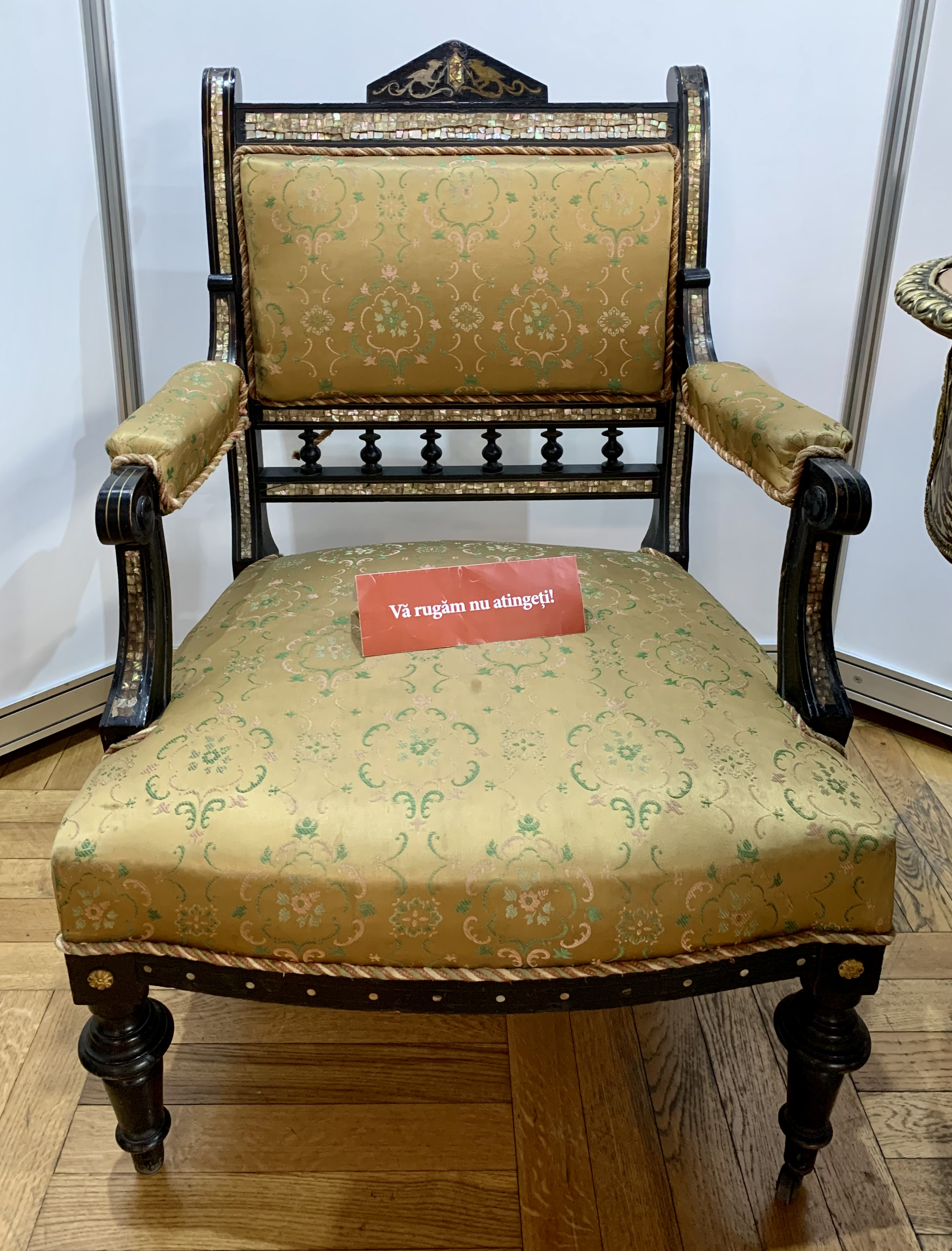
Fotoliu, atelier european, a doua jumătate a secolului 19, dintr-o casă a Bucureștiului epocii lui Carol I

A doua jumătate a secolului al XIX-lea a fost o perioadă în care Bucureștiul s-a schimbat foarte mult. Acest lucru se datora și faptului că Bucureștiul devenise capitala României. La mijlocul secolului apar și primele parcuri publice, opera peisagistului german Wilhelm Mayer, fost director al grădinilor imperiale ale Austriei. Primul a fost Parcul Kiseleff, organizat de-a lungul șoselei cu același nume, drum sistematizat în 1831. A urmat în anii 1840 Parcul Cișmigiu. După 1852, când a fost inaugurată, Grădina Cișmigiu devine „locul vesel de adunare a tuturor plimbătorilor, punctul de unire a iubitorilor de viață”. Pe plan urbanistic, începe realizarea celor două axe esențiale est-vest și nord-sud. Inițiativa Primăriei București a fost realizată de Serviciul Tehnic cu contribuția arhitecților perioadei, și cu cea a urbaniștilor în secolul XX. Gândirea lor, care prelua modelul realizat de baronul Haussmann în Paris, a dus în perioada 1865-1890 la tăierea pe direcția vest-est a Bulevardelor Regina Elisabeta → Carol I → Pache Protopopescu și Ferdinand I, iar din 1890 până în 1945, pe direcția nord-sud a Bulevardelor Lascăr Catargiu → Gheorghe Magheru → I.C. Brătianu → (mai târziu) Dimitrie Cantemir.
O altă sistematizare de la sfârșitul secolului al XIX-lea este cea a Dâmboviței, al cărei curs ducea înainte la inundații periodice. Lucrările de regularizare a traseului și de adâncire a albiei, dintre anii 1880-1882, au dus la multe modificări urbanistice și arhitecturale în centrul istoric al Bucureștiului. Astfel, Bucureștiul a mai primit două artere care îl străbăteau de la vest la est, tratate ca bulevarde: Splaiul Independenței (spre vest) și Splaiul Unirii (spre est). La puțin timp după aceea, au fost construite Palatul de Justiție (1890-1895) de Albert Bellu, și Institutul de Bacterilogie (1903) de Louis Blanc.
Specific acestei perioade și începutului secolului XX este stilul eclectic (care combină elemente luate din arhitectura renascentistă, barocă, rococo și neoclasică). Arhitecți români cu studii în străinătate, în mare parte la școala pariziană, dau Bucureștiului prin construcțiile și proiectele lor un aspect întâlnit în celelalte capitale europene. Clădirea specifică perioadei e casa care are două sau trei ferestre la stradă, intrarea în grădină, și ornamente eclectice pe fațadă și stucaturi în interior. Pe lângă cei români, în București vin și arhitecți străini, în mare parte francezi și austrieci.
Fiind capitala Regatului României, sunt construite sedii pentru noile instituții. Debutul a fost construirea Palatului Băncii Naționale (1884-1885), ridicat după proiectul în stil eclectic al arhitecților francezi Joseph Cassien-Bernard⁠(d) și Paul Louis Albert Galeron pe Strada Lipscani, pe locul marelui Han Șerban Vodă. Alte sedii sau instituții importante construite la sfârșitul secolului XIX și începutul secolului XX includ Ateneul Român (1886-1888) de Paul Louis Albert Galeron, Palatul CEC (1897-1900) de Paul Gottereau, Biblioteca Centrală Universitară (1891-1895) de Paul Gottereau, Cercul Militar (1911) de Dimitrie Maimarolu, Victor Ștefănescu și Ernest Doneaud, Palatul Bragadiru (1894-1895) de Anton Shuckerl, Palatul Poștelor/Muzeul Național de Istorie a României (circa 1900) de Alexandru Săvulescu, Palatul Bursei (1906-1912) de Ștefan Burcuș, Palatul Societății de Asigurări „Generala” (1906) de Oscar Maugsch, Palatul Facultății de Medicină „Carol Davila” (1902-1903) de Louis Blanc, și Palatul Ministerului Agriculturii (1895) de Louis Blanc. În ciuda acestor clădiri impozante și monumentale, nu trebuie uitate și miile de case, unele mai mari, altele mai mici.

### Perioada interbelică

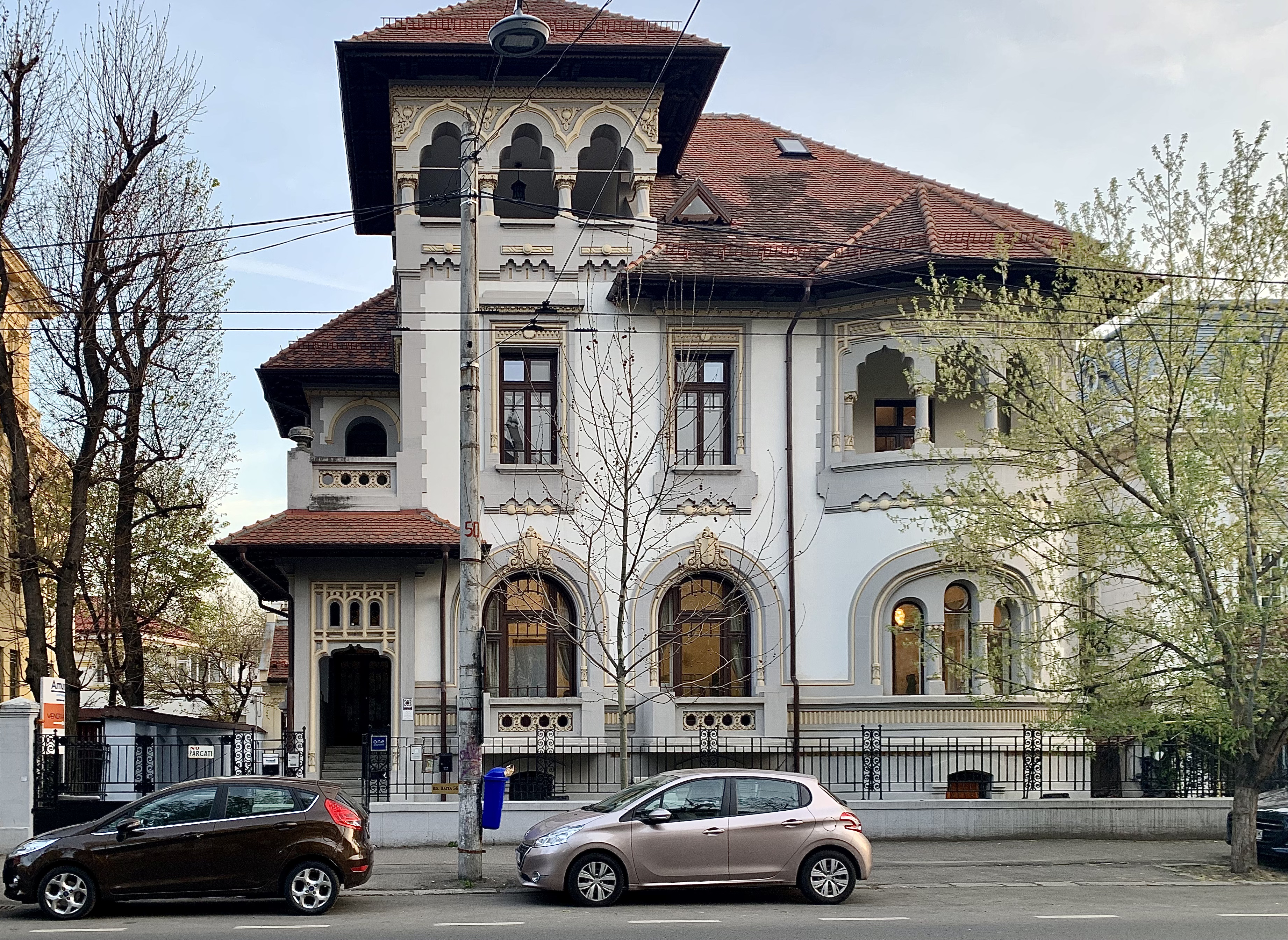
Casa C.N. Câmpeanu/Alfred E. Gheorghiu (Bulevardul Dacia nr. 56), de Constantin Nănescu, c.1923,[40] un exemplu de arhitectură neoromânească interbelică
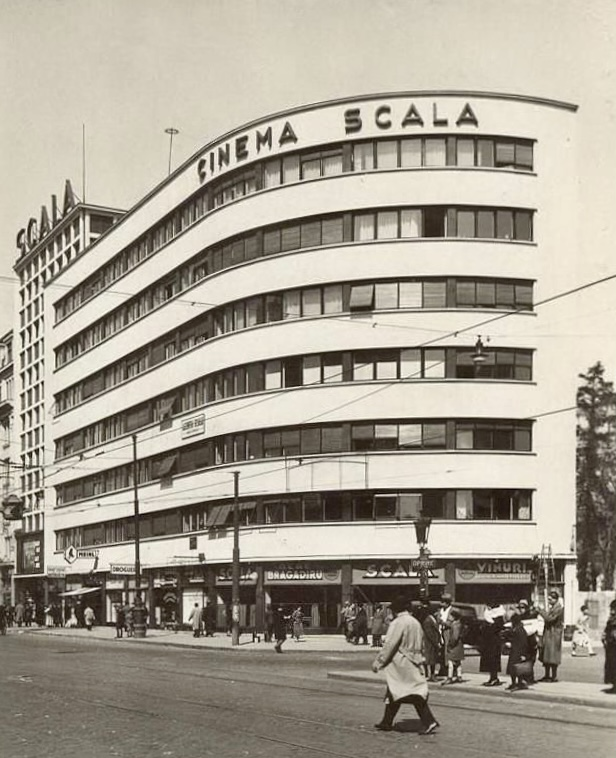
Cinema Scala (Bulevardul Gheorghe Magheru nr. 2-4), 1935, de Rudolf Fränkel,[41] un alt exemplu de arhitectură Art Deco, mai exact modernism pachetbot
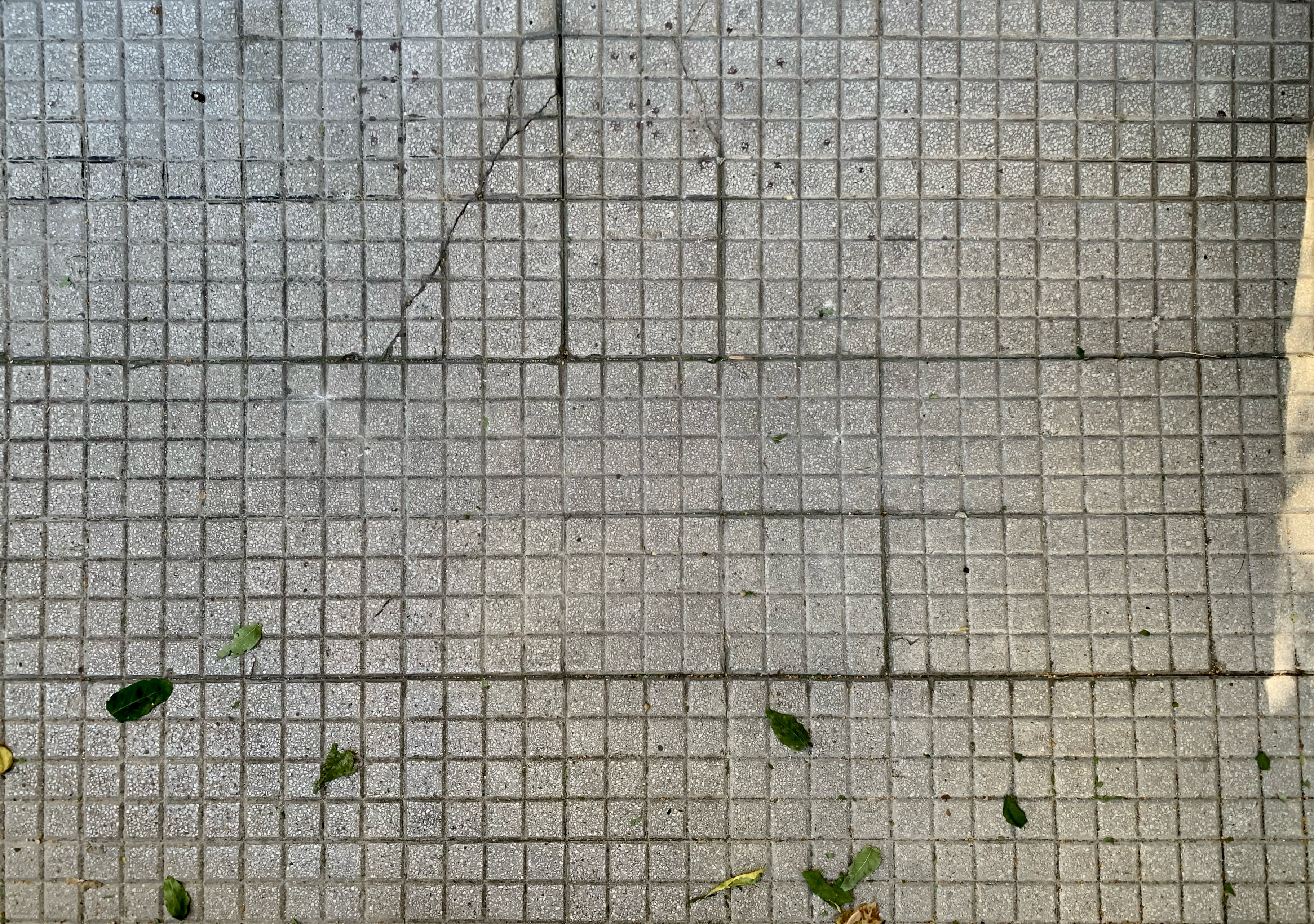
Pavaj interbelic în curtea unui bloc interbelic Art Deco din Intrarea Argeaua. Genul ăsta de pavaj rezistent în timp era foarte des folosit în perioada interbelică, fiind prezent și azi în curțile multor blocuri din anii 1920 și 1930
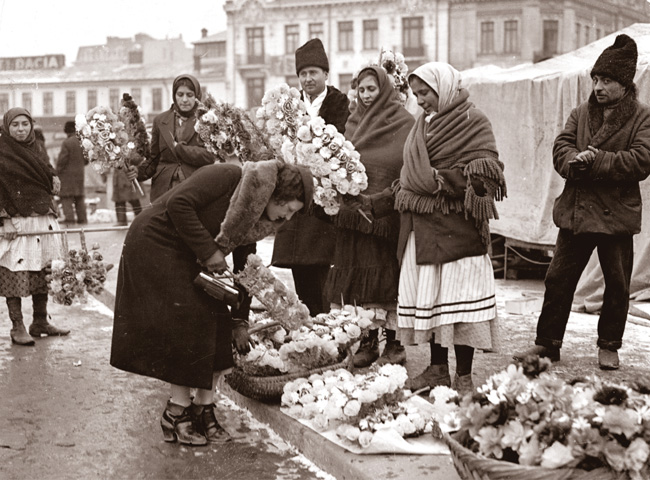
Doamnele Bucureștiului cumpărând sorcove în Piața Unirii, decembrie 1931, poză de Iosif Berman

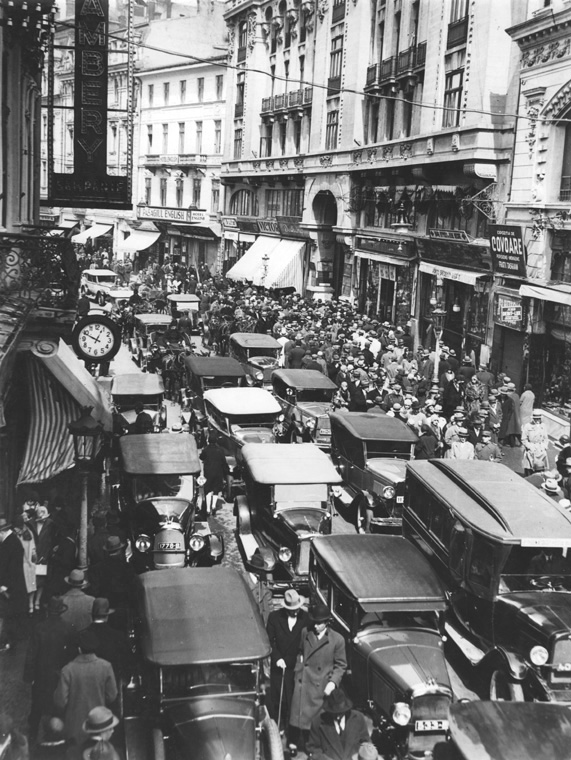
Calea Victoriei in 1923, duminică la prânz

În urma Primului Război Mondial, Bucureștiul devine capitala României Mari. Finalizarea axei pe direcția nord-sud a dat loc pentru construirea clădirilor moderniste, multe Art Deco, neoromânești, sau raționale (stil care constă în clădiri reduse la esențe, cu foarte puține ornamente, dar cu proporții și forme clasice), curente care erau la modă la acel moment în spațiul european. Stilul neoromânesc (cunoscut și ca neobrâncovenesc), apărut în anii 1880 și 1890 ca rezultat al încercărilor unor arhitecți ca Ion Mincu (1852-1912) și Ion N. Socolescu (1856-1924) de a găsi un stil național, devine din ce în ce mai popular în perioada interbelică, ca rezultat al naționalismului. Există clădiri neoromânești remarcabile construite și înainte de Primul Război Mondial, ca Bufetul de la Șosea (1889-1892) și Școala Centrală (1890), ambele de Ion Mincu, sau Palatul Ministerului Lucrărilor Publice (1906-1910) de Petre Antonescu.
Apar și cartierele de locuințe ieftine, dar cu condiții ce țin de civilizația urbană, cum sunt zona Pieței Domenii, cartierele Vatra Luminoasă și Bucureștii Noi. În ciuda simplității lor, multe dintre aceste case sunt neoromânești. Tot în această perioadă apar și blocurile înalte, cum sunt Palatul Telefoanelor de pe Calea Victoriei (1929) de Edmond van Saanen Algi și Louis S. Weeks, Blocul Societatea „Astra Română“ din Piața C. A. Rosetti (1923-1924) de Paul Smărăndescu, și Clădirea Societății de Locuințe Ieftine din Piața C. A. Rosetti de Virginia Andreescu Haret, ultimele două clădiri fiind neoromânești.
Orașul se exinde, în special în nord, peste fostele șosele de centură, de-a lugul șoselelor Kiseleff, Jianu/Buzdugan (azi Bulevardul Aviatorilor) și Căii Herăstrău/Calea Dorobanților sau Bulevardul Colonel Mihail Ghica/Bulevardul Ion Mihalache.

### În Al Doilea Război Mondial
În ianuarie 1941, orașul a fost scena rebeliunii legionarilor și a pogromului de la București. Fiind capitala unei țări a Axei și un punct major de tranzit pentru trupele Axei în drum spre Frontul de Est, Bucureștiul a suferit daune grave în timpul celui de-Al Doilea Război Mondial din cauza bombardamentelor aliaților. La 23 august 1944, Bucureștiul a fost locul loviturii de stat regale care a adus România în tabăra aliaților. Orașul a suferit o scurtă perioadă de bombardamente naziste Luftwaffe, precum și o încercare eșuată a trupelor germane de a recâștiga orașul.

### Perioada Comunistă

#### 1948-mijlocul anilor 1950

Cvartalul Coloneilor (Șoseaua Panduri nr. 60-62), de I. Novițchi, C. Ionescu, C. Hacker și A. Șerbescu, 1950-1960[45]
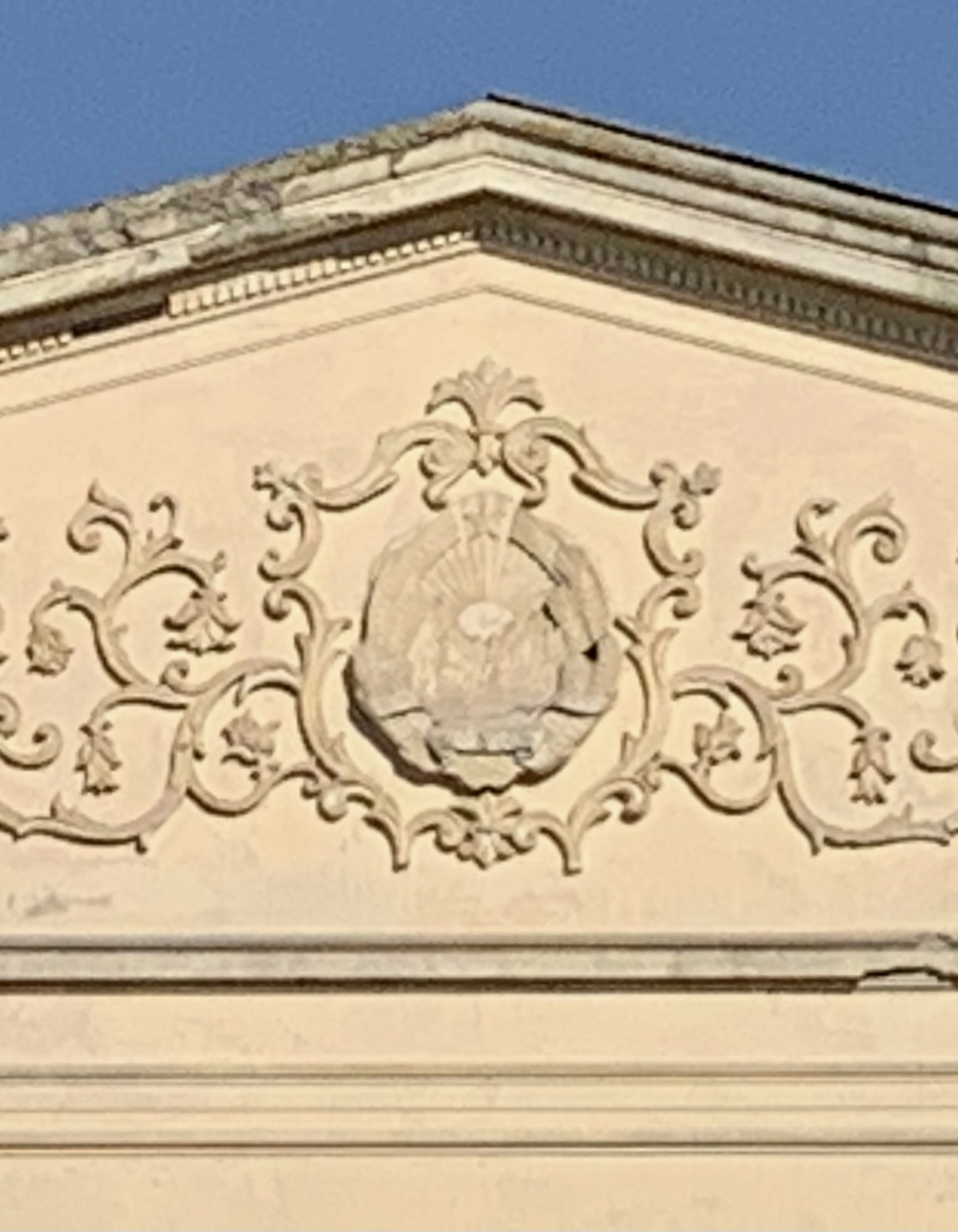
Stema Republicii Populare Române din frontonul Teatrului de Vară Nicolae Bălcescu din Parcul Bazilescu, de P.E. Miclescu, V. Marinescu și V. Agent, 1953
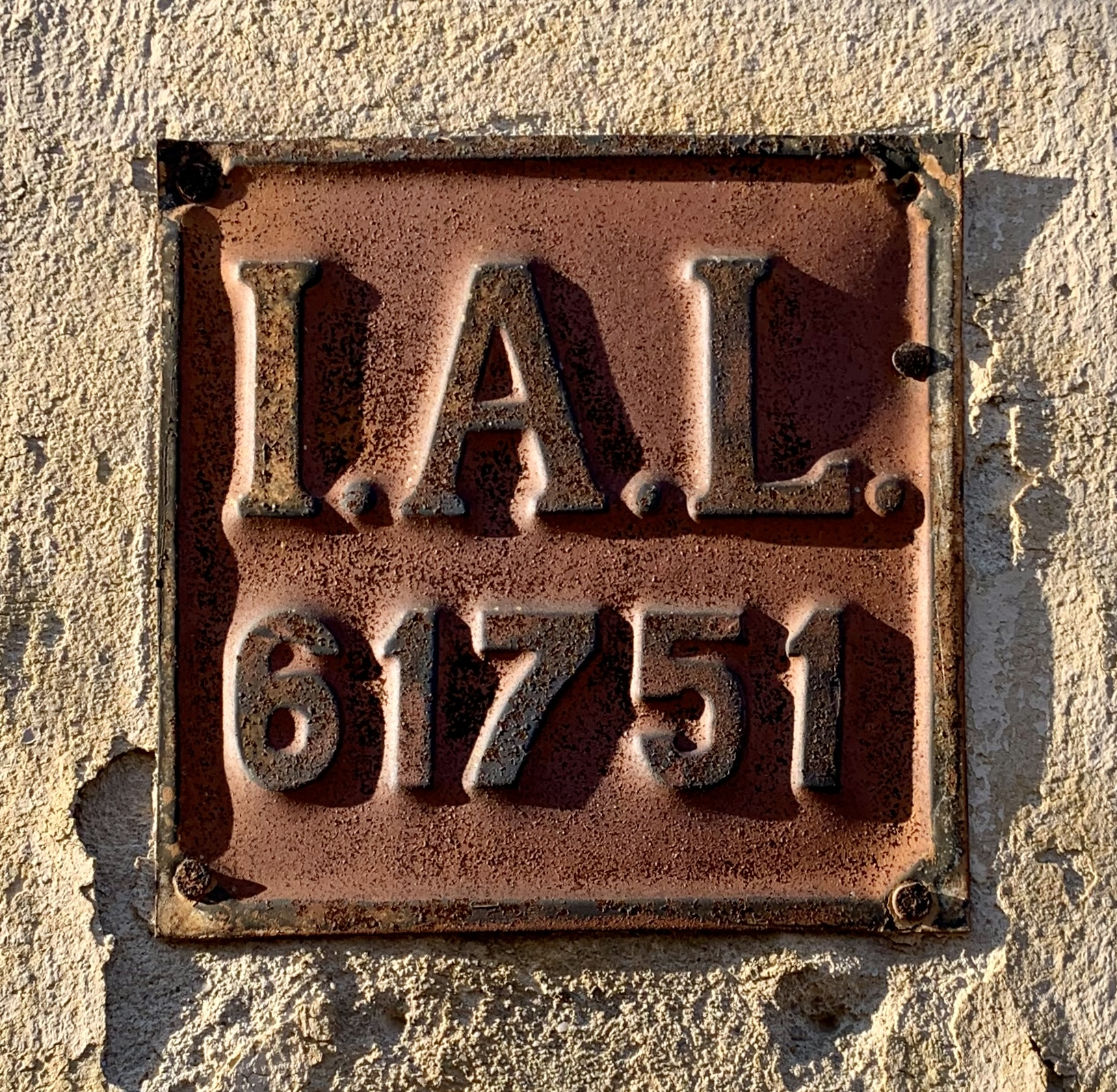
Plăcuță cu IAL (Întreprinderea de Administrare Locativă), ulterior redenumită ICRAL (Întreprinderea de Construcții, Reparații și Administrare Locativă, pe Strada Apolodor

Ca urmare a celui De-Al Doilea Război Mondial, în România e instaurat un regim comunist, impus cu forța de Uniunea Sovietică. O mare parte a intelectualității române intră în temnițele stalinismului românesc, inclusiv mai mulți arhitecți și sute de profesori din învățământul superior. De exemplu, G. M. Cantacuzino, unul dintre cei mai importanți arhitecți ai perioadei interbelice, face aproape 10 ani de temniță grea, și moare la puțin timp după ce e eliberat. Pe de altă parte, alți arhitecți ca Duiliu Marcu sau Octav Doicescu, aleg colaborarea cu noul regim, pactizând cu el pentru a supraviețui. Conform unor statistici simple, în primii 10 ani postbelici, unul din nouă bucureșteni a fost trimis în pușcarie sau la muncă forțată. Cu mici excepții, aceștia reprezentau elita Bucureștiului.
Odată cu abdicarea forțată și alungarea Regelui Mihai I (30 decembrie 1947), arhitectura românească intră într-o epocă de copiere a celei staliniste, un fel de neoclasicism mai mult sau mai puțin simplificat. Curentul din care face parte respectivul tip de arhitectură se cheamă realism socialist, și a apărut ca reacție la modernism, mai ales la modernismul Art Deco, care în viziunea comuniștilor aparținea „capitalismului putred vestic”. Cea mai cunoscută construcție realist socialistă e Casa Scânteii, numită după numele ziarul Partidului Comunist Român, un combinat poligrafic pentru presa și editurile oficiale, din moment ce altele nu existau din cauza naționalizării. Clădirea e un fel de replică a Universității Lomonosov, și seamănă cu Palatul Culturii și Științei din Varșovia (Polonia). Pe lângă Casa Scânteii, în perioada stalinistă au mai fost construit câteva complexuri mici de blocuri de câteva etaje, numite cvartale, cum sunt complexul „Înfrățirea Între Popoare” de pe Bulevardul Bucureștii Noi, și Cvartalul Coloneilor de pe Șoseaua Panduri. O altă construcție importantă a perioadei este Opera Națională din București. Arhitectura stalinistă e de o calitate mult superioară celei din anii 70 și 80.
Per total, standardul de viață a scăzut semnificativ comparativ cu cel din perioada interbelică. Guvernul va investi sume semnificative de bani pentru a masca "Bucureștiul gri", cu rezultate mixte.

#### Mijlocul anilor 1950-1977

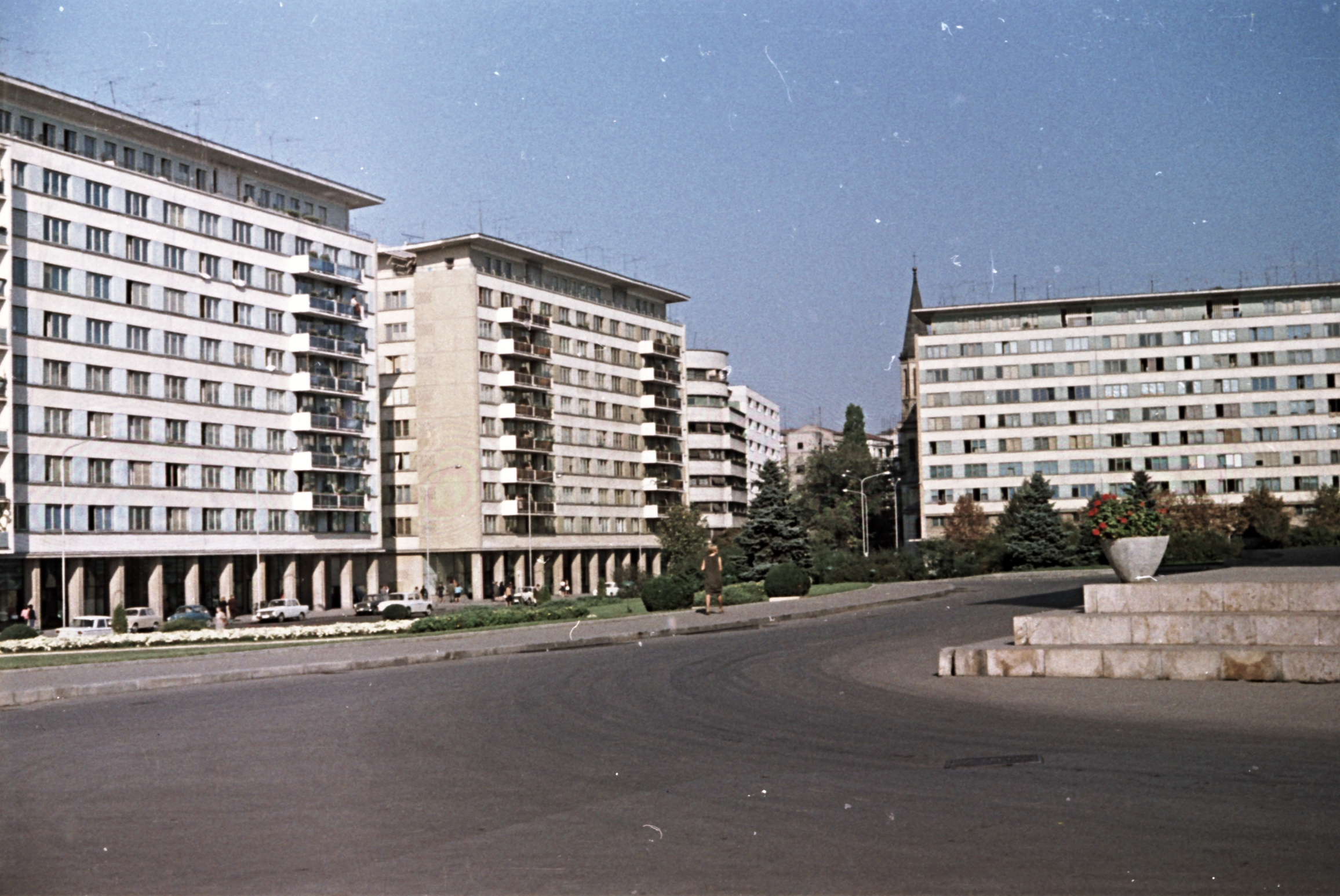
Complexul Sălii Palatului, foarte asemănător din punct de vedere estetic cu ce se construia în Vestul Europei în anii’ 50 și 60, arhitecți necunoscuți, 1959-1960
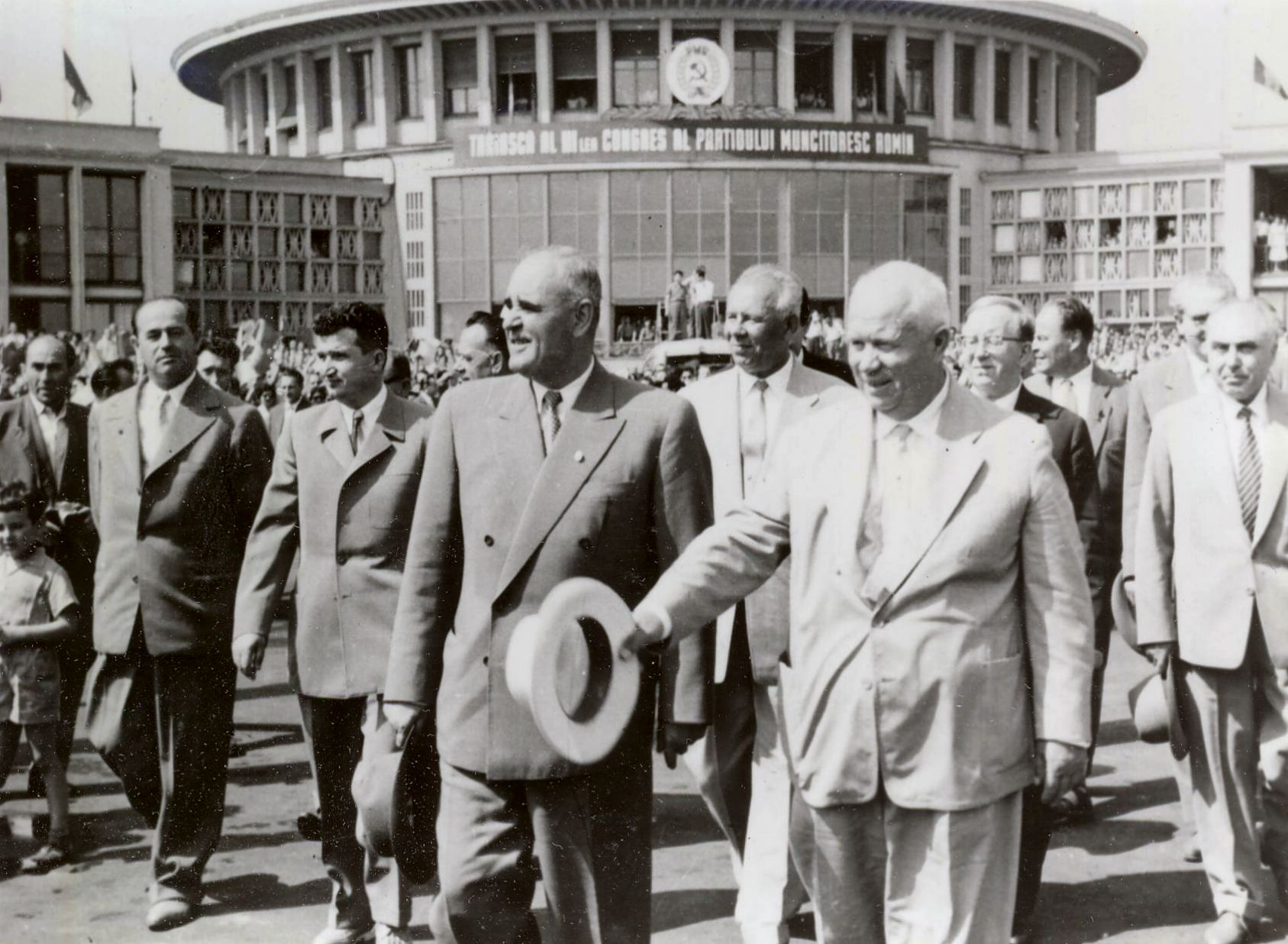
Gheorghe Gheorghiu-Dej și Nikita Hrușciov la Aeroportul Băneasa în iunie 1960
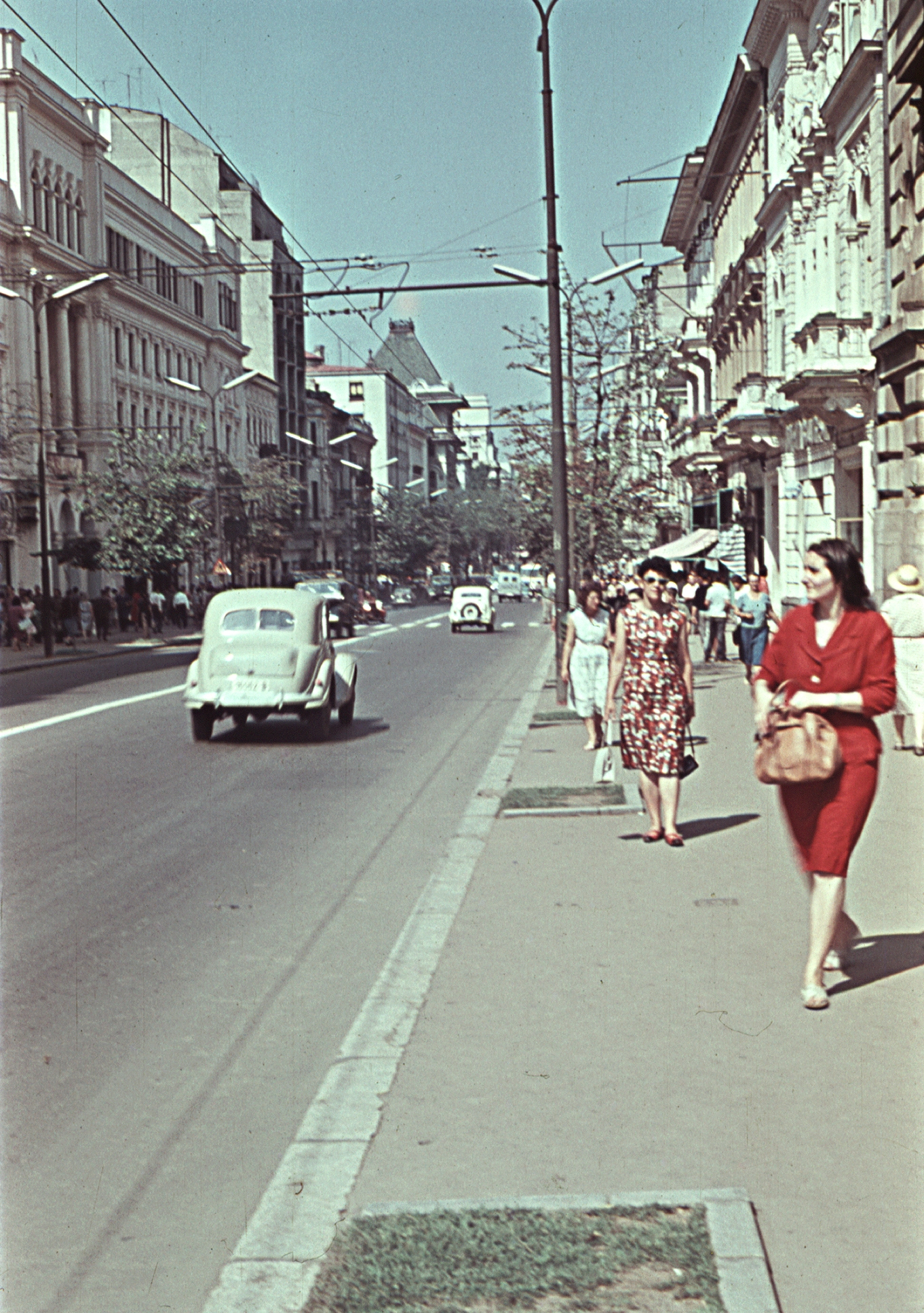
Oameni pe Bulevardul Regina Elisabeta în 1962

După 1958, odată cu destalinizarea începută de primul lider comunist al României Gheorghe Gheorghiu-Dej, devine popular modernismul de tipul Bauhaus. Se încearcă într-o oarecare măsură apropierea de arhitectura clasicistă-modernistă din timpul perioadei interbelice. Un exemple al acestei arhitecturi e Sala Palatului, din spatele Muzeului Național de Artă al României. Se pare că Sala Palatului i-a plăcut în mod deosebit conducătorului sovietic Nikita Hrușciov, care a comnfat ridicarea unei replici mai grandioase la Moscova.
În anii 50, 60, 70, și 80, mulți oameni trec prin procesul urbanizării, astfel fiind ridicate zone de blocuri funcționaliste. La început, noile cartiere sunt construite în spații goale ale unor drumuri (1 Mai, Berceni, Pantelimon, Colentina și Rahova).

#### 1977-1990

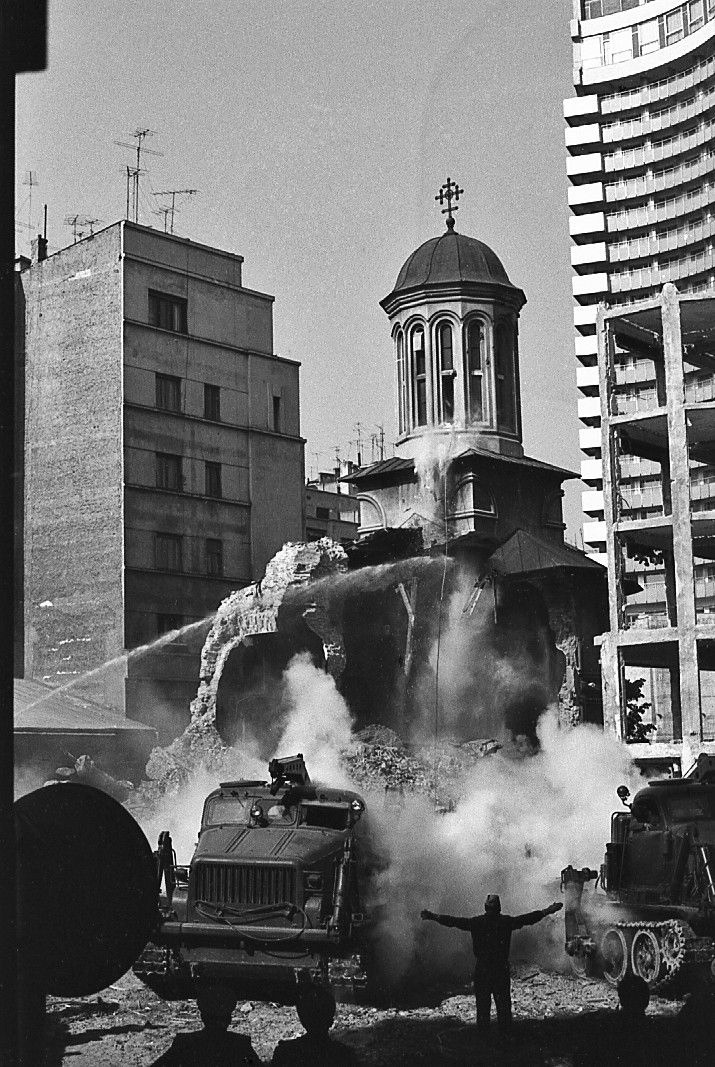
Biserica Enei, 1720-1724, demolată 1977, arhitect necunoscut
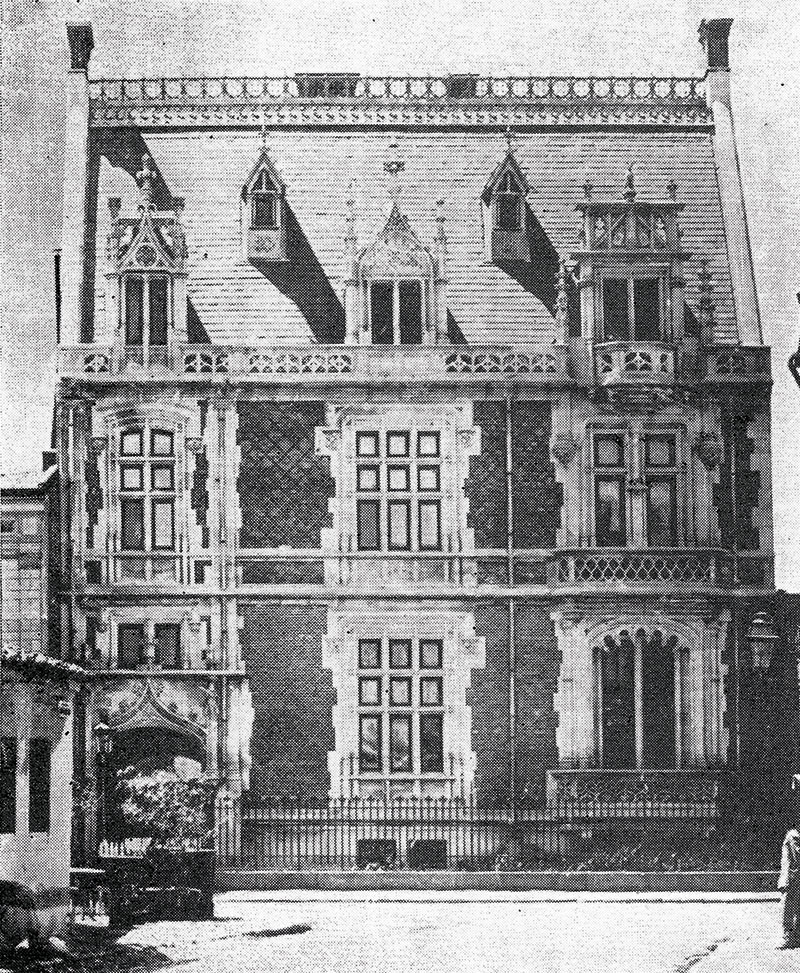
Casa Grigore Cerkez de pe Strada Sevastopol, 1898, demolată în 1977, arhitect necunoscut
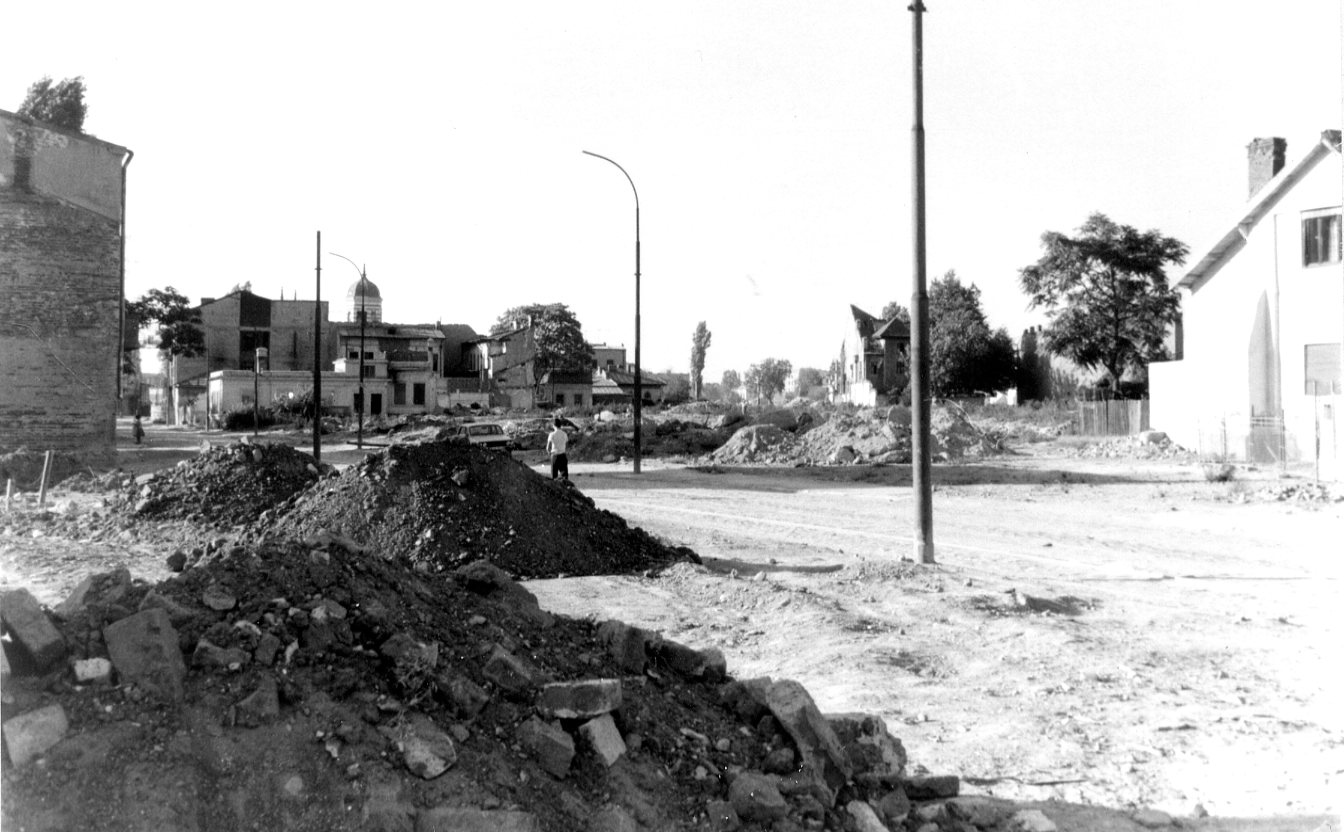
Distrugerea unor case și mici blocuri construite în Belle Époque sau în perioada interbelică, în 1987, în timpul sistematizării, ca să fie înlocuite cu blocuri ceaușiste postmoderniste
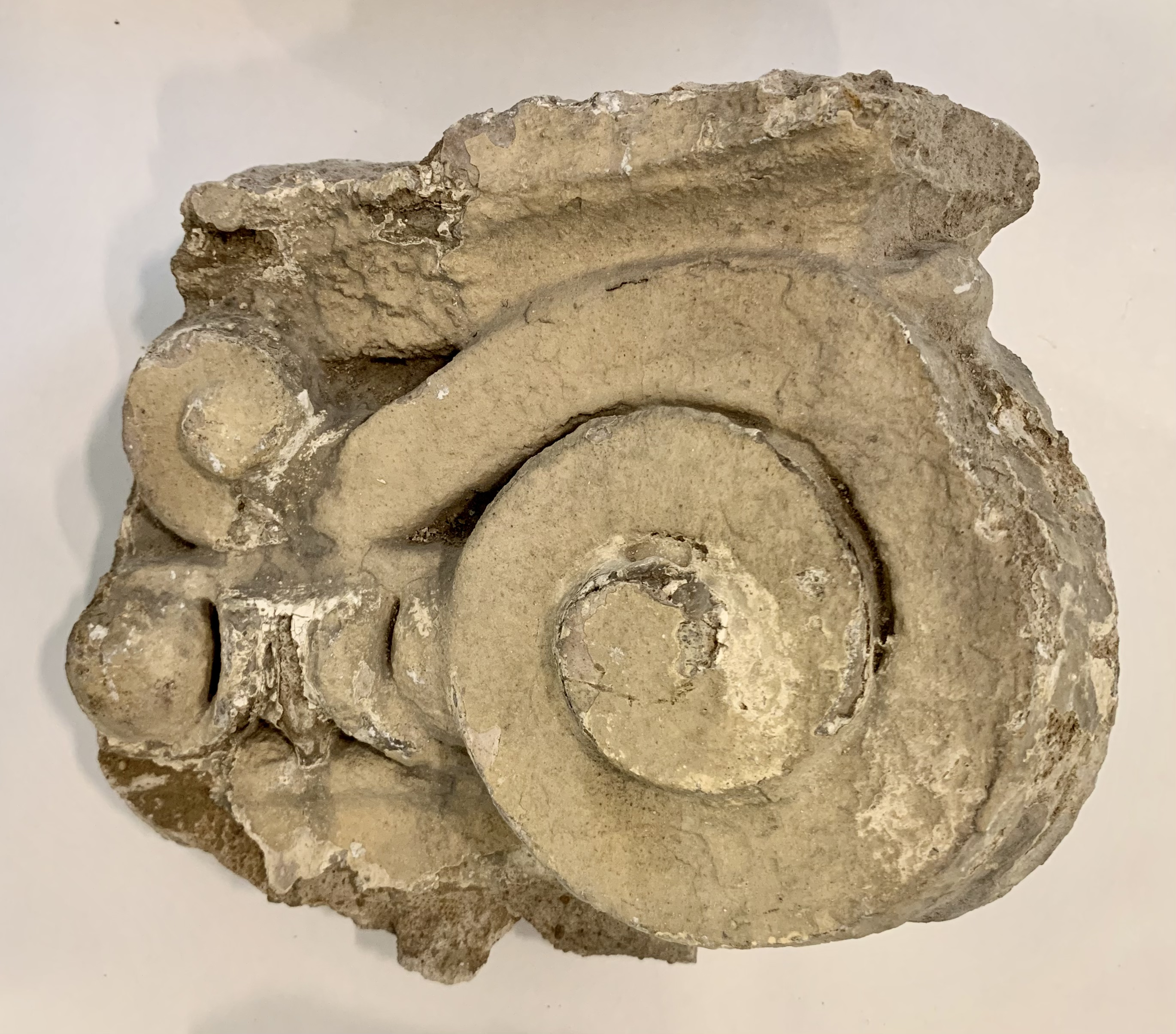
Fragment de capitel ionic, probabil de la un pilastru, de la o casă demolată în anii 1980 în zona Uranus, parte a procesului de sistematizare
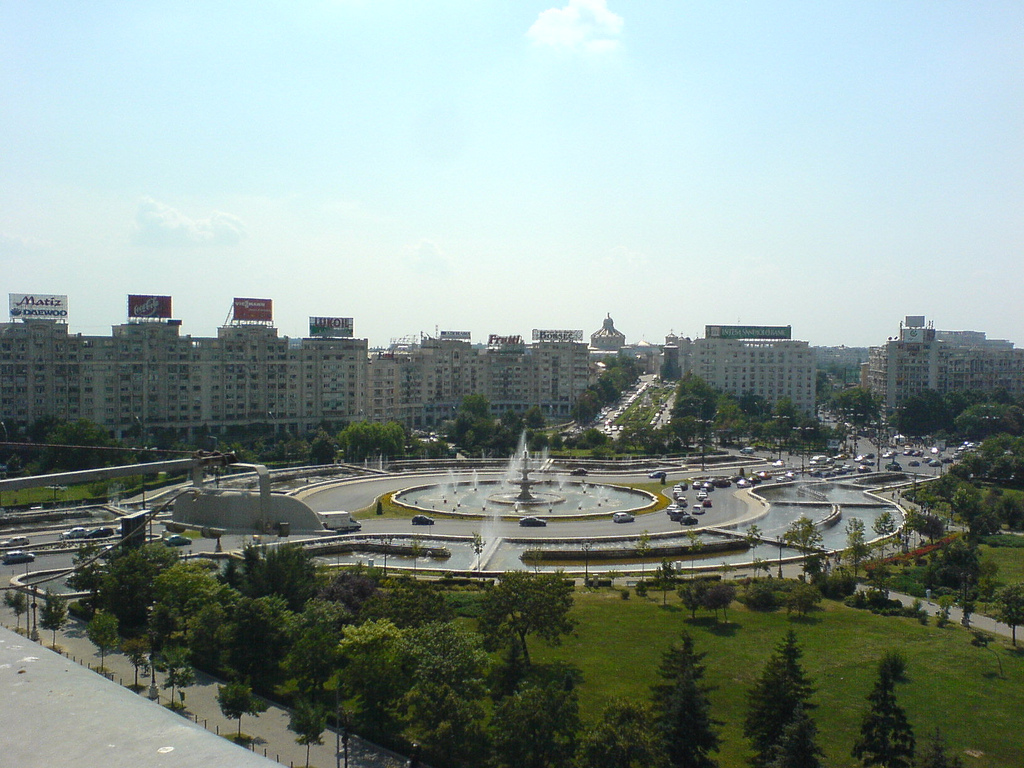
Reconfigurarea Pieței Unirii de către regimul Ceaușescu, arhitecți necunoscuți, 1986
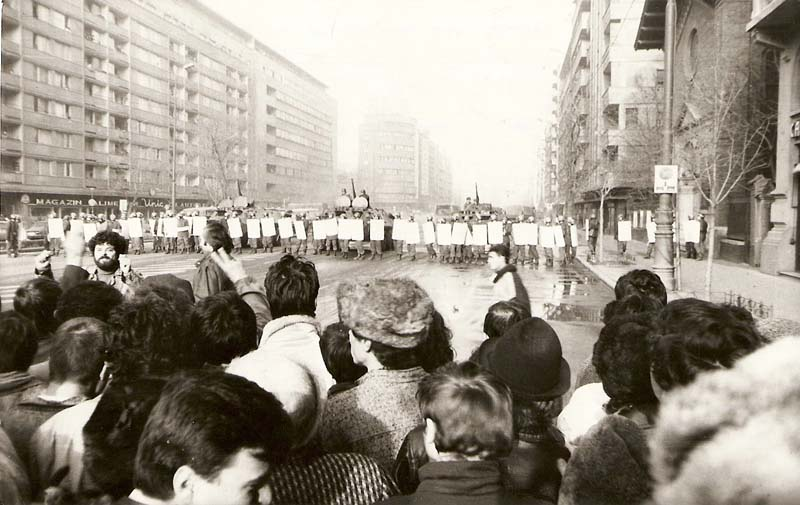
Protestatari ai Revoluției Române din 1989 pe Bulevardul Nicolea Bălcescu. În dreapta se vede Biserica italiană din București

Pe 4 martie 1977, un cutremur puternic lovește Bucureștiul. Aproximativ 1500 de oameni au murit și peste 7000 sunt răniți în cele 32 de construcții care s-au prăbușit. Alte 150 de clădiri cu multe etaje suferă pagube majore. Mare parte a lor a fost construcții din anii 30. Politica regimului, cantitate peste calitate, diferențe mari între construcțiile prestigioase și cele obișnuite, funcționalismul și lipsa de ornamentare, au dus la un declin în creativitatea arhitecturală și standardele clădirilor.
Regimul a folosit pretextul cutremurului pentru a demola o serie de clădiri care, dintr-un motiv sau altul, erau „incomode” pentru el, printr-un proces pe care îl numea sistematizare. Una dintre ele fiind Biserica Enei de lângă Piața Universității, care nu fusese în niciun fel afectată de cutrenur. La inițiativa dictatorului Nicolae Ceaușescu, un plan pentru un nou oraș socialist a fost făcut, numit Centrul Civic, care includea Casa Poporului și un bulevard numit Bulevardul Victoria Socialismului (actualul Bulevard Unirii). Noul centru avea să fie situat într-o zonă de case deja construită în Belle Époque și parțial în perioada interbelică, și care era cuprinsă între Strada Izvor la nord, Piața Unirii la est, Calea Rahovei la sud, și Calea 13 Septembrie, cartierul Cotroceni și Strada Uranus la est. Pentru construirea noilor edificii, zona, numită zona Uranus, a fost distrusă. O inspirație pentru viitoare zonă a fost ceea ce Ceaușescu a văzut în China și mai ales în Coreea de Nord. Phenianul, capitala Coreei de Nord, fiind foarte distrus în timpul Războiului din Coreea, a fost aproape în totalitate reconstruit în timpul conducerii liderului comunist Kim Ir-sen într-un spirit comunist. Pentru comuniști, zona Căii Victoriei și cea a Pieței Universității erau simboluri ale trecutului și ale monarhiei, și deci considerau că Bucureștiul ar fi avut nevoie de un nou centru politico-administrativ. Pe lângă zona noului Centru Civic, erau distruse parțial și altele ca să fac loc unor noi blocuri postmoderniste.
Începând din 1980, în zona aleasă (mărginită de Dealul Arsenalului la vest și Șoseaua Mihai Bravu la est), o suprafața de 435 de hectare a fost distrusă complet. 35.000 de oameni au fost scoși din casele lor și au fost relocați în blocuri semi-terminate. 9.300 de case au fost distruse, alături de biserici și mănătiri, Spitalul Brâncovenesc (din care a mai rămas Biserica Domnița Bălașa), Hala Unirii, sediile unor instituții, Arsenalul Armatei, și Stadionul Republicii. Din fericire, anumite biserici au putut să fie mutate în spatele unor blocuri, astfel evitându-se demolarea lor. Din Mănăstirea Mihai Vodă, în care erau arhivele statului, au mai rămas biserica și clopotnița, care au fost și ele mutate câteva sute de metri mai departe în spatele unei perdele de blocuri, pe Strada Sapienței. Dacă ar mai fi azi în locul inițial, mănăstirea ar fi în Parcul Izvor. Pe lângă biserici și mănăstiri, au fost demolate multe case de oraș din categorii foarte variate, unele mari și complexe, altele mici și simpliste.
La sfârșitul lui decembrie 1989 are loc revoluția care pune capăt regimului comunist. România a fost singura țară din blocul estic care a trecut printr-o revoluție violentă și în care conducătorii comuniști au fost executați. Pe diverse zone artere ale centrului Bucureștiului au avut loc proteste în timpul cărora Securitatea, serviciului de informații din România în perioada comunistă a cărui misiune existențială era menținerea regimului și oprimare opoziției, a tras în protestatari.
Construirea Centrului Civic a fost cea mai mare operațiune de tipul său din Europa de Est. Început ca o manifestare a „societății socialiste multilateral dezvoltate”, după căderea regimului în decembrie 1989, a devenit sediul noului guvern și care e și în prezent. Clădirile în șantier în decembrie 1989 au rămas abandonate, nefiind vreodată terminate.
Ideea Centrului Civic nu e una rea. Sistematizări au avut loc în multe capitale europene de-a lungul secolului 19. Cea mai cunoscută e cea a Parisului din timpul domniei lui Napoleon al III-lea, dirijată de Georges-Eugène Haussmann, între 1850 și 1870, și terminată complet în 1927. În această perioadă, au fost create bulevarde și străzi noi și drepte, parcuri, sedii de instituții, și alte clădiri emblematice ale Parisului, cea mai cunoscută fiind Opéra Garnier. O sistematizare foarte asemănătoare a avut loc în timpul domniei regelui Carol I, când o foarte mare parte a Bucureștiului medieval a fost demolată, și înlocuită cu instituții noi 
ca Ateneul Român, Palatul CEC, Biblioteca Centrală Universitară, Palatul Băncii Naționale, și mii de case de oraș cu grădină, inspirate de blocurile construite în timpul lui Napoleon al III-lea în Paris, prin care Bucureștiul încerca să fie un oraș ca celelalte capitale europene. Astfel, sistematizarea din perioada comunistă a fost un exemple de idee bună cu o punere în practică proastă.

### 1990-prezent

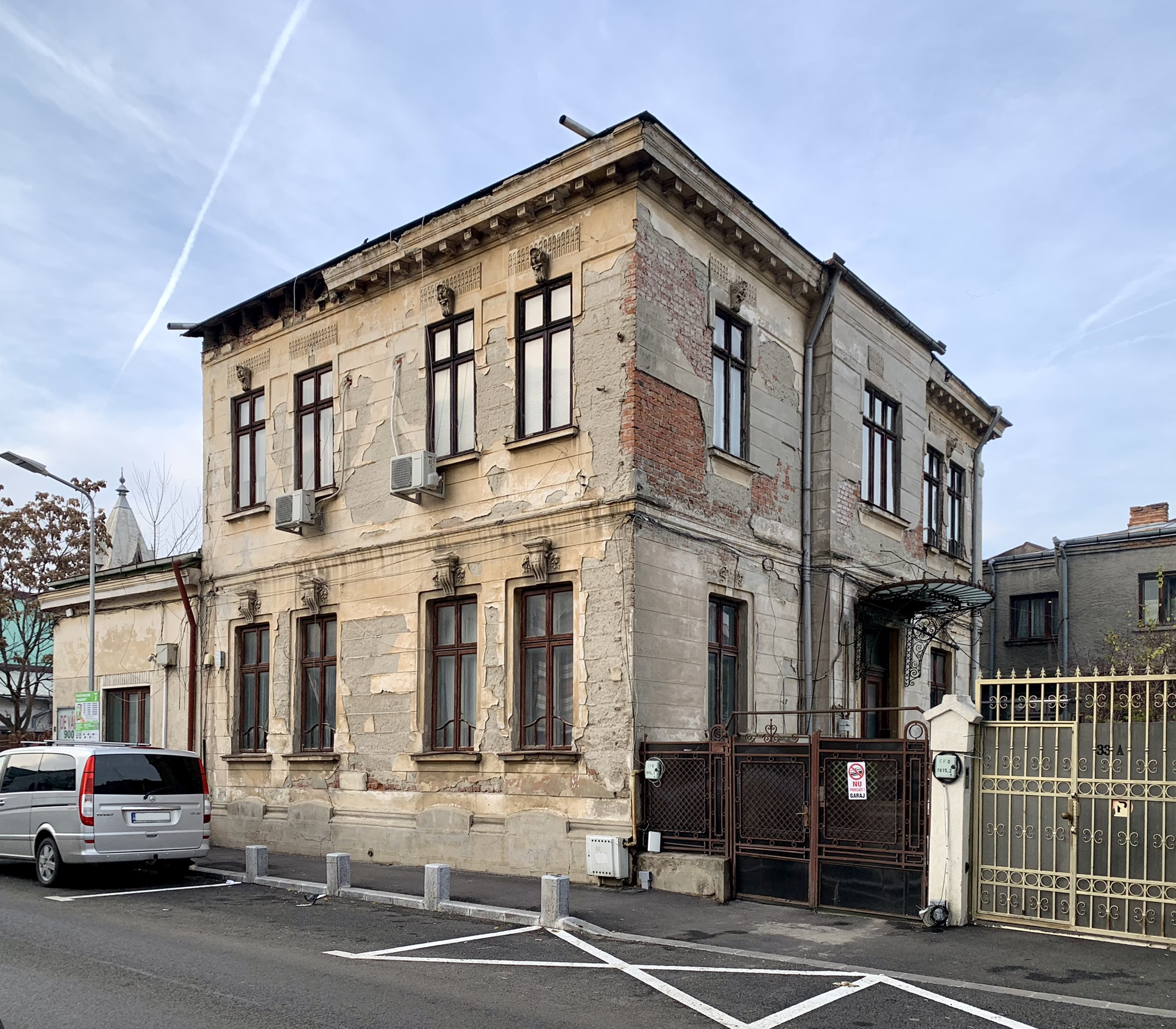
Strada Gramont nr. 33, arhitect necunoscut, c.1900-1910, un exemplu tipic de patrimoniu arhitectural în degradare, lucru cauzat de neglijența proprietarilor și a primăriei, și de lipsa punerii în aplicare a unor legi care să protejeze asemenea clădiri
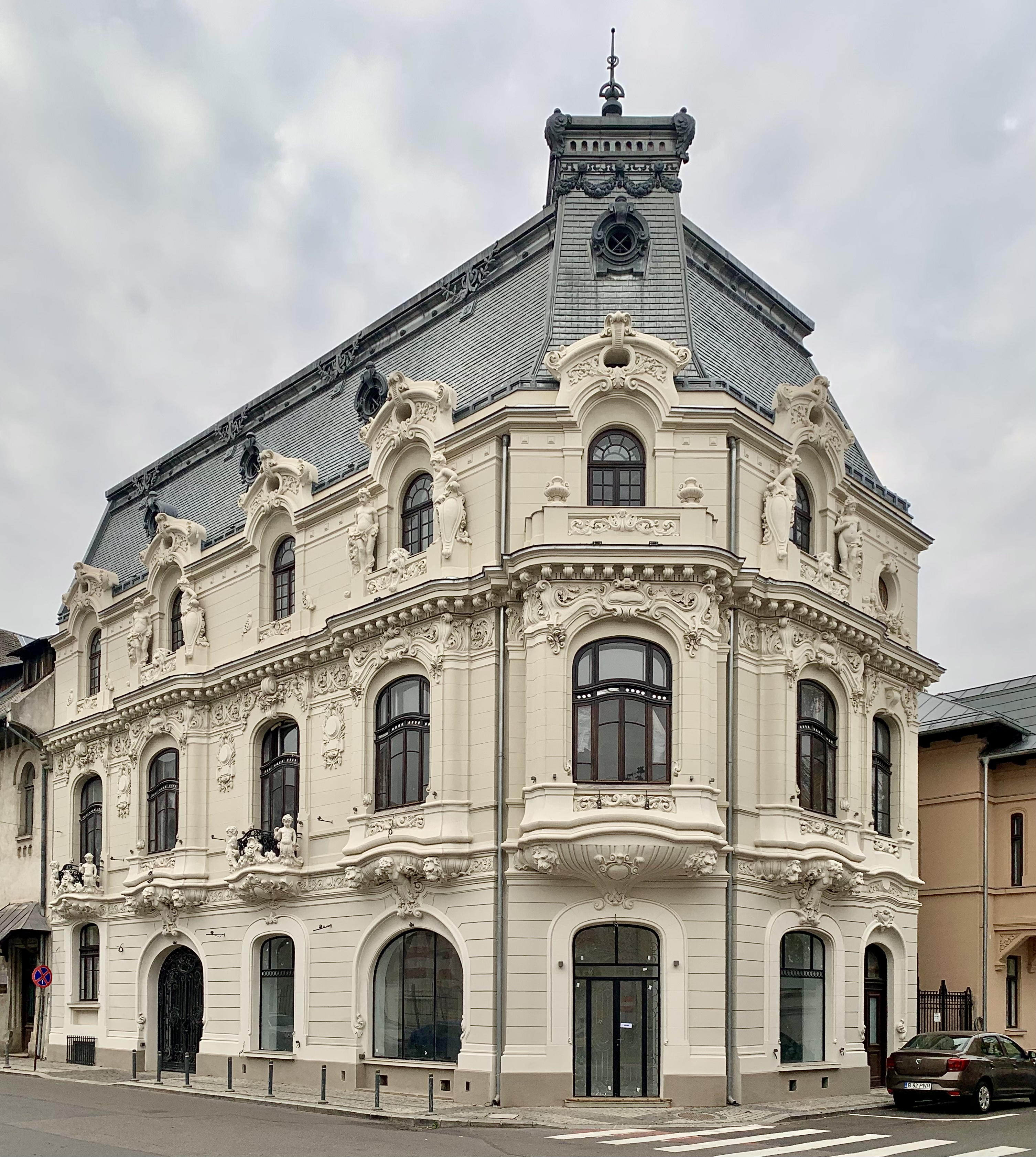
Casa Mița Biciclista (Strada Biserica Amzei nr. 9), de Nicolae C. Mihăescu, 1908[54] un exemplu de patrimoniu arhitectural restaurat, aspectul fiind extrem de apropiat de cel din timpul domniei lui Carol I, atunci când casa a fost construită
Asmita Gardens (Splaiul Unirii nr. 168), în apropiere de Parcul Natural Văcărești, de Călin Negoescu, Cristina Găleată, Ștefan Cătălin, Cristian Craiveanu, și Alexandru Cutelecu, 2006-2010[55]

Datorită Revoluției care a pus capăt regimului comunist, România a devenit o țară liberă, iar Bucureștiul un oraș deschis și în pas cu tendințele vremii. Mărimea comenzilor arhitecturale se schimbă. În locul statului, fostul comandant al unor proiecte gigantice, acum clienții individuali intră pe scena, cu propriile lor personalități, cerințe și așteptări.
Încep să fie construite case și blocuri de înălțimi variate. Elita economică care apare aspiră la a locui în case din zone liniștite de case, cum e cartierul Cotroceni, în jurul lacurilor din zona de nord, în zonele Băneasa, Primăverii și Pipera. Bucureștiul începe să se extindă. Zone noi includ cea a Șoselei Gheorghe Ionescu Sisești, cea a Străzii Tineretului (la sud de Chiajna, sau cea a Străzii Postalionului. Calitatea acestor construcții variază de la designuri bune la amatorism agresiv.
Totuși, peste un milion de oameni încă locuiesc în blocuri construite în timpul regimului comunist. Privatizarea înseamnă că fostele blocuri deținute de stat, care au cam 40 sau 50 de ani, acum fiecare au sute de proprietari, unul pentru fiecare apartament, iar întreținerea și modernizarea acestor blocuri rămâne o problemă legală.
Din cauza speculei imobiliare, mai multe clădiri construite în secolul al XIX-lea și începutul secolului XX, multe case de oraș, au fost dărâmate și înlocuite cu blocuri. Nu de puține ori, case istorice au fost incendiate sau demolate peste noapte. Acoperișurile le-au fost deteriorate astfel încât să plouă înăutru, lucru care să grăbească prăbușirea respectivelor clădiri. În același timp, există și cazul caselor și blocurilor istorice care sunt mutilate prin anvelopare termică cu polistiren, termopane, supraetajate, vopsite în culori nepotrivite, sau toate în același timp. Asta se întâmplă atunci când autoritățile și cetățenii nu au educație estetică, interes, și nici nu sunt puse în aplicare legi care să interzică renovările kitschoase.
Totuși, nu trebuie neglijat faptul că în același timp mai multe construcții au fost restaurate, și prin retrocedare, au fost date înapoi proprietarilor lor, statul comunist confiscând-le abuziv la începutul regimului. Un exemple bine cunoscut este cel al librăriei Cărturești Carusel de pe Strada Lipscani din Centrul Vechi, deschisă în 2015 într-o fostă bancă din anii 1900. Construcția a intrat în posesia celebrei familii de bancheri Chrissoveloni în 1903, iar în perioada comunistă a fost confiscat/naționalizat și transformat în magazinul Familia. După 1990, imobilul a fost recuperat și reabilitat de proprietarul actual, domnul Jean Chrissoveloni, iar acum prinde viață printr-o amenajare inovatoare, dar atentă la substanța istorică, semnată de biroul de arhitectură Square One. Ca rezultat, librăria a devenit în scurt timp o atracție importantă a Centrului Vechi al Bucureștiului, clienții fiind atât turiști cât și bucureșteni. O altă librărie Cărturești care se află în două case istorice este Cărturești Verona, la intersecția Străzii Arthur Verona cu Bulevardul Gheorghe Magheru, în Casa Sturdza (cea cu intrarea la bulevard) și o casă Beaux-Arts din Belle Époque cu grădină. O altă parte a caselor de patrimoniu sunt renovate, și transformate în baruri, restaurante, și magazine. O zonă în care sunt predominant case renovate e cea a Străzilor Dimitrie Racoviță, Sfântul Ștefan, Plantelor, și Alexandru Romano.

## Geografie

### Așezare geografică și relief

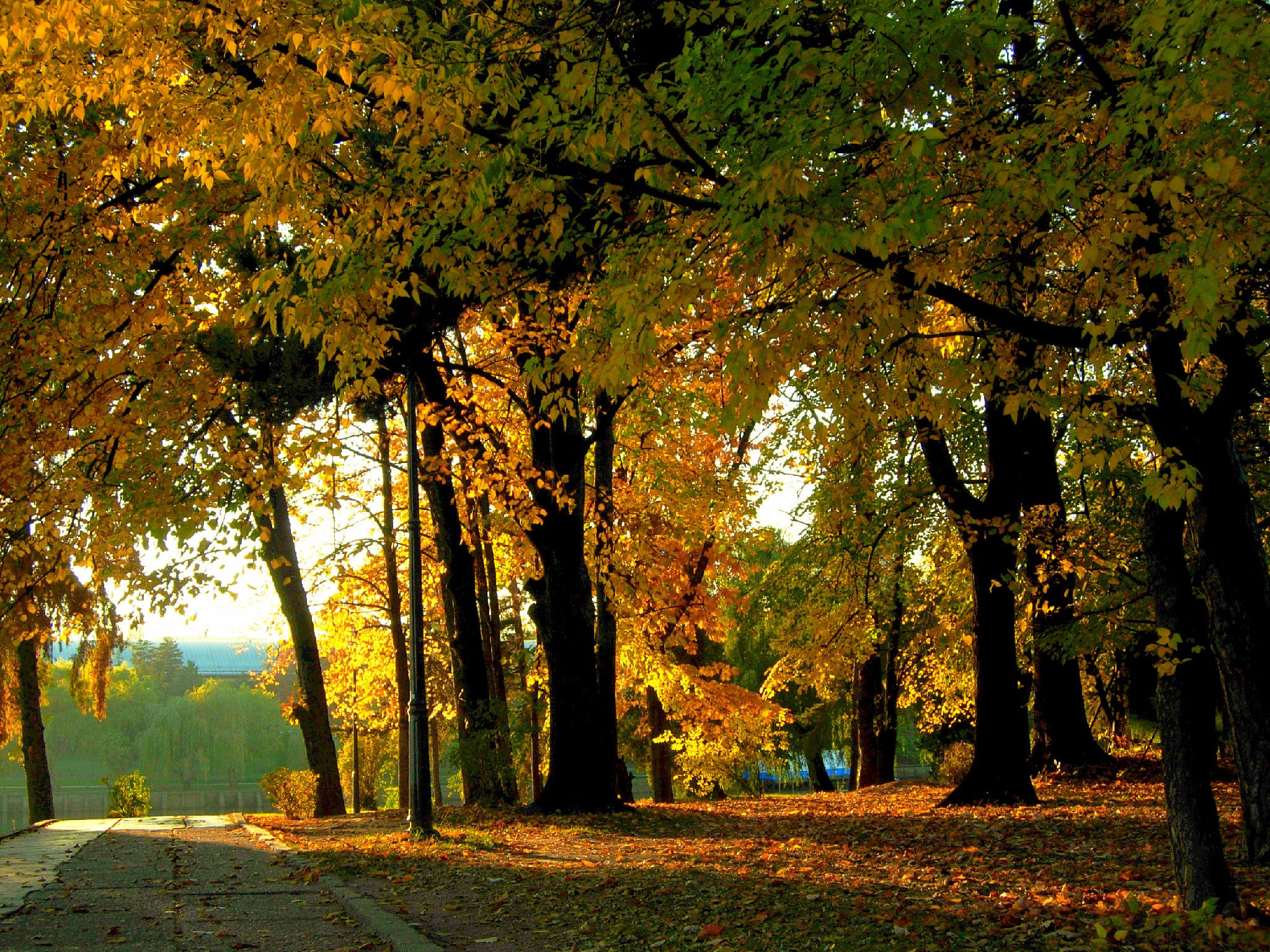
Parcul Herăstrău

Bucureștiul se află în sud-estul României, între Ploiești, la nord și Giurgiu, la sud. Orașul se află în Câmpia Vlăsiei, care face parte din Câmpia Română. La est se află Bărăganul, în partea de vest Câmpia Găvanu-Burdea, iar la sud este delimitat de Câmpia Burnazului. Istoric, se consideră că Bucureștiul a fost construit pe șapte dealuri, asemenea celor șapte coline ale Romei. Cele șapte dealuri ale Bucureștiului sunt: Dealul Mitropoliei, Dealul Spirii, Dealul Cotrocenilor, Dealul Arsenalului, Dealul Filaretului, Dealul Văcărești și Colina Radu Vodă. Cu excepția Dealului Mitropoliei, restul pantelor din București sunt rezultatul eroziunii fluviale a celor două cursuri principale de apă care îl străbat.

Bucureștiul are o suprafață de 240 km², ceea ce înseamnă că orașul ocupă 0,08% din întreg teritoriul României. Altitudinea variază de la 57,1 m în zona podului de la Cățelu, în partea de sud-est a orașului, până la aproximativ 93 m în Bucureștii Noi - Mogoșoaia.

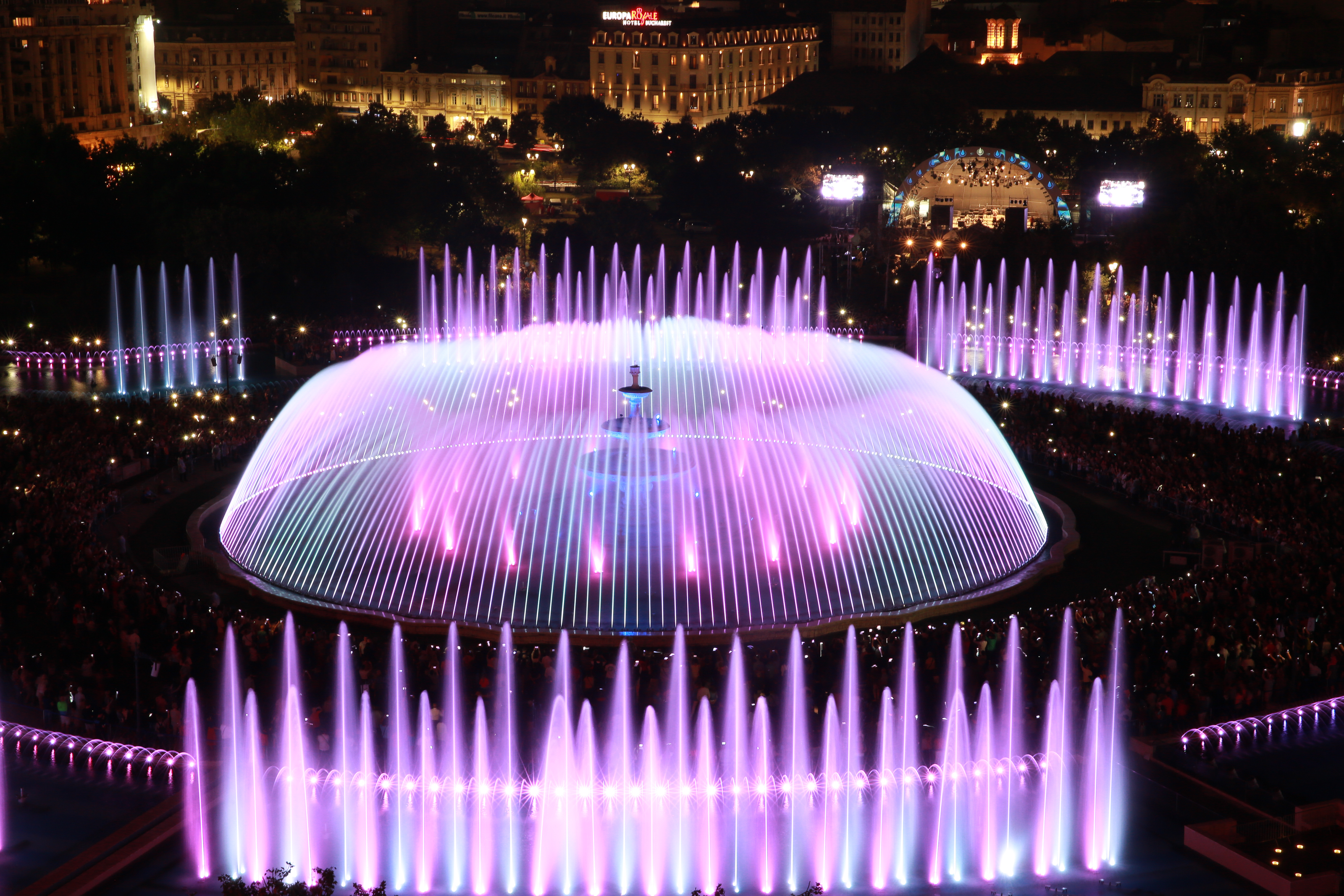
Fântânile din Piața Unirii

 Raportat la coordonatele geografice fixe, orașul București se regăsește la intersecția paralelei de 44º24′49″ (ca Belgrad, Geneva, Bordeaux și Minneapolis) cu meridianul de 26º5′48″, meridian ce străbate, de asemenea, Helsinki și Johannesburg. Orașul are o formă aproximativ rotundă, cu centrul situat la intersecția axelor imaginare nord/sud și est/vest din Piața Universității. Monumentul pentru kilometrul zero al României este plasat chiar la sud de Piața Universității, în fața Bisericii Sf. Gheorghe Nou din Piața Sf. Gheorghe. Raza Bucureștiului, din Piața Universității până la periferie în toate direcțiile, variază de la 10 la 12 km.
Până de curând, regiunile din jurul Bucureștiului erau predominant rurale, dar după 1989 au început să se construiască suburbii în jurul orașului. Este de așteptat ca dezvoltarea urbană să continue, de vreme ce zona metropolitană București va deveni operațională și va incorpora alte comune și orașe din județul Ilfov și județele învecinate.

### Ape, floră și faună
Bucureștiul se află situat pe malurile râului Dâmbovița, ce se varsă în Argeș, afluent al Dunării. Mai multe lacuri – dintre care cele mai importante sunt Herăstrău, Floreasca, Tei și Colentina – se întind în părțile de nord ale orașului, de-a lungul Colentinei, afluent al Dâmboviței. În plus, în centrul capitalei se află un mic lac artificial – Lacul Cișmigiu – înconjurat de parcul omonim. Acest parc are o istorie bogată, fiind frecventat odinioară de poeți și scriitori. Deschis în 1847 după planurile arhitectului german Carl F. W. Meyer, parcul este principalul loc de agrement din centrul orașului.

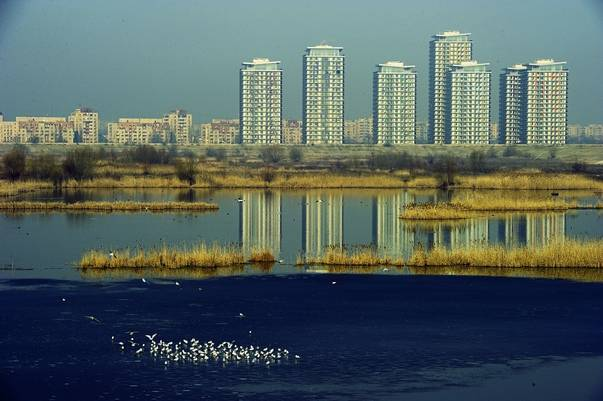
Lacul Văcărești, numit adesea „delta Bucureștiului”, este din 2016 o arie protejată.

Notabile sunt și Parcul Herăstrău, respectiv Grădina Botanică. Parcul Herăstrău este situat în partea de nord a orașului, în jurul lacului Herăstrău, și cuprinde Muzeul Național al Satului „Dimitrie Gusti”. Grădina Botanică din cartierul Cotroceni, constituită după modelul celei din Liège, este cea mai mare din România și conține peste 10.000 de specii de plante, multe dintre ele exotice. A luat naștere ca loc de aprovizionare cu plante medicinale pentru elevii a ceea ce avea să devină mai târziu Facultatea de Medicină. Pe lângă cele menționate, în București mai există și alte parcuri mari: Parcul Tineretului, Parcul Alexandru Ioan Cuza (cunoscut și ca Parcul Titan sau Parcul IOR), Parcul Kiseleff, Parcul Carol I, precum și multe parcuri mai mici și spații verzi amenajate de primăriile de sector.
Lacul Văcărești este situat în sudul orașului. 183 de hectare de spațiu verde adăpostesc circa 97 de specii de păsări, mai mult de jumătate protejate, dar și 6–7 specii de mamifere (vidră, vulpe, nevăstuică, bizam), amfibieni și reptile. Zona era un mic sat pe care Nicolae Ceaușescu intenționa să îl transforme într-un lac. După demolarea caselor și construirea bazinului de beton, planul a fost abandonat în urma Revoluției din 1989. Timp de aproape două decenii, zona a devenit dintr-un spațiu verde abandonat, unde copiii puteau să se joace și să facă plajă, un loc contestat de proprietarii de terenuri. Ulterior, zona a fost închisă pentru reamenajare într-un centru sportiv. Proiectul a eșuat, astfel că, peste ani, în zonă s-a format un ecosistem acvatic cu întinderi de mlaștini, ochiuri de apă, stufăriș, crânguri de sălcii, cuiburi din plopi și perdele de trestie și stuf. În 2016, lacul Văcărești a fost declarat parc natural, primul astfel de parc într-o zonă urbană din România.
|                  |
| Parcul Herăstrău |

|                                                                      |
| Bustul scriitorului Barbu Ștefănescu Delavrancea din Parcul Kiseleff |

|                                                            |
| Aleea principală din Parcul Carol I, cu Mausoleul în spate |

|                 |
| Parcul Cișmigiu |

|                                              |
| Lebede și rațe în Parcul Alexandru Ioan Cuza |

|                                                      |
| Monumentul lui G. C. Cantacuzino din Grădina Icoanei |

### Climă
Clima în București este specifică României, respectiv temperat-continentală. Sunt specifice patru anotimpuri: iarnă, primăvară, vară și toamnă. Iernile în București sunt destul de blânde, cu puține zăpezi și temperaturi relativ ridicate, în timp ce, în ultimii ani, verile sunt foarte calde, chiar caniculare (cu temperaturi foarte ridicate de până la 35 °C) și cu puține precipitații. Aceasta face ca diferențele de temperatură iarnă–vară să fie de până la 50 de grade. Cea mai friguroasă lună este ianuarie, cu o medie de –2,9 °C, iar cea mai călduroasă este iulie, cu o medie de 22,8 °C. În general, variațiile de temperatură dintre noapte și zi sunt de 34–35 °C, iarna și de 20–30 °C, vara.
Cea mai înaltă temperatură, de 41,5 °C, a fost înregistrată în data de 7 august 2012, în timp ce minima absolută de –32,2 °C a fost atinsă la stația Băneasa, pe 25 ianuarie 1942. Volumul precipitațiilor este în jurul valorilor de 500–600 mm anual. Cu toate acestea, apar unele diferențieri în relația centru (550–600 mm/an) și spațiile periferice (500 mm/an). Zona periferică este influențată de construcțiile joase (1–2 nivele) cu suprafețe verzi și mari zone industriale; această zonă urbană este în mare măsură expusă vântului, valurilor de căldură și de frig, dar cu contraste mici, o umiditate ridicată și aer curat.
| Date climatice pentru București                                                                          | Date climatice pentru București | Date climatice pentru București | Date climatice pentru București | Date climatice pentru București | Date climatice pentru București | Date climatice pentru București | Date climatice pentru București | Date climatice pentru București | Date climatice pentru București | Date climatice pentru București | Date climatice pentru București | Date climatice pentru București | Date climatice pentru București |
| Luna | Ian                             | Feb                             | Mar                             | Apr                             | Mai                             | Iun                             | Iul                             | Aug                             | Sep                             | Oct                             | Nov                             | Dec                             | Anual                           |
| --- | ------------------------------- | ------------------------------- | ------------------------------- | ------------------------------- | ------------------------------- | ------------------------------- | ------------------------------- | ------------------------------- | ------------------------------- | ------------------------------- | ------------------------------- | ------------------------------- | ------------------------------- |
| Maxima medie °C (°F)                                                                                     | 2.8 (37)                        | 5.5 (41,9)                      | 11.4 (52,5)                     | 18 (64)                         | 24 (75)                         | 27.7 (81,9)                     | 29.8 (85,6)                     | 29.8 (85,6)                     | 24.6 (76,3)                     | 17.9 (64,2)                     | 9.8 (49,6)                      | 3.8 (38,8)                      | 17,09 (62,77)                   |
| Media zilnică °C (°F)                                                                                    | −1.3 (29,7)                     | 0.4 (32,7)                      | 5.4 (41,7)                      | 11.2 (52,2)                     | 16.8 (62,2)                     | 20.6 (69,1)                     | 22.5 (72,5)                     | 22 (72)                         | 16.9 (62,4)                     | 11 (52)                         | 4.7 (40,5)                      | −0.2 (31,6)                     | 10,83 (51,5)                    |
| Minima medie °C (°F)                                                                                     | −4.8 (23,4)                     | −4 (25)                         | 0.1 (32,2)                      | 4.9 (40,8)                      | 9.6 (49,3)                      | 13.6 (56,5)                     | 15.4 (59,7)                     | 14.9 (58,8)                     | 10.5 (50,9)                     | 5.4 (41,7)                      | 0.6 (33,1)                      | −3.4 (25,9)                     | 5,23 (41,42)                    |
| Precipitații mm (inches)                                                                                 | 37 (1.46)                       | 37 (1.46)                       | 44 (1.73)                       | 50 (1.97)                       | 56 (2.2)                        | 83 (3.27)                       | 70 (2.76)                       | 56 (2.2)                        | 64 (2.52)                       | 53 (2.09)                       | 46 (1.81)                       | 48 (1.89)                       | 644 (25,35)                     |
| Zăpadă cm (inches)                                                                                       | 13.7 (5.39)                     | 11 (4.3)                        | 10.5 (4.13)                     | 1.5 (0.59)                      | 0 (0)                           | 0 (0)                           | 0 (0)                           | 0 (0)                           | 0 (0)                           | 0 (0)                           | 8.8 (3.46)                      | 10.5 (4.13)                     | 56 (22,05)                      |
| Umiditate [%]                                                                                            | 89                              | 83                              | 75                              | 71                              | 69                              | 70                              | 68                              | 68                              | 73                              | 79                              | 85                              | 88                              | 76,5                            |
| Nr. mediu de zile ploioase                                                                               | 6                               | 6                               | 9                               | 12                              | 11                              | 11                              | 9                               | 8                               | 8                               | 9.2                             | 10                              | 9                               | 108,2                           |
| Nr. mediu de zile cu ninsoare                                                                            | 8                               | 7                               | 5                               | 1.1                             | 0                               | 0                               | 0                               | 0                               | 0                               | 0.3                             | 2                               | 7                               | 30,4                            |
| Ore însorite                                                                                             | 70.6                            | 84.5                            | 138                             | 184.8                           | 246.3                           | 265.8                           | 289.2                           | 281.4                           | 224.1                           | 177.4                           | 87.5                            | 62.8                            | 2.112,4                         |
| Sursa nr. 1: Pogoda i Klimat (temperaturi medii, umiditate, precipitații și zile cu ninsoare, 1981–2010) |                                 |                                 |                                 |                                 |                                 |                                 |                                 |                                 |                                 |                                 |                                 |                                 |                                 |
| Sursa nr. 2: NOAA (zăpadă și ore însorite, 1961–1990)                                                    |                                 |                                 |                                 |                                 |                                 |                                 |                                 |                                 |                                 |                                 |                                 |                                 |                                 |

## Demografie
Componența etnică a municipiului București
     Români (85,95%)
     Romi (1,27%)
     Necunoscută (11,68%)
     Altă etnie (1,1%)
Componența confesională a municipiului București
     Ortodocși (84,31%)
     Romano-catolici (1,17%)
     Necunoscută (11,8%)
     Altă religie (2,72%)
Conform recensământului efectuat în 2011, populația municipiului București se ridică la 1.883.425 de locuitori, în scădere față de recensământul anterior din 2002, când se înregistraseră 1.926.334 de locuitori. Acest declin se datorează sporului natural negativ, dar și deplasării populației din capitală în orașele învecinate mai mici, precum Voluntari, Buftea și Otopeni.
O estimare a Institutului Național de Statistică arăta că populația Bucureștiului la 1 ianuarie 2016 era de 2.106.144 de locuitori, adică 9,4% din populația totală a României. Dintre aceștia, 981.835 erau bărbați, iar 1.124.309 femei. Un număr semnificativ de persoane tranzitează orașul în fiecare zi, majoritatea provenind din județul Ilfov. Date neoficiale indică faptul că afluxul zilnic este atât de mare, încât în București se pot înregistra la un moment dat circa trei milioane de persoane.
Densitatea populației Bucureștiului este foarte mare, de 9.993,8 loc./km² în 2015. Acest lucru se explică prin faptul că majoritatea populației locuiește în blocuri aglomerate din perioada comunistă, dar depinde și de partea orașului: cartierele sudice au o densitate mai mare decât cele nordice. Din capitalele țărilor membre UE, doar Paris și Atena au o densitate mai mare a populației.
Doar 54% dintre bucureșteni s‑au născut în oraș. 37% dintre locuitori au venit și s‑au stabilit în București pentru și după studii, iar alți 24% datorită locului de muncă.
Față de alte orașe, Capitala are un procent mai scăzut de tineri: sunt aici 24,4% locuitori cu vârste cuprinse între 0 și 24 de ani, spre deosebire de județul Iași, de exemplu, acolo unde această categorie de populație reprezintă 33,9%. Bucureștiul recuperează însă față de alte structuri administrative când vine vorba de populația activă: 61,1% dintre locuitori au vârste cuprinse între 25 și 64 de ani, față de 52,2% în Iași. Principalul motiv este că Bucureștiul are o capacitate de atracție mai mare odată ce tinerii încep să își caute un loc de muncă. Datele furnizate de INS arată că durata medie de viață a locuitorilor municipiului București era, în anul 2015, de 77,8 ani, Capitala fiind regiunea cu cea mai mare speranță de viață din România. Un bărbat trăiește, în medie, 74,7 ani, în timp ce o femeie – 80,5 ani (față de 78,9 media națională). În 2005, durata medie de viață la nivelul Capitalei era de 74,1 ani, iar în 1995 – 70,6 ani.

### Comunități etnice
| An | Total     | Români    | Maghiari | Romi   | Ucraineni1 | Germani | Turci | Ruși  | Tătari | Sârbi, croați, sloveni2 | Cehi3 | Slovaci | Bulgari | Greci | Evrei  | Polonezi | Armeni | Altă etnie | Informație nedisponibilă |
| --- | --------- | --------- | -------- | ------ | ---------- | ------- | ----- | ----- | ------ | ----------------------- | ----- | ------- | ------- | ----- | ------ | -------- | ------ | ---------- | ------------------------ |
| 1930 | 768.725   | 620.943   | 24.445   | 9.450  | 445        | 14.406  | 1.047 | 3.664 | 16     | 1.435                   | N/A   | 1.874   | 1.727   | 4.339 | 69.972 | 1.665    | 4.749  | 7.705      | 843                      |
| 1956 | 1.373.926 | 1.294.318 | 11.804   | 1.851  | 450        | 5.531   | 735   | 2.253 | 76     | 545                     | 710   | 127     | 794     | 2.296 | 44.219 | 1.039    | 4.009  | 2.432      | 737                      |
| 1966 | 1.596.457 | 1.556.290 | 9.357    | 1.127  | 366        | 4.769   | 476   | 1.873 | 101    | 397                     | 362   | 118     | 534     | 1.838 | 14.494 | 659      | 1.749  | 1.551      | 396                      |
| 1977 | 2.094.977 | 2.046.924 | 10.033   | 13.996 | 428        | 5.565   | 813   | 1.850 | 179    | 383                     | 273   | 77      | 599     | 1.256 | 9.199  | 471      | 1.130  | 1.692      | 109                      |
| 1992 | 2.067.545 | 2.018.107 | 8.301    | 24.990 | 518        | 4.295   | 910   | 1.209 | 258    | 346                     | 132   | 59      | 446     | 935   | 3.877  | 350      | 906    | 1.448      | 458                      |
| 2002 | 1.926.334 | 1.869.069 | 5.834    | 27.322 | 425        | 2.358   | 2.473 | 1.141 | 363    | 408                     | 57    | 49      | 370     | 1.592 | 2.473  | 246      | 815    | 10.794     | 545                      |
| 2011 | 1.883.425 | 1.618.883 | 3.359    | 23.973 | 279        | 1.209   | 2.315 | 913   | 417    | 215                     | 40    | 35      | 296     | 704   | 1.333  | 160      | 565    | 8.665      | 220.064                  |
| 1 La recensămintele din perioada 1930–1977, inclusiv rutenii 2 La recensământul din anul 2011, exclusiv slovenii 3 La recensământul din anul 1930 cehii au fost incluși la slovaci |           |           |          |        |            |         |       |       |        |                         |       |         |         |       |        |          |        |            |                          |

#### Comunitatea romă
Cea mai numeroasă comunitate minoritară in București la recensământul din 2011 a fost comunitatea romă (23.973 de persoane, adică 1,27% din populație). În cursul anilor '90 mulți romi au emigrat în Occident sau s-au întors în localitățile din provincie din care emigraseră în anii 1970–1989.

#### Comunitatea evreiască

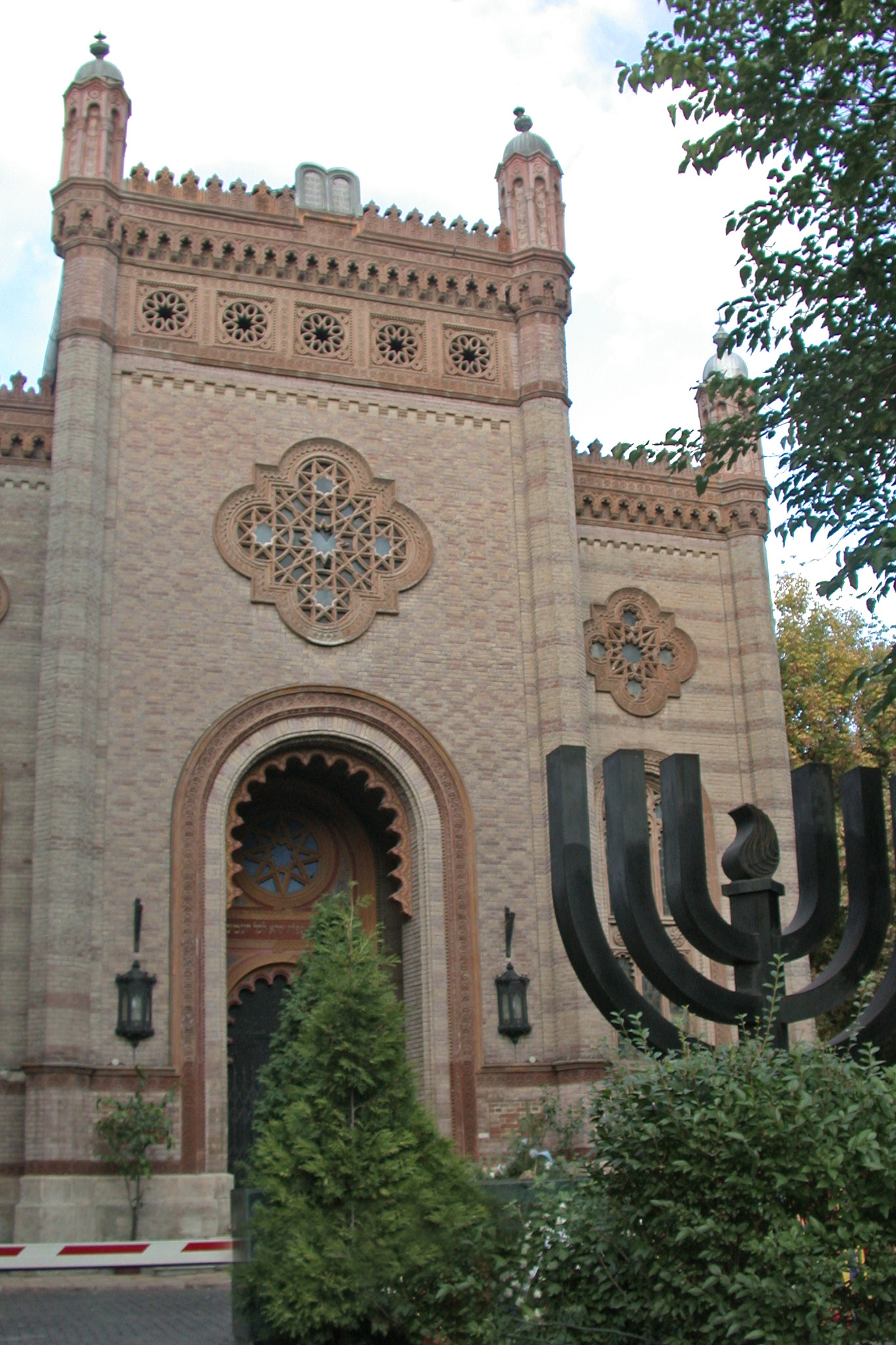
Templul Coral

Cea mai numeroasă comunitate minoritară din București era odinioară cea evreiască. În 1930 trăiau în București 69.885 de evrei, reprezentând 10,93% din populația orașului. În timpul războiului, cu refugiații, numărul acestora depășea 140.000. Evreii din București sunt menționați în cărțile de istorie încă din secolul al XVI-lea, ca medici la curtea domnească sau comercianți. Aceștia veneau de la sud de Dunăre, de la Istanbul sau de la Salonic, Grecia. Evenimentele celui de-Al Doilea Război Mondial și apoi emigrarea în Israel au dus la scăderea masivă a populației evreiești din București. Pe locul cartierului evreiesc se află astăzi Unirea Shopping Center și zona adiacentă. În București funcționează în continuare un teatru evreiesc de stat. Continuă să existe mai multe sinagogi și cimitire evreiești (unul dintre cimitirele evreiești este sefard). La recensământul din 2011, 1.333 de oameni s-au declarat ca fiind evrei. Incluzând și familiile mixte, numărul evreilor din București ajunge la 4.000 de persoane.

#### Comunitatea maghiară
Numeroși reformați maghiari s-au stabilit la București la începutul secolului al XVIII-lea, după înfrângerea revoltei curuților. Este plauzibil faptul că satul Berceni din sudul orașului să fi fost numit după tabăra soldaților curuți de sub comanda generalului Miklós Bercsényi. Un nou val de refugiați maghiari a venit la București după înfrângerea revoluției maghiare de la 1848 de către austrieci. Unul din cei mai proeminenți reprezentanți ai maghiarilor bucureșteni de la mijlocul secolului al XIX-lea a fost József Sándor, primul traducător al lui Mihai Eminescu, încă în timpul vieții poetului.
Conform datelor recensământului din 1930, în acel an trăiau în București 24.052 maghiari, reprezentând 3,76% din populația municipiului. Era vorba îndeosebi de secui din județele Trei Scaune (azi județul Covasna), Odorhei și Ciuc (azi județul Harghita). Comparativ, în anul 2002 trăiau 5.834 de maghiari, reprezentând 0,3% din totalul populației orașului, iar în 2011 3.359 de maghiari (0,18%).
În București funcționează Liceul Teoretic „Ady Endre” cu predare în limba maghiară. Casa Petőfi este centrul cultural al comunității, unde funcționează și biblioteca. În București apare publicația lunară Bukaresti Közlöny. Biserica Reformată din București oferă liturghii în limba maghiară. Printre bucureștencele de origine maghiară se numără Vera Renczi, Daniela Gyorfi și Eva Kiss.

#### Comunitatea germană

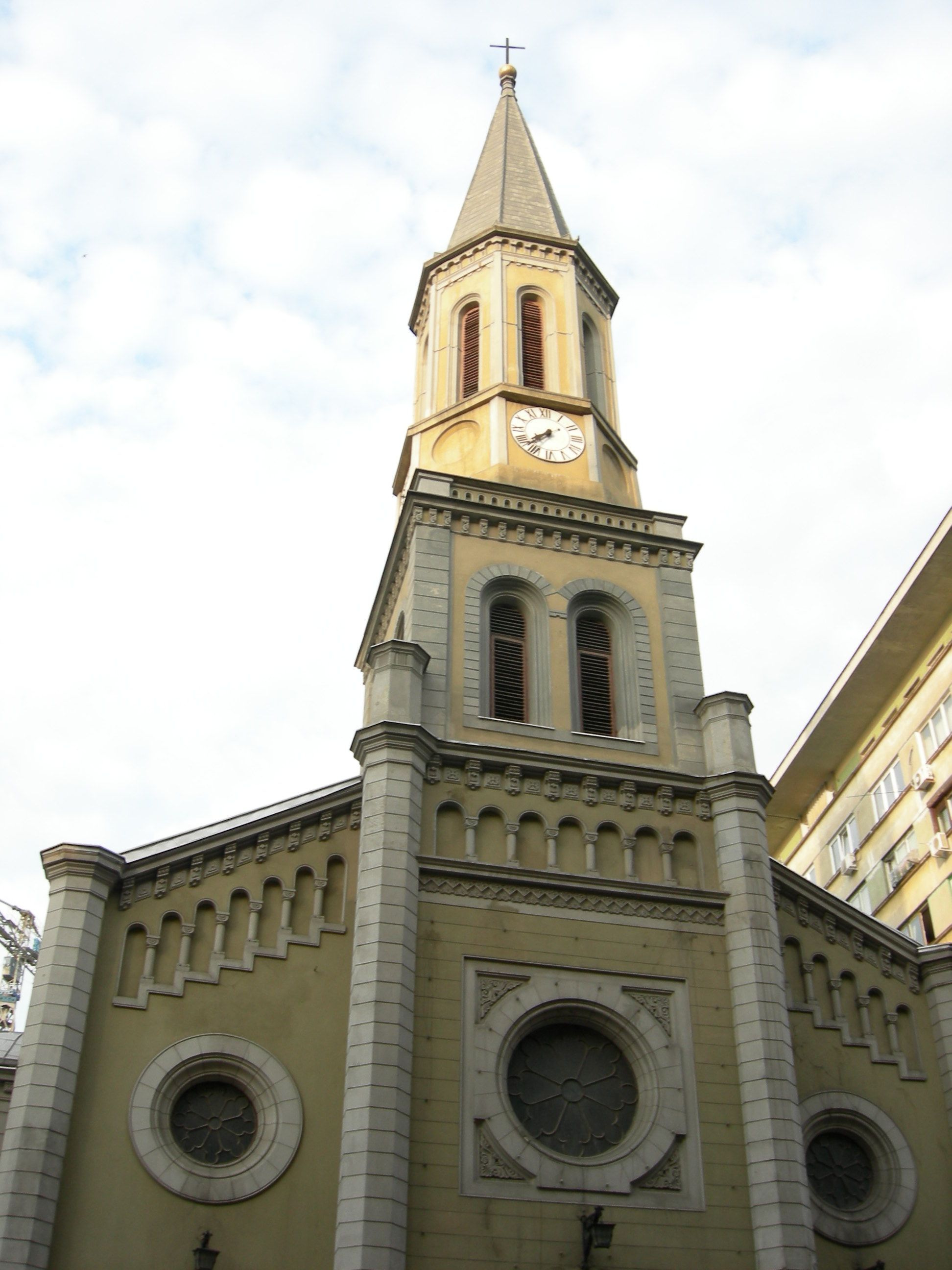
Biserica Luterană

Comunitatea germană datează încă din secolul al XVIII-lea, fiind compusă preponderent din negustori sași. Din acest secol datează și prima mențiune a unei biserici luterane din lemn. În preajma Primului Război Mondial proporția germanilor atingea 8%, fiind vorba nu numai de sași, ci și de prusaci și austrieci.
Principalele străzi germane din București au fost strada Lipscani (de la „Lipsca”, Leipzig) și strada Nemțească (în prezent strada Smârdan).
De la mijlocul secolului al XIX-lea există Biserica Luterană din București cu limba de liturghie germană. Liturghii romano-catolice în limba germană sunt celebrate în fiecare duminică la Biserica Bărăția din București. Între personalitățile comunității catolice din București s-au numărat episcopul Joseph Schubert, vicarul general Hieronymus Menges și călugărul iezuit Rafael Haag, toți arestați de autoritățile comuniste.
Din anul 1855 funcționează Școala Germană din București (în prezent Colegiul German Goethe), cu predare în limba germană.
La recensământul din 1977 populația germană era alcătuită din aproape 8.000 persoane. În 2002 au fost numărați doar 2.358 de germani, iar în 2011 1.209 germani.

#### Comunitatea armeană

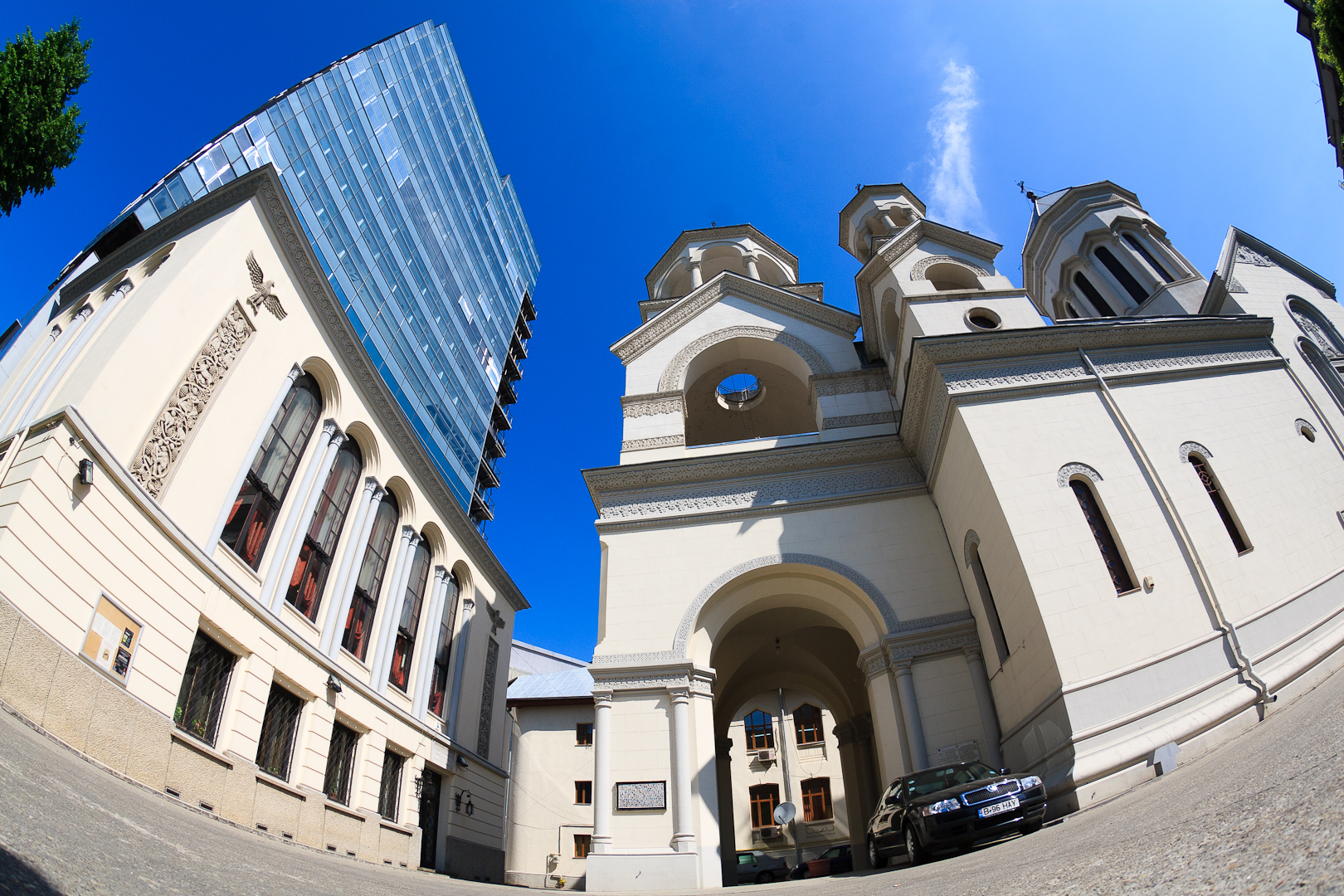
Biserica Armenească

O comunitate cu vechi tradiții culturale și economice în București este cea armeană. În anul 1930 trăiau în București 4.748 de armeni, reprezentând 0,74% din populația municipiului. La recensământul din 2002 au fost numărați 815 armeni, iar în 2011 doar 565 de armeni. Locuri precum Strada Armenească amintesc de prezența armenilor în oraș. Există o biserică și un cimitir armenesc în București.

#### Comunitatea greacă

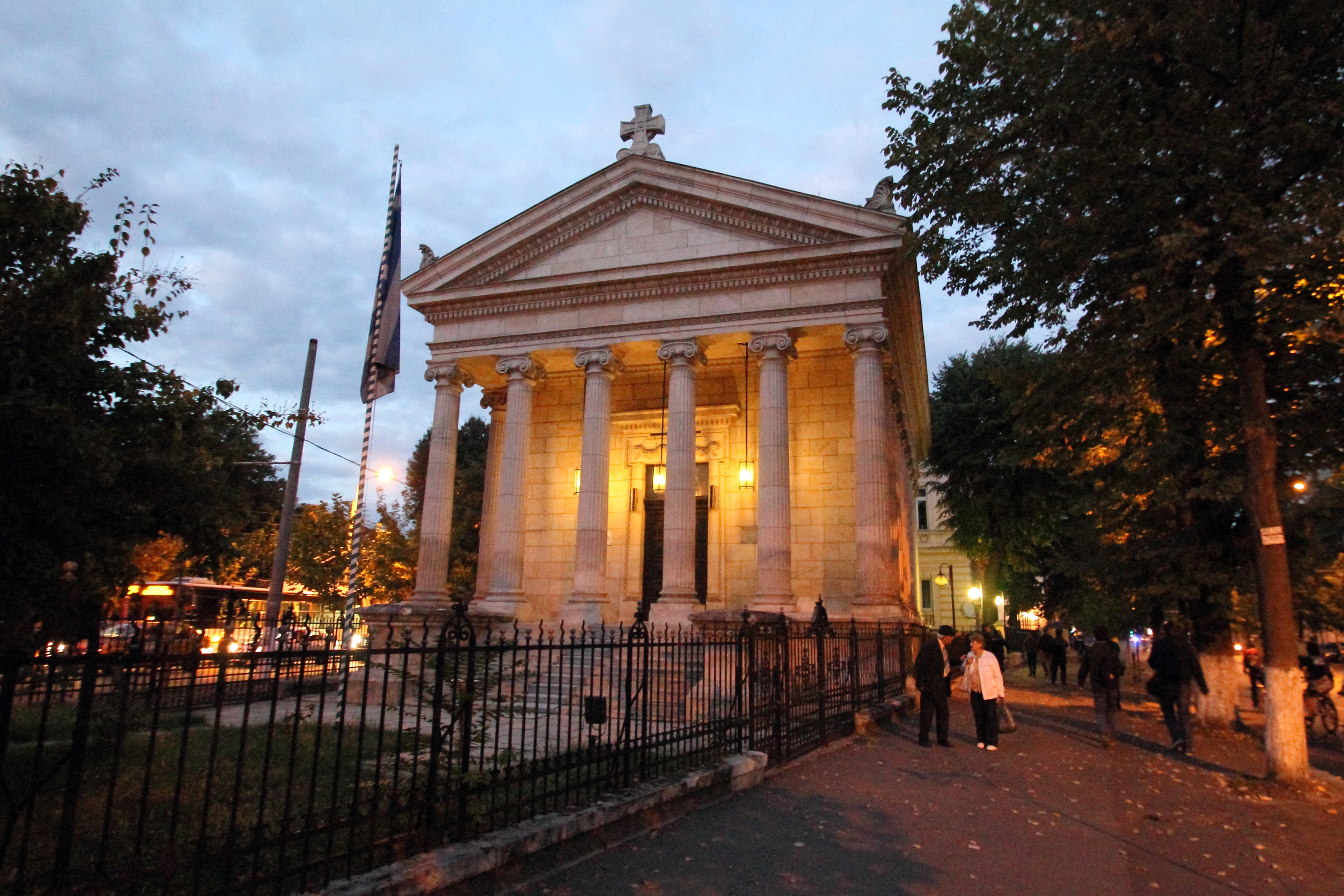
Biserica Greacă

O altă comunitate cu vechi tradiții în București este cea grecească. Aceasta datează încă din timpul perioadei fanariote (1715–1821). În 1930 trăiau în București 4.293 de greci, reprezentând 0,67% din totalul populației orașului. Astăzi au rămas mai puțin de 1.000.

#### Comunitatea bulgară

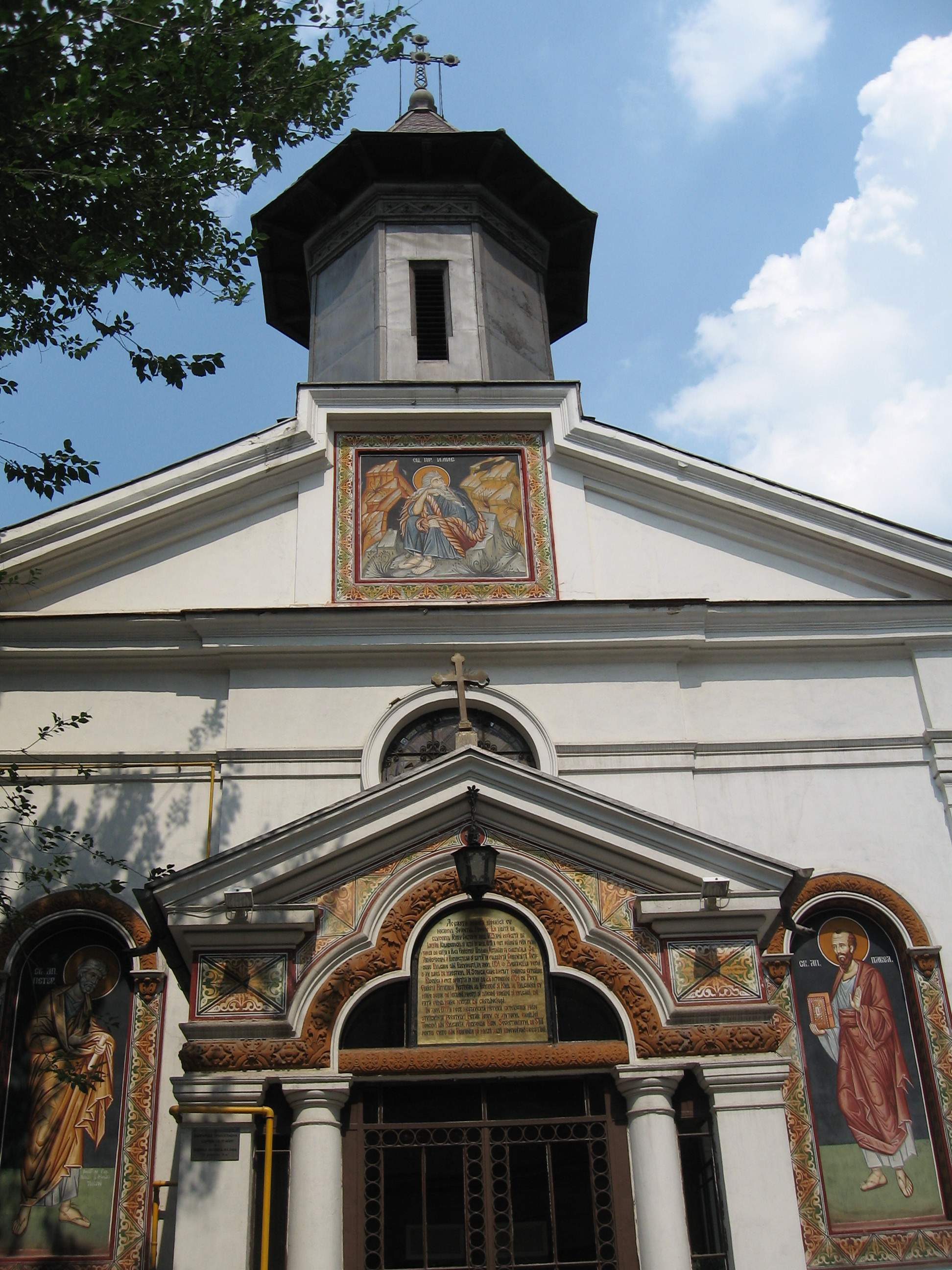
Biserica „Sf. Ilie-Hanul Colței”

Prezența unei populații bulgărești în București are o vechime de mai multe secole, existând încă din secolul al XVII-lea, când niște călugări catolici franciscani bulgari ridicaseră pe locul actualei biserici Bărăția o biserică din lemn. Majoritatea bulgarilor din București sunt ortodocși, fiind reuniți din 1954 până în aprilie 2009 în Biserica Ortodoxă Bulgară „Sf. Prooroc Ilie” (actualmente „Sf. Ilie-Hanul Colței”, preluată de Biserica Ortodoxă Română, prin Arhiepiscopia Bucureștilor – Protopopiatul III Capitală). Preluarea acestei biserici este considerată abuzivă de comunitatea bulgărească și de Biserica Ortodoxă Bulgară, pe când Biserica Ortodoxă Română privește acest gest ca fiind legitim. De asemenea, se întâlnesc și bulgari catolici, reprezentați de Biserica „Sfânta Fecioară Născătoare de Dumnezeu”. Motivele pentru care bulgarii au sosit în București sunt diverse: fie politice (se refugiau din cale opreliștii otomane înainte de 1878), fie socio-ecomonice (pentru a avea un trai mai bun – mai ales în prima jumătate a secolului al XX-lea). Autoritățile comuniste au închis Liceul bulgar, însă în toamna anului 1999, la București a fost redeschisă, în paralel cu Liceul român din Sofia, vechea Școala bulgară cu trei clase și un număr de 84 de elevi, cu predare în limba bulgară. Unele cartiere din București continuă să aibă o populație numeroasă de bulgari: Giulești-Sârbi, Dudești-Cioplea (în bună parte catolici). Bulgari trăiesc și în cartiere din unele localități aflate în preajma Capitalei (în Brănești, Bragadiru, Glina, Dobroești, Pantelimon, Colentina, Chiajna, Roșu sau bulgari catolici pavlicheni în Popești-Leordeni).

#### Comunitatea poloneză
În București trăiește, de asemenea, o populație poloneză, aproape la fel de semnificativă ca și cea din Bucovina. Polonezii au sosit în special înaintea Primului Război Mondial, dar și în timpul celui de-Al Doilea Război Mondial – în ambele cazuri ca refugiați care au hotărât să se stabilească aici. În cadrul emigrației polone, un rol însemnat a jucat Uniunea Emigrației Polone (1866–1871), care a avut o filială și la București. Într-o proporție semnificativă polonezii bucureșteni sunt intelectuali, iar unii dintre ei au fost primari ai Bucureștiului: Lucian Skupiewski în perioada februarie 1923–aprilie 1923 și Victor Dombrovski, fost general de armată român, chiar în două rânduri, în intervalul septembrie 1938–septembrie 1940 și în perioada august 1944–iunie 1948.
Strada Polonă este numită după această comunitate. Azi mai trăiesc în București câteva sute de polonezi, însă în anul 1890 numărul acestora se ridica la aproximativ 3.000 de persoane (circa 1,5% din populația orașului).

#### Comunitatea albaneză
București este centrul comunității albaneze din România. Comunitatea albaneză bucureșteană a început să se formeze în prima jumătate a secolului al XIX-lea, când capitala Țării Românești a devenit un centru al inițiativelor culturale ale unor intelectuali precum Dora d'Istria, Naim Frashëri, Jani Vreto și Naum Veqilharxhi (autorul primului abecedar albanez, tipărit la București în 1844). Aleksander Stavre Drenova a conceput versurile imnului național albanez, Hymni i Flamurit, pe vremea când locuia în București. Cei mai mulți dintre acești intelectuali se refugiaseră în România din calea opreliștii otomane. În 1920 trăiau în București aproape 20.000 de albanezi. Azi mai trăiesc doar câteva sute. Majoritatea albanezilor bucureșteni sunt creștini ortodocși, dar există într-un număr mai mic și albanezi musulmani.

#### Comunitatea musulmană
Comunitatea musulmană din București este formată atât din imigranți, cât și din populație autohtonă, ai cărei urmași au sosit de-a lungul timpului. Centrul vieții spirituale a musulmanilor bucureșteni a fost, de la începutul secolului al XX-lea, geamia București, construită în Parcul Carol I și mutată în timpul regimului comunist în zona Pieței Eroii Revoluției. Prima moschee din oraș construită după căderea regimului comunist este ar-Rahman, aflată pe Strada Munții Gurghiului din cartierul Crângași. Finalizată în 2002, moscheea este deschisă permanent și poate oficia orice ritual islamic.

#### Altele
Bucureștiul are și o comunitate chineză și un mic număr de refugiați de diferite naționalități (sirieni, pakistanezi, afgani, birmani, ucraineni și africani), care locuiesc în principal în cartiere‑dormitor precum Pantelimon.

### Religii
| An   | Total     | Ortodocși | Romano- catolici | Reformați (Calvini) | Penticostali | Greco- catolici | Baptiști | Adventiști | Musulmani | Martorii lui Iehova | Creștini de rit vechi (Staroveri) | Evanghelici (Luterani) | Mozaici | Armeni | Altă religie | Fără religie | Atei  | Informație nedisponibilă |
| ---- | --------- | --------- | ---------------- | ------------------- | ------------ | --------------- | -------- | ---------- | --------- | ------------------- | --------------------------------- | ---------------------- | ------- | ------ | ------------ | ------------ | ----- | ------------------------ |
| 1877 | 177.646   | 132.987   | 16.991           | N/A                 | N/A          | N/A             | N/A      | N/A        | N/A       | N/A                 | 206                               | 5.854                  | 20.749  | 796    | N/A          | N/A          | N/A   | N/A                      |
| 1930 | 639.040   | 486.193   | 36.414           | 7.322               | N/A          | 12.882          | N/A      | N/A        | N/A       | N/A                 | N/A                               | 12.203                 | 76.480  | N/A    | N/A          | N/A          | N/A   | N/A                      |
| 1992 | 2.067.545 | 96,5%     | 1,4%             | 0,1%                | 0,2%         | 0,4%            | 0,1%     | N/A        | N/A       | N/A                 | N/A                               | N/A                    | N/A     | N/A    | N/A          | N/A          | N/A   | N/A                      |
| 2002 | 1.926.334 | 1.850.414 | 23.450           | 1.880               | 5.452        | 7.558           | 3.810    | 4.381      | 9.488     | N/A                 | 729                               | 761                    | 2.564   | N/A    | 10.182       | 1.068        | 2.590 | 2.007                    |
| 2011 | 1.883.425 | 1.587.951 | 22.149           | 1.291               | 5.050        | 4.016           | 3.345    | 4.051      | 9.037     | 1.794               | 1.067                             | 415                    | 1.459   | 108    | 8.410        | 3.003        | 8.067 | 222.212                  |

## Economie și infrastructură

Centrul Financial Plaza

Bucureștiul este cel mai mare centru economic al României. Regiunea București-Ilfov a contribuit in anul 2018 cu 26,6 % din PIB-ul la nivel național, respectiv 251.350 miliarde lei (54.013 miliarde euro). În București se regăsește cea mai mare parte dintre ramurile economice specifice României, excluzând agricultura.
Începând cu domeniul serviciilor și terminând cu construcțiile. Întreprinderile constructoare de mașini (utilaj greu, utilaj siderurgic, petrolier, mașini și utilaje agricole, locomotive, vagoane, avioane și elicoptere, autobuze). Industrie electrotehnică, electronică, mecanică fină, optică. Întreprinderi chimice, de materiale de construcție, de prelucrare a lemnului. Bucureștiul este un important nod feroviar, rutier și aerian.

## Transport
Bucureștiul este principalul nod feroviar (nouă magistrale și o cale ferată de centură de 74 km) și rutier (șapte magistrale, numeroase autogări) al țării; tot aici se află aeroporturile „Băneasa” (inaugurat în 1920 pentru traficul intern) și „Otopeni” (inaugurat în 1970 pentru traficul internațional). Metroul bucureștean are cinci linii magistrale, construite din 1974 și până în prezent, însumând circa 77 km lungime.

### Transportul public
Sistemul de transport public din București este cel mai mare din România. Este compus din sistemul de metrou de 77 km operat de către Metrorex și rețeaua transportului de suprafață – autobuze (120 de linii), troleibuze (15 linii) și tramvaie (24 de linii) – operată de către STB. Adițional, există și microbuze private care fac legătura cu comunele învecinate. În 2016, RATB (vechiul STB) a avut 438 de milioane de călătorii.
Subsolul capitalei este traversat de cinci magistrale (M1, M2, M3, M4 și M5), M1 și M2 fiind cele mai mari și mai cuprinzătoare. M1 este magistrala care are conexiuni cu toate celelalte linii de metrou. Metroul reprezintă doar 5% din rețeaua de transport public și este folosit zilnic de aproape un sfert din populația zonei București-Ilfov, adică 600.000 de persoane.

### Transportul rutier

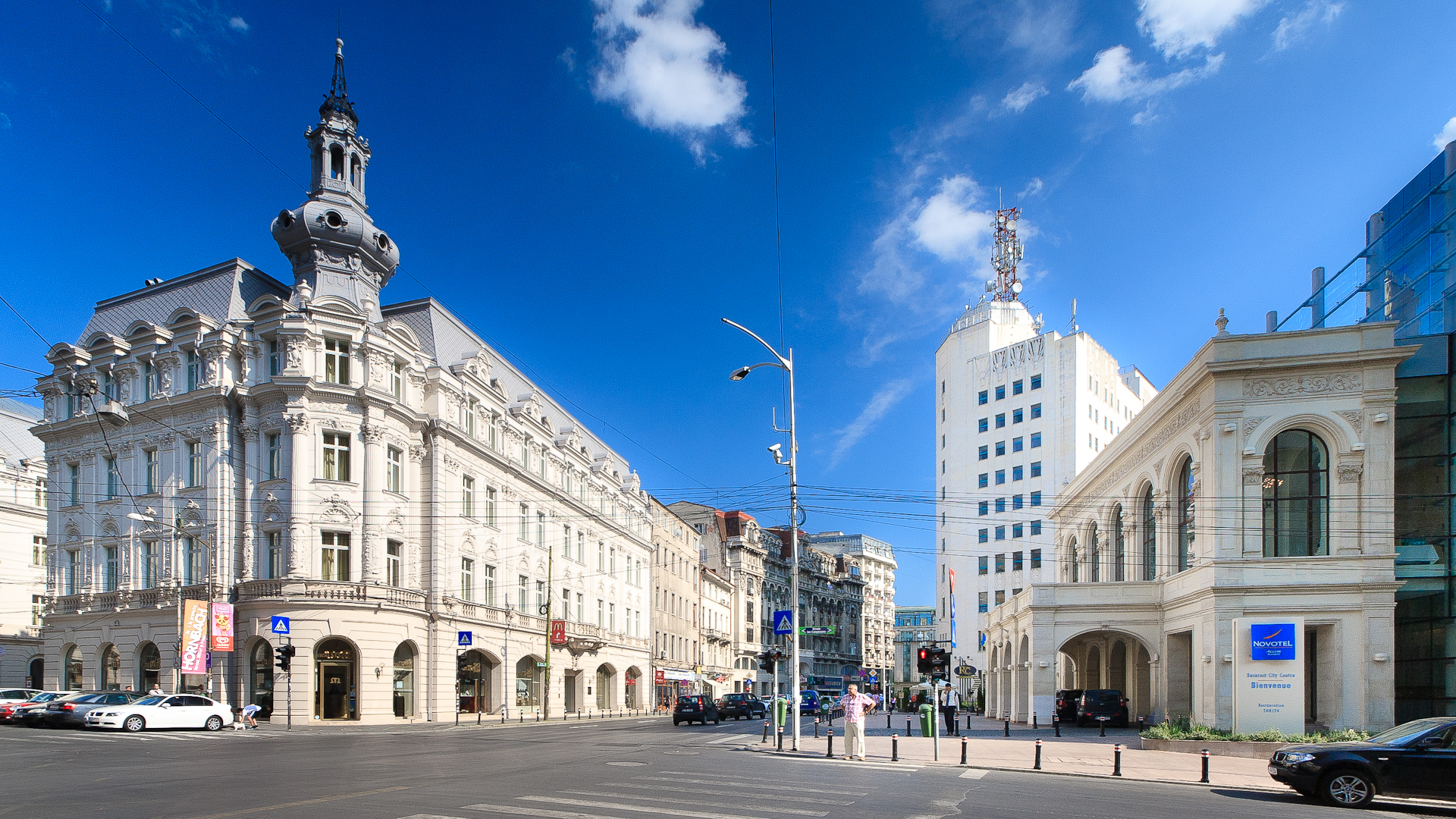
Calea Victoriei, un bulevard important în centrul Bucureștiului

Rețeaua de străzi a Capitalei cuprinde 5.340 de străzi, cu o lungime totală de 1.820 km și o suprafață totală de aproape 20.000 m². Aceasta este centrată în jurul unei serii de bulevarde de mare capacitate, care, în general, radiază din centrul orașului până la periferie. Axele principale (nord/sud, est/vest și nord-vest/sud-est) și două inele (interior și exterior) contribuie la reducerea aglomerației din trafic. Străzile în municipiu sunt de obicei înțesate în timpul orelor de vârf din cauza creșterii numărului de mașini în ultimii ani. În fiecare zi, peste un milion de vehicule circulă în interiorul orașului. Aceasta a rezultat în apariția gropilor, care acum sunt considerate ca fiind cea mai mare problemă de infrastructură a Bucureștiului. La acestea se adaugă lipsa spațiilor de parcare, dar și subdimensionarea infrastructurii pietonale.
Pe 17 iunie 2011, Pasajul Basarab a fost inaugurat și deschis traficului, completând astfel inelul interior al orașului. Construcția pasajului a durat cinci ani și astăzi este cel mai lung pod hobanat din România și cel mai lat astfel de pod din Europa. De la finalizare, traficul pe Podul Grant și în zona Gării de Nord a devenit considerabil mai fluid.
Bucureștiul este principalul nod al rețelei drumurilor naționale române, fiind punctul de începere pentru trei autostrăzi (A1 spre Pitești, A2 spre Constanța și A3 spre Ploiești) și nouă drumuri naționale (DN1 spre Oradea, DN1A spre Brașov, DN2 spre Suceava, DN3 spre Călărași, DN4 spre Oltenița, DN5 spre Giurgiu, DN6 spre Timișoara și Cenad, DN7 spre Nădlac și DN71 spre Sinaia).

### Transportul feroviar

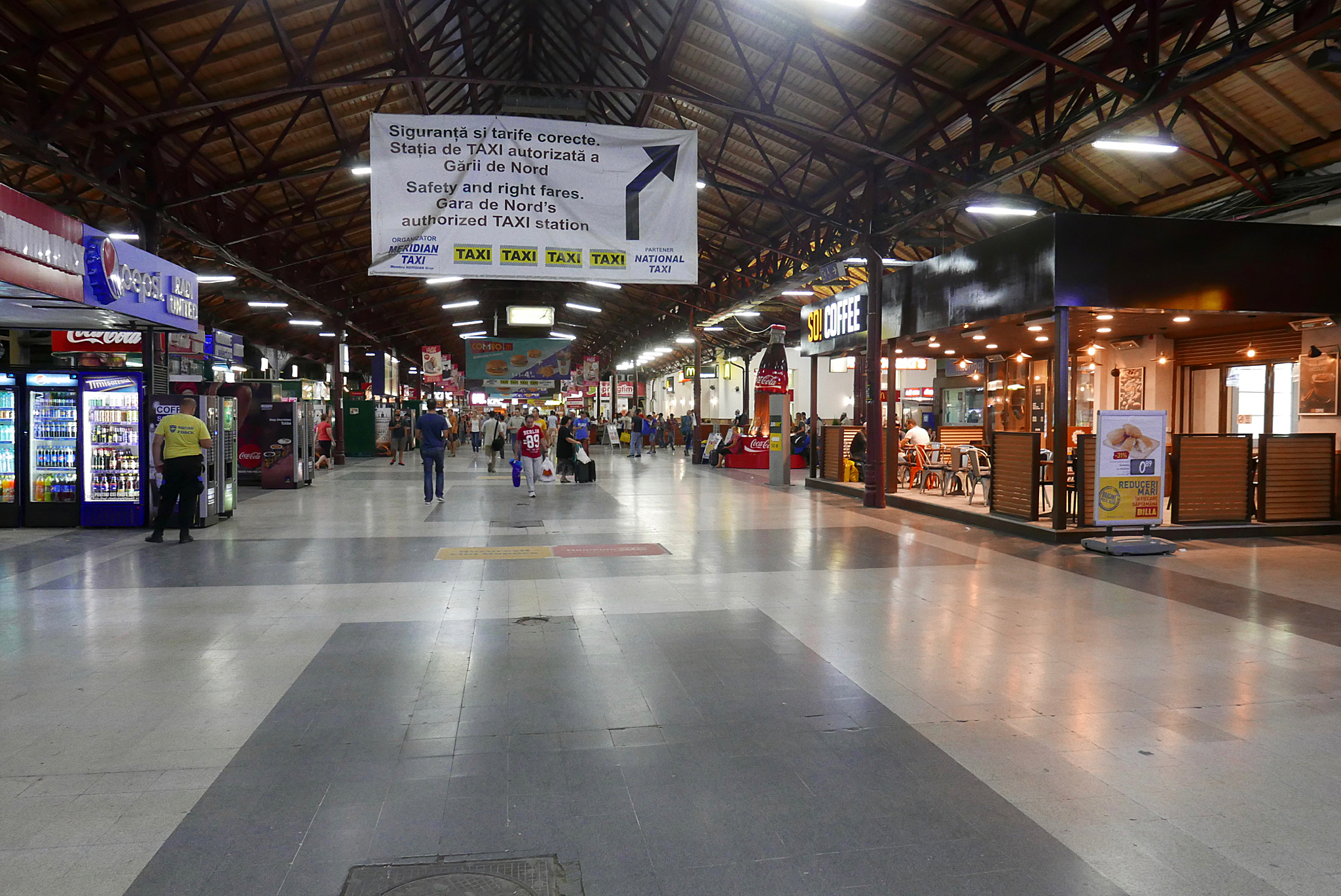
Gara de Nord

Bucureștiul este nodul feroviar principal al companiei naționale Căile Ferate Române. Cea mai importantă stație feroviară este Gara de Nord din care pleacă și sosesc trenuri zilnice din diverse localități românești, precum și din orașe europene. Prin Gara de Nord trec zilnic 283 trenuri ale operatorului de stat CFR Călători dar și de la operatori privați, cum ar fi Astra Trans Carpatic, Regio Călători, Transferoviar Călători etc. De asemenea, există și alte gări: Basarab, Băneasa, Obor, Progresul (închisă traficului de călători în 2006) și Titan Sud. Din oraș pornesc cinci magistrale feroviare: 300 (București–Oradea), 500 (București–Bacău–Suceava–Verești), 700 (București–Brăila–Galați), 800 (București–Constanța), 900 (București–Drobeta-Turnu Severin–Timișoara–Jimbolia) și trei linii secundare interoperabile: 901 (București–Pitești–Craiova), 902 (București–Giurgiu) și 903 (București–Oltenița).

### Transportul aerian

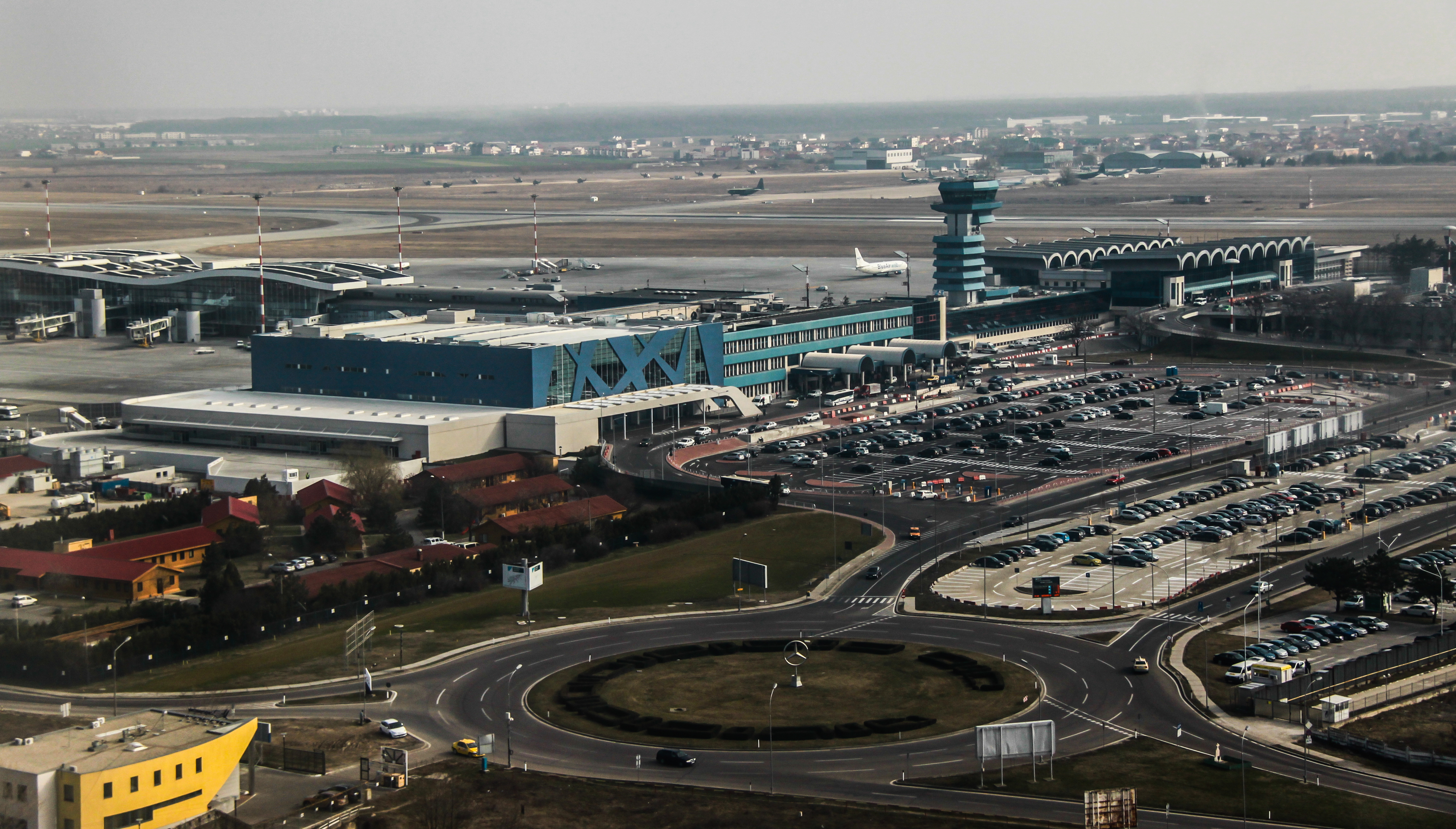
Aeroportul Internațional Henri Coandă, cel mai mare din România

În București există în prezent două aeroporturi funcționale: Aeroportul Internațional Henri Coandă (inițial „Otopeni”) și Aeroportul Internațional Aurel Vlaicu (inițial „Băneasa”). Henri Coandă este cel mai mare aeroport al României, deservind aproape 11 milioane de pasageri în 2016 și fiind centrul principal pentru operatorul național TAROM. De acolo pleacă și sosesc zilnic zboruri din alte orașe din România precum și numeroase alte aeroporturi din Europa, America, Asia și Africa. Cunoscut până în 2012 ca hub-ul low-cost al Bucureștiului, Aurel Vlaicu operează astăzi doar zboruri private.

### Transportul pe apă
Bucureștiul se situează pe malurile Dâmboviței, dar fiindcă acest râu nu este navigabil, orașul nu a funcționat niciodată ca port, rolul acesta fiind rezervat pentru alte orașe, precum Giurgiu și Oltenița, aceste orașe fiind amplasate la distanțe mici: 65, respectiv 62 de kilometri. În anul 2010, mai mulți politicieni au reluat ideea continuării construcțiilor la Canalul Dunăre–București, lung de 73 km, care va lega orașul cu Dunărea, prin canalizarea râurilor Dâmbovița și Argeș. Potrivit primarului Capitalei de atunci, Sorin Oprescu, canalul este finalizat în proporție de 65%. Totodată, ministrul Dezvoltării Regionale și Turismului, Elena Udrea, declara în iunie 2010 că intenționează să includă proiectul în Strategia Uniunii Europene pentru Regiunea Dunării. Se așteaptă ca acest canal să devină o componentă importantă a infrastructurii de transport orășenești.

## Politică
Bucureștiul are un statut special în țară, fiind singurul oraș care nu aparține niciunui județ. Totuși, populația sa este mai numeroasă decât a oricărui județ.
Primăria administrează orașul și este condusă de un Primar General. Puterea Primăriei Generale este la fel ca a oricărui consiliu județean din România. Primarul general, Nicușor Dan, a fost ales în 2020. Primăria Generală este responsabilă cu utilitățile (apa, transportul, bulevardele principale), iar Primăriile sectoarelor au responsabilitatea contactului dintre cetățeni și consiliile locale, străzile secundare, parcuri, școli și serviciile de salubrizare.
Consiliul General al Municipiului București se compune din 55 de consilieri (conform alegerilor locale din 2024):
|  | Partid                                  | Consilieri | Componența Consiliului | Componența Consiliului | Componența Consiliului | Componența Consiliului | Componența Consiliului | Componența Consiliului | Componența Consiliului | Componența Consiliului | Componența Consiliului | Componența Consiliului | Componența Consiliului | Componența Consiliului | Componența Consiliului | Componența Consiliului | Componența Consiliului | Componența Consiliului | Componența Consiliului |
|  | --------------------------------------- | ---------- | ---------------------- | ---------------------- | ---------------------- | ---------------------- | ---------------------- | ---------------------- | ---------------------- | ---------------------- | ---------------------- | ---------------------- | ---------------------- | ---------------------- | ---------------------- | ---------------------- | ---------------------- | ---------------------- | ---------------------- |
|  | Alianța Dreapta Unită                   | 17         |                        |                        |                        |                        |                        |                        |                        |                        |                        |                        |                        |                        |                        |                        |                        |                        |                        |
|  | Partidul Social Democrat                | 16         |                        |                        |                        |                        |                        |                        |                        |                        |                        |                        |                        |                        |                        |                        |                        |                        |                        |
|  | Partidul Național Liberal               | 7          |                        |                        |                        |                        |                        |                        |                        |                        |                        |                        |                        |                        |                        |                        |                        |                        |                        |
|  | Partidul Umanist Social Liberal         | 6          |                        |                        |                        |                        |                        |                        |                        |                        |                        |                        |                        |                        |                        |                        |                        |                        |                        |
|  | Alianța pentru Unirea Românilor         | 5          |                        |                        |                        |                        |                        |                        |                        |                        |                        |                        |                        |                        |                        |                        |                        |                        |                        |
|  | Reînnoim Proiectul European al României | 4          |                        |                        |                        |                        |                        |                        |                        |                        |                        |                        |                        |                        |                        |                        |                        |                        |                        |

Ca toate celelalte consilii locale din România, consiliile sectoriale, consiliul general și primarii sunt aleși la fiecare patru ani de către locuitorii Bucureștiului. În plus, Bucureștiul are un prefect, numit de guvernul României. Prefectului nu i se permite să fie membru al unui partid politic și rolul acestuia este de a reprezenta guvernul la nivel municipal. Prefectul acționează ca o autoritate de legătură care facilitează implementarea planurilor naționale de dezvoltare și a programelor de guvernare la nivel local. Actualul Prefect al Bucureștiului este Georgiana-Alexandra Vacaru.

### Împărțire administrativă

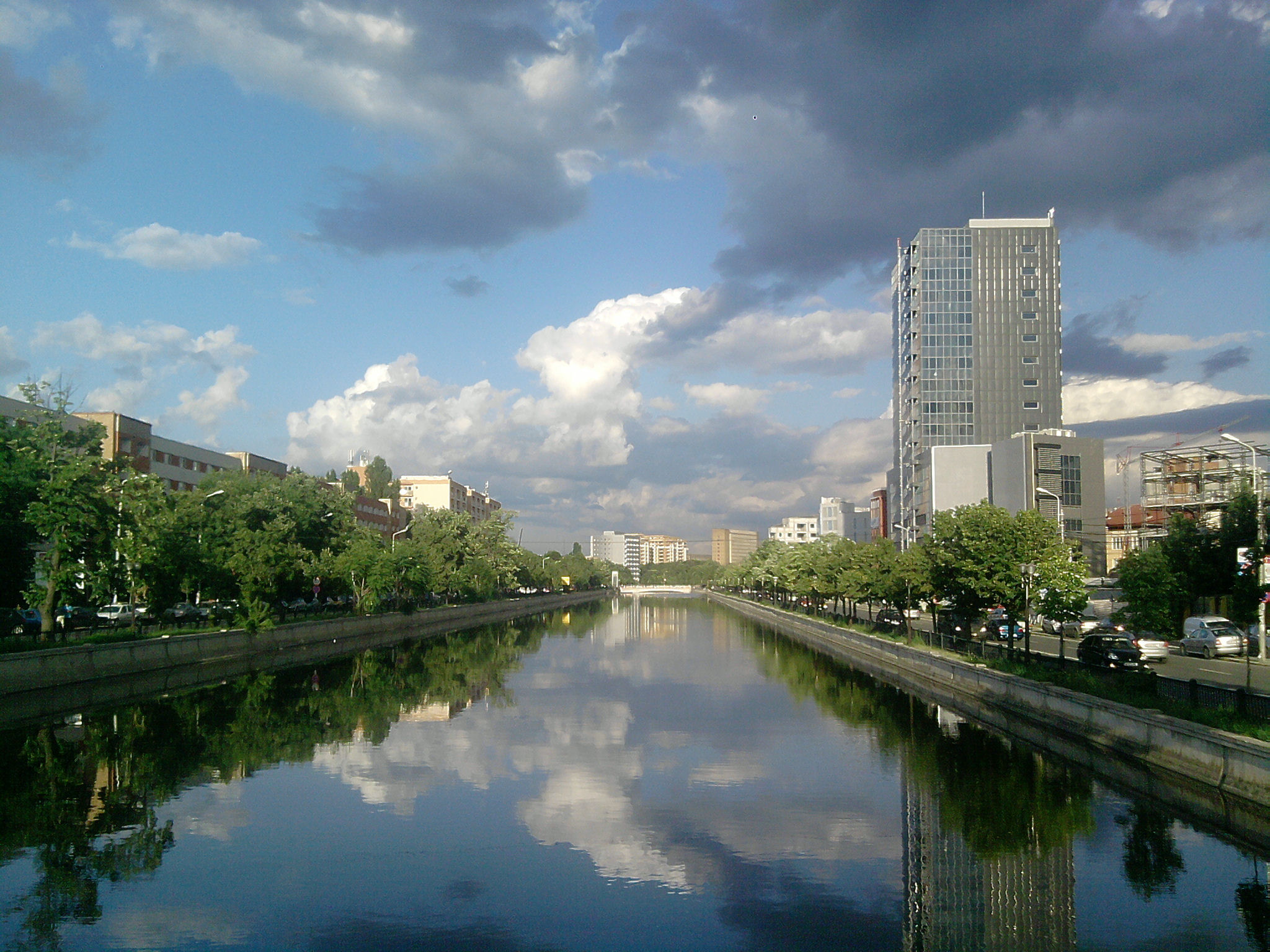
Noul sediu al Primăriei Capitalei în apropiere de Podul Ciurel

Bucureștiul este împărțit în șase sectoare, fiecare administrat de câte o Primărie de sector. Sectoarele sunt dispuse radial (și numerotate în sensul acelor de ceasornic), astfel încât fiecare să aibă în administrație o parte a centrului Bucureștiului. Împărțirea actuală pe sectoare a Bucureștiului este cea prevăzută de Decretul nr. 284/1979, în vigoare și în prezent.
Până în prezent, nu există un consens administrativ în legătură cu numărul de cartiere ale orașului, dar Planul Urbanistic General al Bucureștiului identifică 70 de cartiere diferite. Pe de altă parte, un studiu antropologic al Școlii Naționale de Studii Politice și Administrative (SNSPA) a identificat mai mult de 100.
Prima formă de organizare administrativă a Bucureștiului a fost cea a plășilor. La sfârșitul secolului al XVIII-lea, în 1798, existau cinci plăși: Târgul, Podul Mogoșoaiei, Târgul de afară, Broștenii și Gorganul. Acestor cinci plăși le corespundeau, la începutul secolului al XIX-lea, în timpul războiului ruso-turc (1806–1812), culorile sau „boielile”: Roșu, Galben, Negru, Albastru și Verde. Teritoriul numit Roșu, cel mai mic dintre cele cinci culori și cuprinzând centrul comercial și o porțiune îngustă pe malul drept al Dâmboviței, a fost desființat la începutul secolului al XX-lea. Teritoriul acestei culori a fost repartizat celorlalte patru. După reforme succesive, prin legea administrativă din 1950, cele patru culori s-au transformat în opt raioane, care au permis o administrație mai intensivă și au stimulat într-un mai mare grad inițiativele locale. Cele opt raioane ale Bucureștiului purtau următoarele denumiri: Grivița Roșie (1), 30 Decembrie (2), 1 Mai (3), 23 August (4), Tudor Vladimirescu (5), Nicolae Bălcescu (6), V. I. Lenin (7) și 16 Februarie (8).
| Sector     | Suprafață (km²) | Populație (2011) | Primar                      |
| ---------- | --------------- | ---------------- | --------------------------- |
| Sectorul 1 | 67,5            | 225.453          | George-Cristian Tuță (PNL)  |
| Sectorul 2 | 32              | 345.370          | Rareș Hopincă (PSD)         |
| Sectorul 3 | 32              | 385.439          | Robert Negoiță (PRO B)      |
| Sectorul 4 | 34              | 287.828          | Daniel Băluță (PSD)         |
| Sectorul 5 | 30              | 271.575          | Vlad Popescu Piedone (PUSL) |
| Sectorul 6 | 38              | 367.760          | Ciprian Ciucu (PNL)         |

#### Zona metropolitană
Zona metropolitană București (abreviat ZMB) cuprinde actualmente aproximativ 2,4 milioane de locuitori (neoficial 3,4 milioane). Conform proiectelor Primăriei București, ZMB urmează să fie mărită astfel încât să cuprindă 94 de unități administrativ-teritoriale (84 de comune, opt orașe, municipiul Oltenița și municipiul București), întinse pe un teritoriu de 5.046,1 km².

### Sistemul judiciar

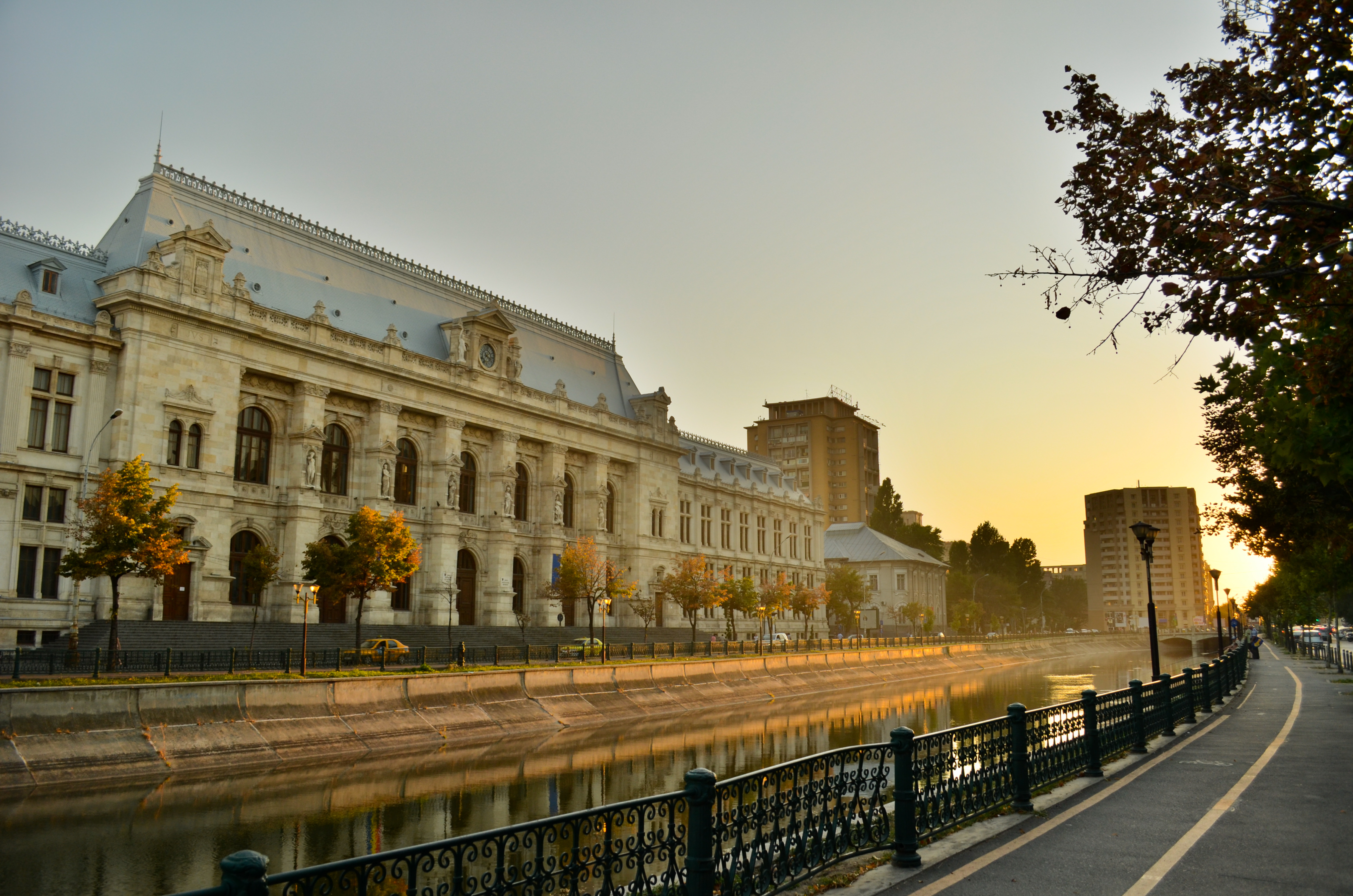
Palatul de Justiție, sediul Curții de Apel București, văzut de pe malurile Dâmboviței

Sistemul judiciar al Bucureștiului este similar cu cel al celorlalte județe. Fiecare dintre cele șase sectoare are propria judecătorie, în timp ce infracțiunile mai grave sunt direcționate Tribunalului București. Curtea de Apel București judecă recursurile la deciziile luate de judecătoriile și tribunalele Bucureștiului și a altor cinci județe învecinate (Teleorman, Ialomița, Giurgiu, Călărași și Ilfov). Bucureștiul este, de asemenea, sediul Înaltei Curți de Casație și Justiție, Curții Constituționale și Direcției Naționale Anticorupție.
Bucureștiul are o forță de poliție municipală, Poliția București, care este responsabilă de controlul criminalității în întregul oraș și operează 26 de secții. Poliția București își are sediul central pe Calea Victoriei, în centrul orașului. Începând cu anul 2004, fiecare primărie de sector are, de asemenea, sub administrația sa o poliție comunitară, care se ocupă de problemele comunității locale. În București se află și inspectoratele generale ale Jandarmeriei și ale Poliției Române.

#### Criminalitate
Rata criminalității în București este destul de scăzută în comparație cu alte capitale europene, numărul total al infracțiunilor scăzând cu 9% între 2015 și 2016. În 2017, rata criminalității era de 28,92%, sub Madrid, Amsterdam, Berlin, Moscova, Stockholm, Londra, Paris și Roma, Bucureștiul menținându-se ca una dintre cele mai sigure capitale europene. Rata crimelor violente rămâne scăzută, cu 31 de crime înregistrate în 2014, toate fiind soluționate.
Deși în anii 2000 au avut loc o serie de acțiuni ale poliției împotriva unor grupări infracționale, cum ar fi clanul Cămătaru, criminalitatea organizată are, în general, un impact redus asupra vieții publice. Infracțiunile minore sunt mai frecvente, în special sub forma furtului din buzunare sau genți, și au loc de cele mai multe ori în rețeaua de transport public a orașului. Cu toate acestea, furtul s-a redus cu 11% în 2016 față de anul precedent. Infracționalitatea este mai ridicată în cartierele sudice ale orașului, în special în Rahova și Ferentari, zone dezavantajate din punct de vedere social.
Deși prezența copiilor străzii a fost o problemă în București în anii 1990, numărul lor a scăzut în ultimii ani, situându-se acum la sau sub media marilor orașe europene. Un documentar numit Children Underground și nominalizat la Oscar a ilustrat viața copiilor străzii români în 2001. Aproximativ 1.100 de persoane încă locuiesc pe străzile Bucureștiului, 41% dintre ele fiind minore. Multe sunt exploatate, practică cerșetoria sau prostituția.

### Calitatea vieții
Conform studiilor despre calitatea vieții în orașele lumii, emise anual de firma de consultanță Mercer, Bucureștii se aflau pe locul 94 în topul mondial al calității vieții, în anul 2001, și au coborât pe locul 108 în anul 2009. Bucureștiul este astfel pe penultimul loc în topul calității vieții, între capitalele Uniunii Europene, pe ultimul loc fiind capitala bulgară, Sofia.

## Cultură
Viața culturală a Bucureștiului este un melanj bogat între cultura tradițională (elitistă) – reprezentată de un sector consistent de arte ale spectacolului (teatru, operă, dans și muzică), dar și de o rețea extinsă și diversă de muzee –, o cultură de masă (recreere) – reprezentată de un număr tot mai mare de festivaluri, concerte și evenimente în aer liber – și o scenă a artelor contemporane cu dezvoltare rapidă.

### Clădiri emblematice
În București își au sediul Parlamentul (găzduit în Palatul Parlamentului sau Casa Poporului), Guvernul și Președinția României. De asemenea, își au sediul numeroase instituții de cultură, precum: Academia Română (fondată în 1866), peste 60 de institute de cercetare, Universitatea, Institutul Politehnic, Institutul de Medicină, alte numeroase institute de învățământ superior, mari biblioteci (Biblioteca Academiei, Biblioteca Națională, Biblioteca Centrală Universitară, printre altele) ș.a.m.d.

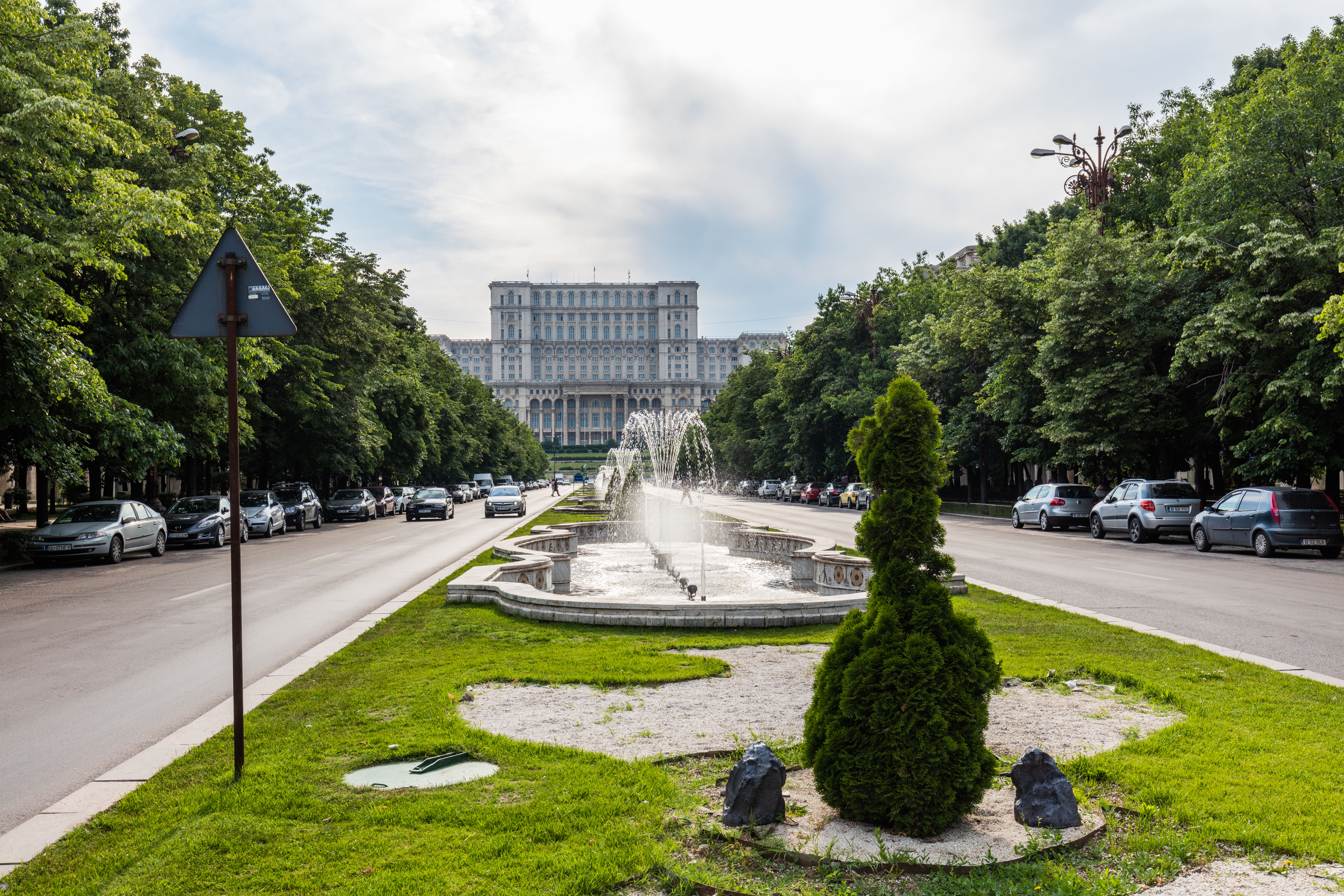
Palatul Parlamentului

### Evenimente culturale și festivaluri

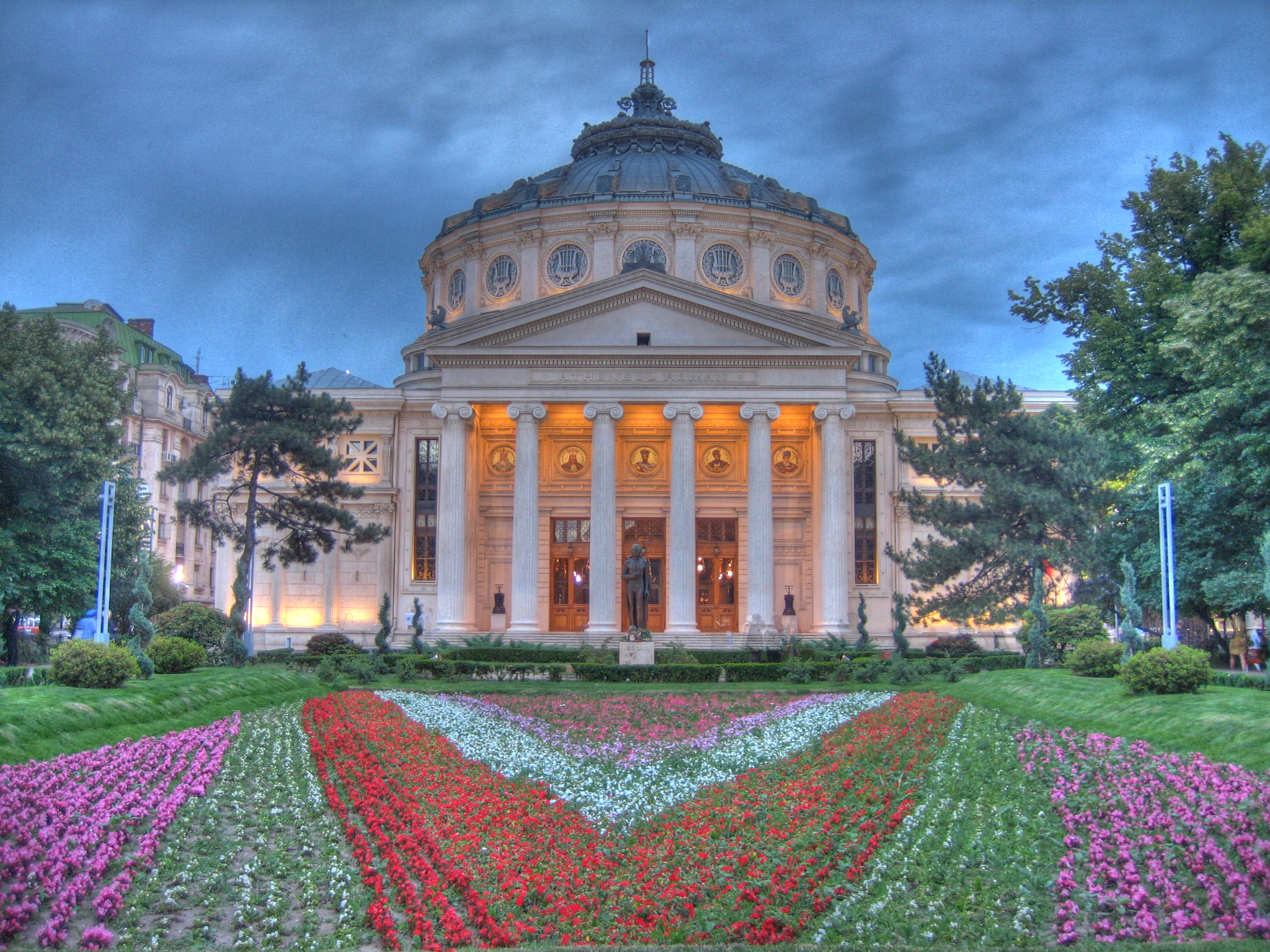
Ateneul Român

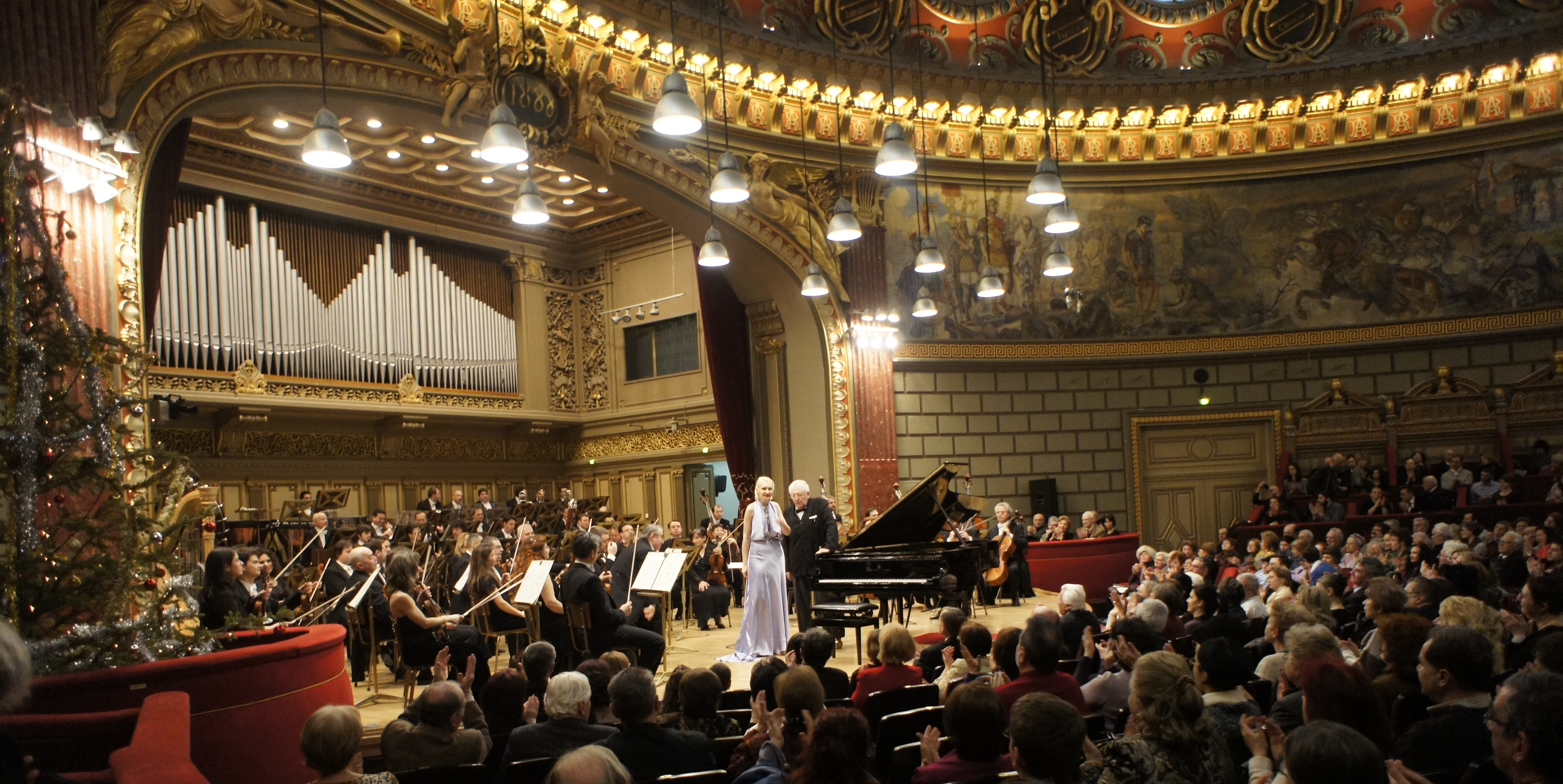
Concert la Filarmonica „George Enescu”

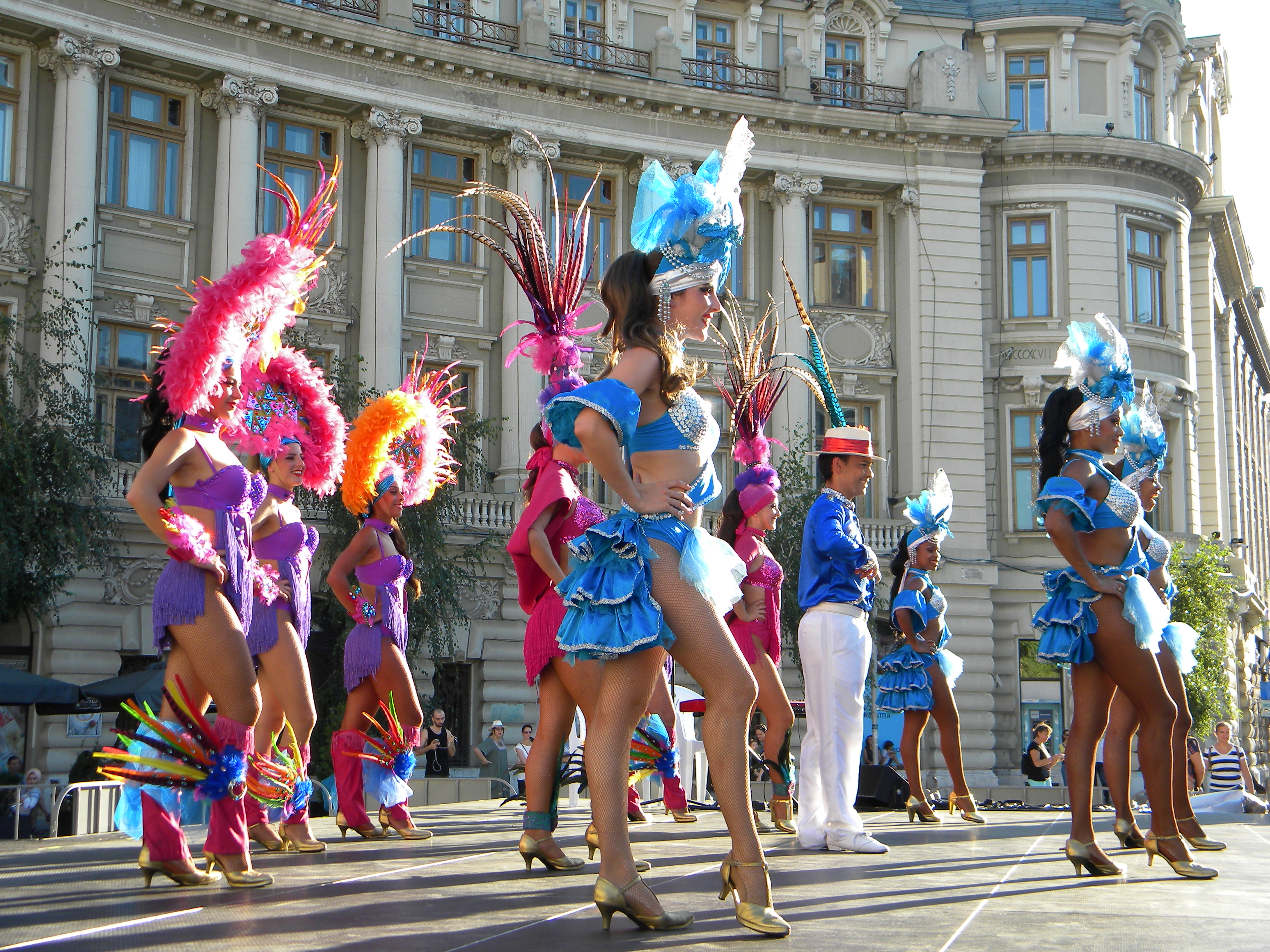
Trupă de dans latino din Franța la Festivalul Internațional de Teatru de Stradă

O serie de festivaluri culturale se desfășoară în București pe tot parcursul anului, însă majoritatea festivalurilor au loc în iunie, iulie și august. Societatea culturală „Ateneul Român” organizează Festivalul „George Enescu” în diferite locații din București în septembrie, la fiecare trei ani. Ediția inaugurală a avut loc în 1958, iar astăzi este cel mai important festival de muzică clasică și contemporană găzduit de România, reunind interpreți și orchestre din întreaga lume. Lansat în 2010 de către Muzeul Național al Literaturii Române, Festivalul Internațional de Poezie, unul dintre cele mai importante festivaluri de gen din România, a atras în 2016 peste 100 de poeți din 30 de țări. Cel mai longeviv eveniment dedicat cărții din România, Târgul Internațional Gaudeamus, are loc tot în București și este vizitat anual de peste 125.000 de cititori. Există și festivaluri dedicate dansului, artelor vizuale (din 2005, Bucureștiul are propria bienală), dar și muzicii de orice gen, de la jazz la rock și muzică electronică. Notabile sunt Summer Well, desfășurat anual pe domeniul Știrbey din Buftea, B'Estfest și TimeShift, ambele organizate la Romexpo.
În ultimii ani s-a constatat o creștere a numărului de festivaluri dedicate teatrului și cinematografiei. Printre acestea se numără Festivalul Național de Teatru, Festivalul Internațional de Teatru de Stradă, Bucharest International Experimental Film Festival și Festivalul Filmului European. De asemenea, Bucureștiul este gazda unuia dintre cele mai importante festivaluri de film de animație din Europa, Anim'est. În 2004, Bucureștiul s-a impus în circuitul festivalurilor de film importante din Europa de Est cu Festivalul Internațional de Film București, un eveniment recunoscut pe scară largă în Europa, având ca invitați de onoare nume sonore în industria cinematografică: Andrei Koncealovski, Danis Tanović, Nikita Mihalkov, Rutger Hauer, Jerzy Skolimowski, Jan Harlan, Radu Mihăileanu etc.
Datorită creșterii comunității chineze din oraș, în februarie 2005, Primăria Capitalei a organizat un festival tematic cu ocazia Anului Nou Chinezesc în Parcul Nichita Stănescu. De atunci, comunitățile thailandeză, turcă, greacă sau armeană au organizat diverse festivaluri culinare sau culturale în oraș.
În 2005, Bucureștiul a devenit primul oraș din sud-estul Europei care a găzduit CowParade, amplu eveniment de artă urbană. Cu ocazia festivalului, zeci de sculpturi multicolore înfățișând văcuțe au putut fi admirate în tot orașul.

### Cultură tradițională

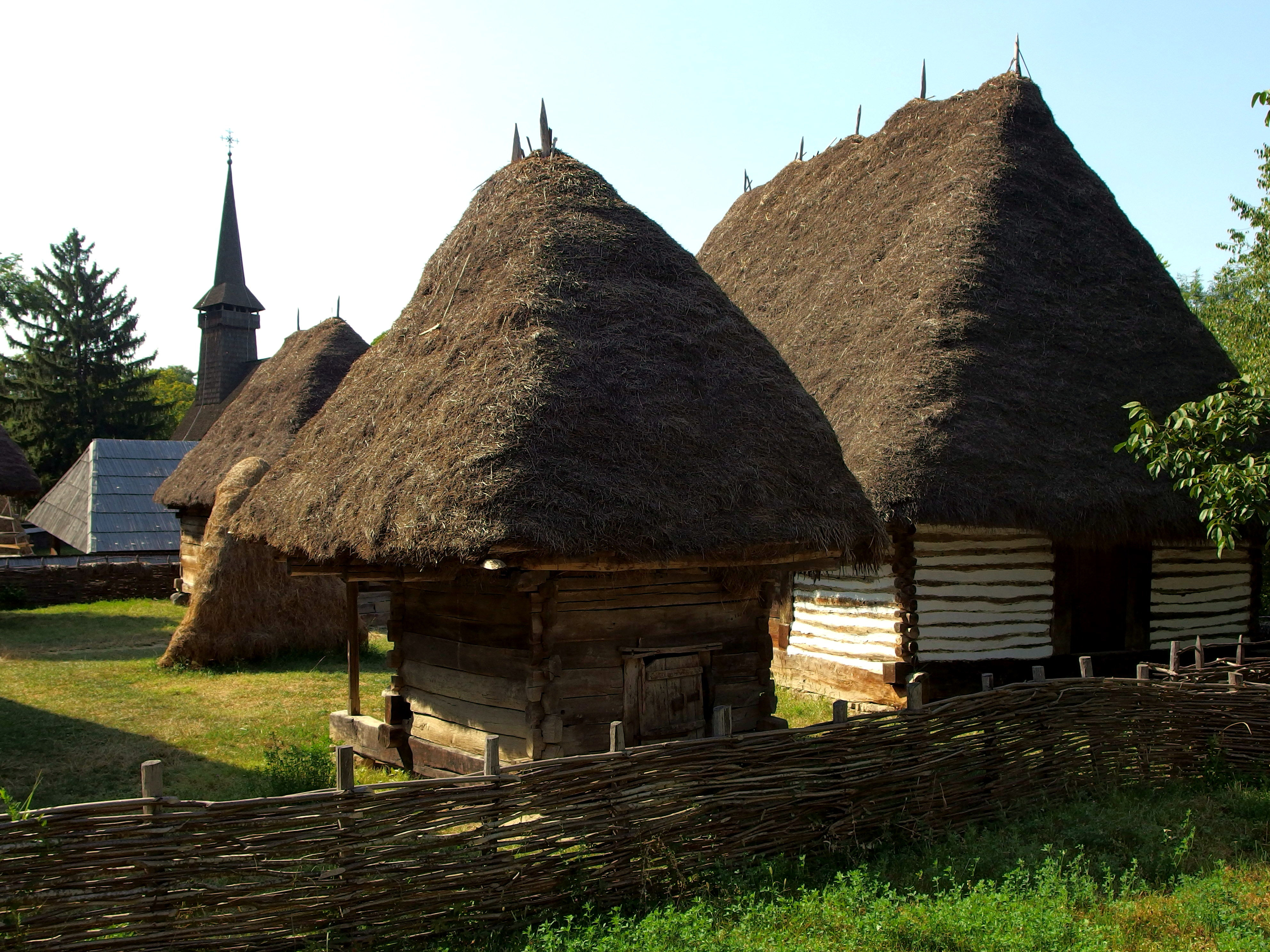
Case tradiționale și o biserică de lemn în Muzeul Național al Satului „Dimitrie Gusti”

Cultura tradițională românească continuă să aibă o influență majoră în arte, precum teatru, film și muzică. Bucureștiul are două muzee etnografice de renume internațional: Muzeul Țăranului Român și Muzeul Satului, unul dintre cele mai mari muzee în aer liber din țară.
Muzeul Național al Satului „Dimitrie Gusti”, situat în Parcul Herăstrău, acoperă o suprafață de 14 ha și conține peste 380 de monumente de arhitectură tradițională din toate colțurile țării. Muzeul Satului este, de asemenea, cel mai vizitat obiectiv cultural din România.
Muzeul Țăranului Român a fost declarat în 1996 Muzeul European al Anului. Patronat de Ministerul Culturii, muzeul conservă și expune numeroase colecții de obiecte și monumente ale culturii materiale și spirituale. Muzeul deține una dintre cele mai bogate colecții de obiecte țărănești din România, cu un patrimoniu evaluat la peste 90.000 de piese organizate în mai multe colecții: ceramică, port, textile, obiecte din lemn, religioase, obiceiuri etc.
Muzeul Național de Istorie a României este un alt muzeu important din București, care conține o colecție de artefacte care detaliază istoria și cultura românească din preistorie și până în epoca modernă.

### Lăcașuri de cult

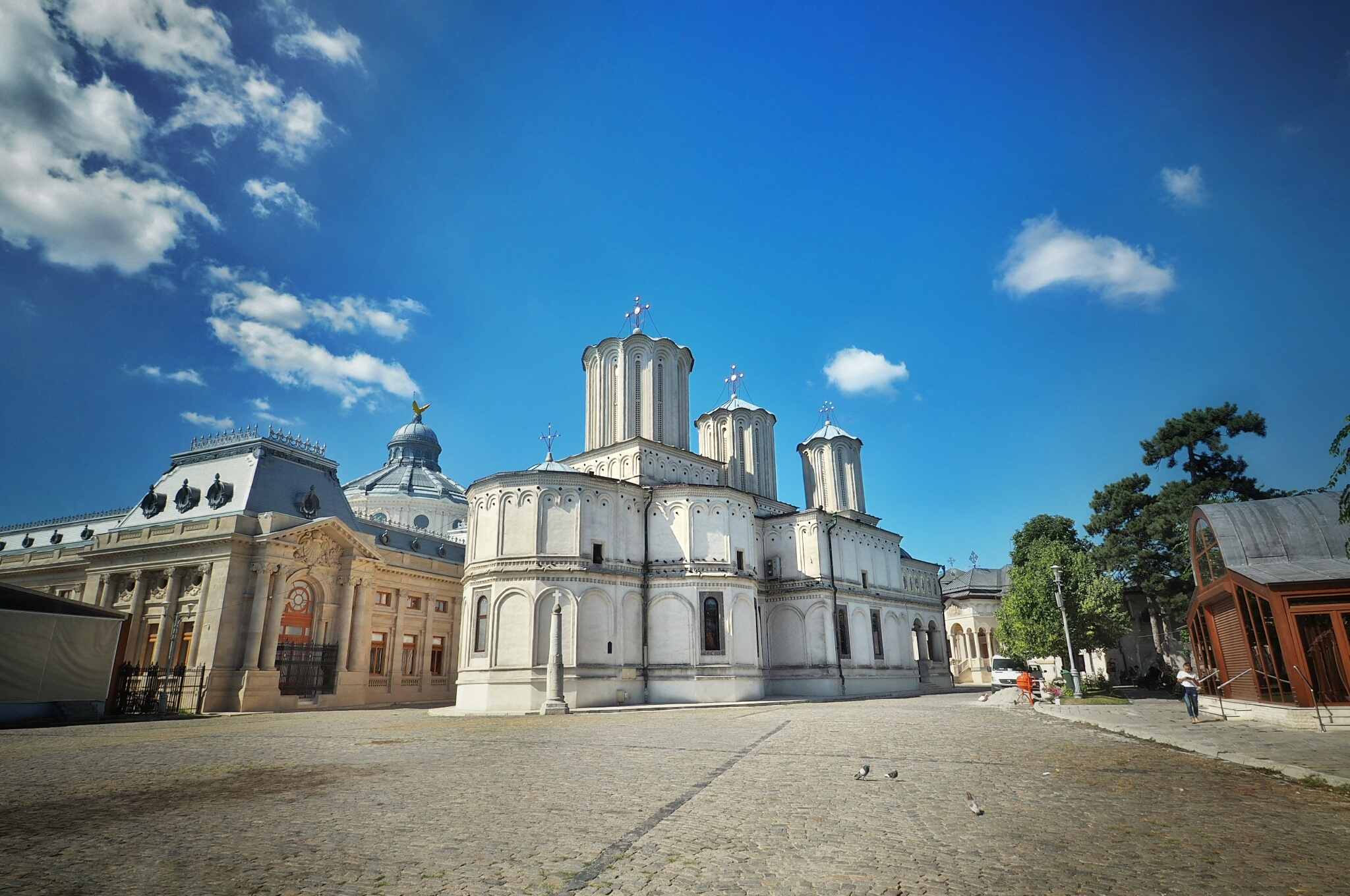
Catedrala Patriarhală și Palatul Patriarhiei

Bucureștiul păstrează numeroase monumente de artă religioasă și medievală, printre care o serie de biserici și mănăstiri datând din secolul al XVI-lea, de când orașul a devenit reședință statornică a voievozilor munteni.
Bucureștiul este sediul Patriarhiei Bisericii Ortodoxe Române, una dintre bisericile ortodoxe orientale în comuniune cu Patriarhia Ecumenică de Constantinopol, dar și a subdiviziunilor sale, Mitropolia Munteniei și Dobrogei și Arhiepiscopia Bucureștilor. Credincioșii ortodocși îl consideră pe Dimitrie cel Nou Basarabov sfântul protector al orașului. În București există 248 de lăcașuri de cult ortodoxe. Cea mai veche dintre ele, Biserica Sf. Anton, se află situată în complexul Curtea Veche. Numită și Biserica Domnească, aceasta a fost zidită de domnitorul Mircea Ciobanul în anul 1559. Astăzi găzduiește moaștele sfântului Antonie cel Mare, aduse în 2017 de la abația Sf. Antonie din regiunea franceză Dauphiné. Una dintre cele mai mici și mai reprezentative biserici din București este Biserica Bucur Ciobanul. Deși nu are o datare exactă, biserica este considerată una dintre cele mai vechi din oraș, a cărui întemeietor ar fi chiar Bucur, cel de la care își trag numele atât biserica, cât și Bucureștiul. La polul opus, cel mai mare lăcaș de cult ortodox din București este Catedrala Sf. Spiridon Nou, a cărei pictură interioară a fost executată de Gheorghe Tattarescu. În 2010 au început lucrările de construcție la Catedrala Mântuirii Neamului Românesc. Situată în apropierea Palatului Parlamentului, catedrala va avea o capacitate de 5.000 de persoane și o înălțime de 120 m, devenind astfel cea mai mare biserică ortodoxă din lume.
Orașul este centrul și altor organizații creștine din România, printre care Arhidieceza Romano-Catolică, înființată în 1883, și Eparhia Greco-Catolică „Sf. Vasile cel Mare”, înființată în 2014.
În București mai există astăzi șase sinagogi, din cele câteva zeci existente înaintea rebeliunii legionare din 1941, cutremurului din 1977 și demolărilor sistematice din anii 1980. Printre acestea se numără Templul Coral, Sinagoga Mare și Templul Unirea Sfântă. Ultimul a fost transformat în Muzeul de Istorie a Evreilor din România „Șef rabin dr. Moses Rosen”, în timp ce Templul Coral și Sinagoga Mare încă oficiază slujbe regulate.
|                                                                              |
| Catedrala Sf. Spiridon Nou, cel mai mare lăcaș de cult ortodox din București |

|                                                          |
| Biserica Sf. Anton, cea mai veche biserică din București |

|               |
| Biserica Rusă |

|                      |
| Biserica Kretzulescu |

|                                     |
| Catedrala romano-catolică Sf. Iosif |

|                                                                                      |
| Detaliu de pe Sinagoga Eșua Tova, cel mai vechi lăcaș de cult evreiesc din București |

|                                                           |
| Catedrala Mântuirii Neamului, în construcție în anul 2021 |

## Arhitectură

### Arhitectura istorică
Substanța medievală a Bucureștiului a fost de-a lungul timpului grav afectată de distrugeri și incendii. În plus, orașul a pierdut în mod tragic o serie de monumente, mai ales biserici, și în decursul campaniei de „urbanism” inițiate în secolul trecut de Nicolae Ceaușescu. Din nucleul orașului medieval de pe malurile Dâmboviței s-au păstrat vestigiile Curții Vechi (sec. XV–XVI) cu Biserica Domnească „Buna Vestire”, care datează probabil din vremea lui Mircea Ciobanul (d. 1559).
Strada Lipscani, în jurul căreia se desfășoară ceea ce este considerat centrul istoric al Bucureștiului, a fost atestată pentru prima dată în 1589 sub numele de „Ulița Mare”. Numele de astăzi îl primește în 1947 de la negustorii ce comercializau mărfuri aduse de la Lipsca (astăzi Leipzig). Clădirile de pe strada Lipscani au fost ridicate preponderent în secolul al XIX-lea în stilul neoclasic și neobaroc, fiind naționalizate în anul 1948. În anii 1980, regimul comunist le-a dat în folosință unor locatari ce le-au adus într-o stare deplorabilă. Lipscaniul este una din străzile Bucureștiului care are cele mai multe obiective pe Lista monumentelor istorice (peste 30), reunite sub titulatura Ansamblul de arhitectură „Strada Lipscani”. Din 2005, zona Lipscani este doar pietonală și este în curs de restaurare. Pe lângă clădirile de secol XIX, pe strada Lipscani s-au păstrat o serie de hanuri, notabile fiind Hanul Gabroveni (cel mai vechi dintre ele și restaurat în 2014), Hanul lui Manuc (1808) și Hanul cu Tei (1833).

### Secolele XVI–XVII

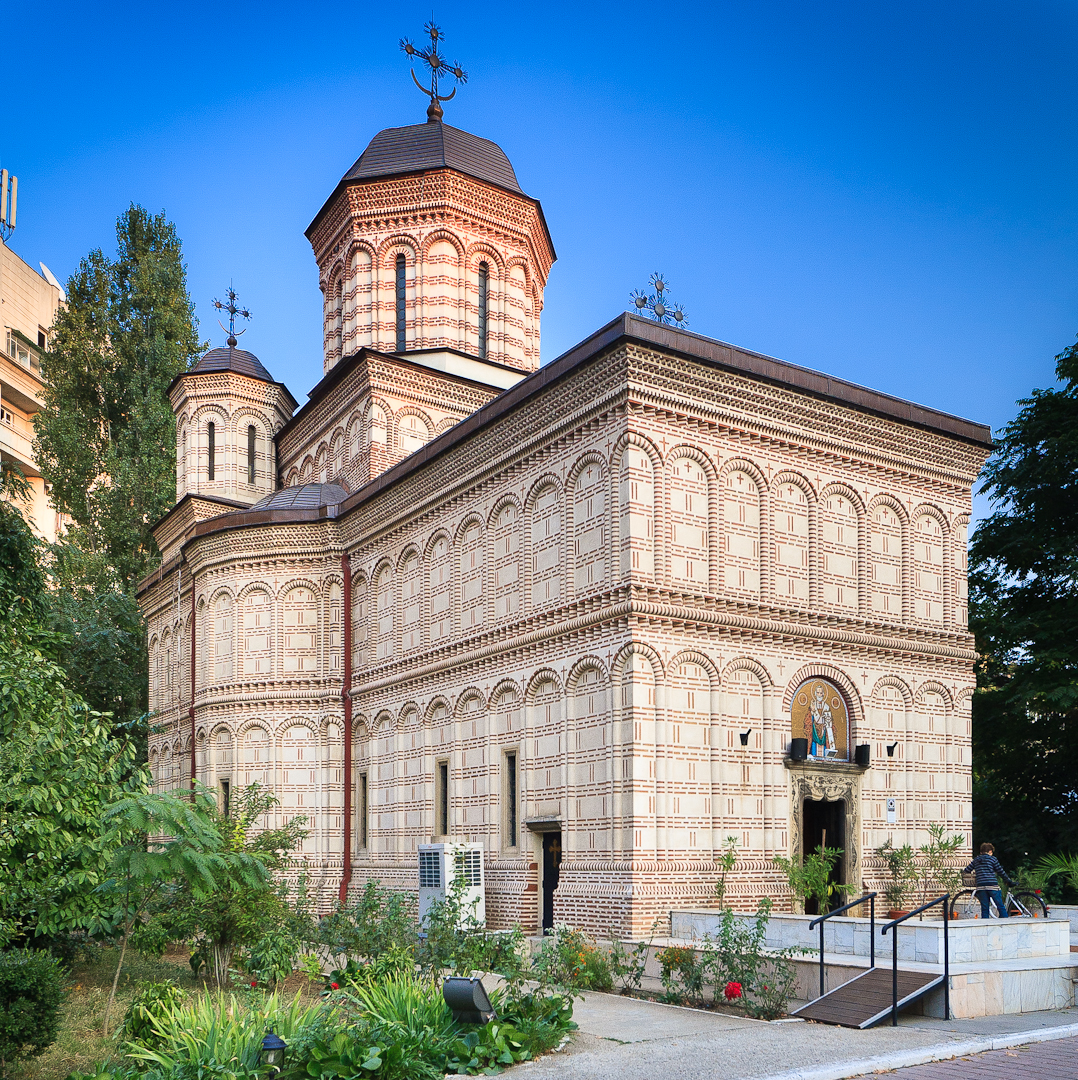
Biserica „Sf. Ierarh Nicolae” a mănăstirii Mihai Vodă

Mănăstirea Radu Vodă a fost ridicată pe vremea lui Alexandru al II-lea Mircea, dar a fost distrusă deja în 1595 de Sinan Pașa, pentru a fi în secolul al XVII-lea reconstruită și fortificată de către Radu Mihnea și Alexandru Coconul. Atât elementele tradiționale (planul triconc, turla pe naos), cât și pronaosul supralărgit, încununat de trei turle, sunt influențate de formele bisericii mănăstirii din Curtea de Argeș. Din ansamblul mănăstirii Mihai Vodă, ctitoria lui Mihai Viteazul, s-a păstrat doar biserica. Construcția a fost, împreună cu turnul-clopotniță din secolele XVI–XVIII, translată din fosta incintă monastică în 1986. Clădirea mănăstirii, care adăpostise până atunci Arhivele Statului, a fost distrusă. Din secolul al XVI-lea datează și biserica mănăstirii Mărcuța, o ctitorie pe plan triconc cu turlă pe naos a marelui vistier Dan. În 1733 biserica a fost reînnoită și împodobită cu picturi murale, iar din 1945 până în 1957 ea a fost restaurată. Alte importante mărturii ale secolului al XVI-lea, biserica Alba-Postăvari și biserica Spirea Veche, au fost distruse în primăvara lui 1984.
În epoca lui Matei Basarab a fost rezidită Mănăstirea Plumbuita (1647) după modelul ctitoriei lui Radu cel Mare de la Dealu, pentru a comemora victoria din 1632 împotriva turcilor. Din Casa Domnească construită atunci s-a păstrat doar o latură interioară a curții. Biserica de plan triconc fusese ridicată pe vremea lui Mihnea al II-lea Turcitul, dar suferise în 1595 mari distrugeri.
- Biserica Colțea
- Biserica Fundenii Doamnei
- Biserica Kretzulescu
- Biserica Stavropoleos
- Catedrala Patriarhală
- Mănăstirea Antim

Biserica Patriarhiei cu hramul Sf. Dimitrie cel Nou, ridicată sub domnia lui Constantin Șerban, dezvoltă modelul dat de biserica episcopală din Curtea de Argeș, folosind proporții mai masive, mai ales în cazul unui monumental pridvor vestic. După mutarea mitropoliei de la Târgoviște la București în 1668, ea a devenit Catedrală Mitropolitană, și în 1925, după ridicarea Bisericii Ortodoxe Române la rang de patriarhie, Catedrală Patriarhală. În apropierea acestei biserici se află ansamblul reședinței mitropolitane, dispus în pantă pe Dealul Viilor. În incinta acestui complex s-au păstrat unele construcții din 1698, aparținând fostei mănăstiri, printre care se numără poarta principală a edificiului, un paraclis cu galerie și treptele care duc spre portal. Acestea au fost reînnoite în 1723.
Mănăstirea Cotroceni din 1679 a fost complet demolată în 1985. Ea adăpostea mormântul lui Șerban Cantacuzino. Biserica ei se distingea prin proporțiile armonioase și printr-o tâmplă bogat ornamentată. Tot o ctitorie a domnitorului Șerban Cantacuzino este și Biserica Doamnei (1683), care conține un ansamblu de pictură murală executat de zugravii Constantinos și Ioan.

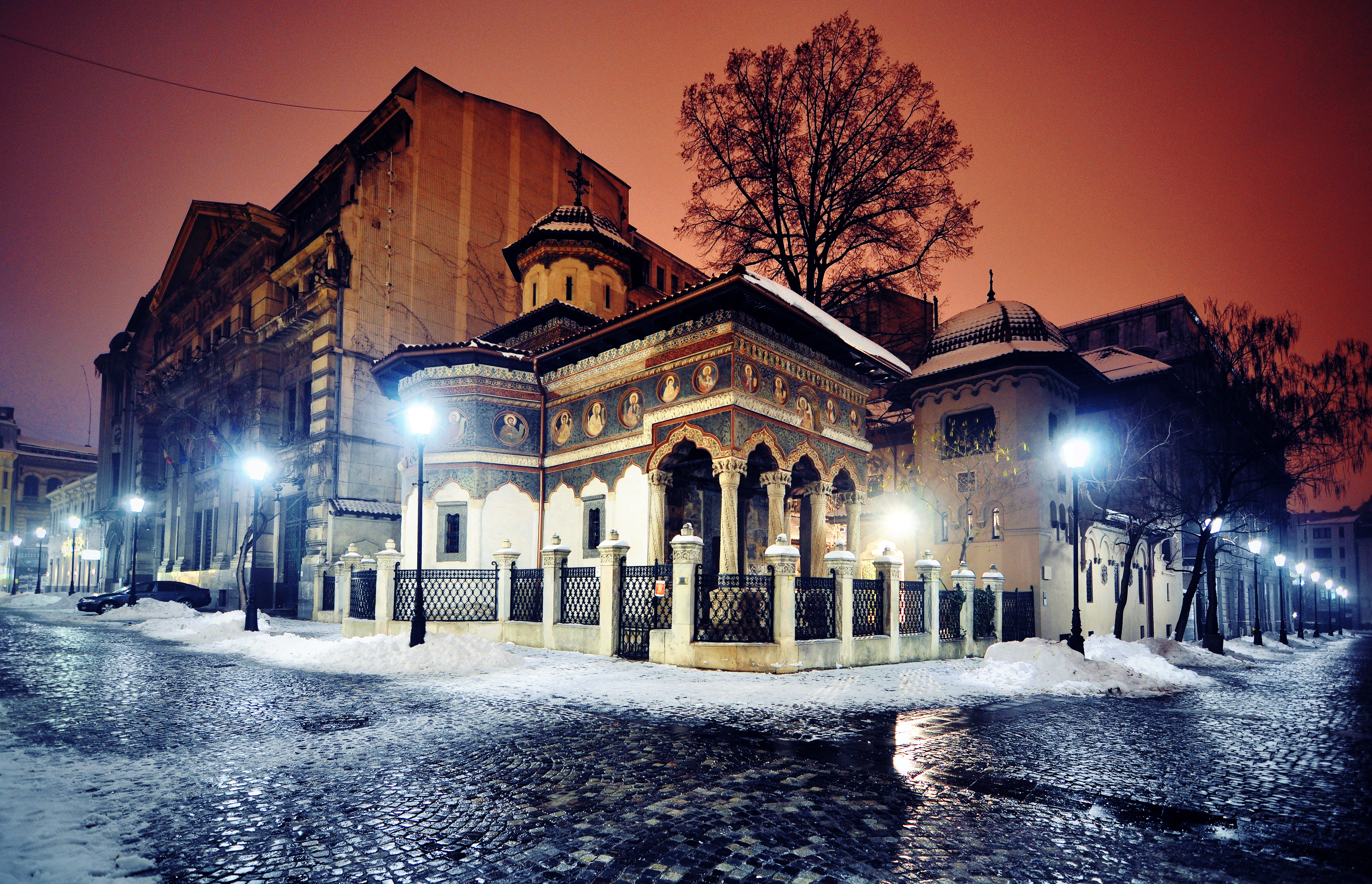
Biserica Stavropoleos

Unul din monumentele importante ale stilului brâncovenesc este biserica mănăstirii Antim (1713–1715), o ctitorie a mitropolitului Antim Ivireanul. Perioada clasică a stilului este reprezentată aici de o ornamentică bogată, caracterizată de motive florale, de un pridvor monumental purtat de coloane și de un fronton semicircular care denotă influența barocului italian. Aripile de nord și de est ale edificiului monastic au fost demolate în 1984. În epoca brâncovenească este întemeiat de spătarul Mihai Cantacuzino și Spitalul Colțea (1702), prima instituție spitalicească din Țara Românească. Alte monumente ale stilului brâncovenesc clasic sunt: Biserica Fundenii Doamnei (1699), Palatul Mogoșoaia (1702) și Biserica Colțea (1695–1702), din ansamblul căreia s-a păstrat paraclisul din 1701–1702, ancadramentul cu decor dens al ușii spre pronaos, precum și canaturile din lemn ale acestei uși. O fază târzie a stilului brâncovenesc era reprezentată de Mănăstirea Văcărești (1716–1722), o ctitorie a lui Nicolae Mavrocordat distrusă în ultimii ani ai dictaturii comuniste. Lăcașul monastic avea o ornamentică deosebit de bogată și era considerat drept o sinteză a arhitecturii sacrale tradițional românești. Alte monumente ale acestei epoci sunt Biserica Kretzulescu (1722) și Biserica Stavropoleos (1724–1730), cu un pridvor bogat ornamentat. Din vremea lui Constantin Brâncoveanu datează și viitoarea Cale a Victoriei, stradă numită inițial Podul Mogoșoaiei, deoarece făcea legătura între reședința domnească de la poalele dealului Mitropoliei și palatul de la Mogoșoaia.

### Secolele XVIII–XIX

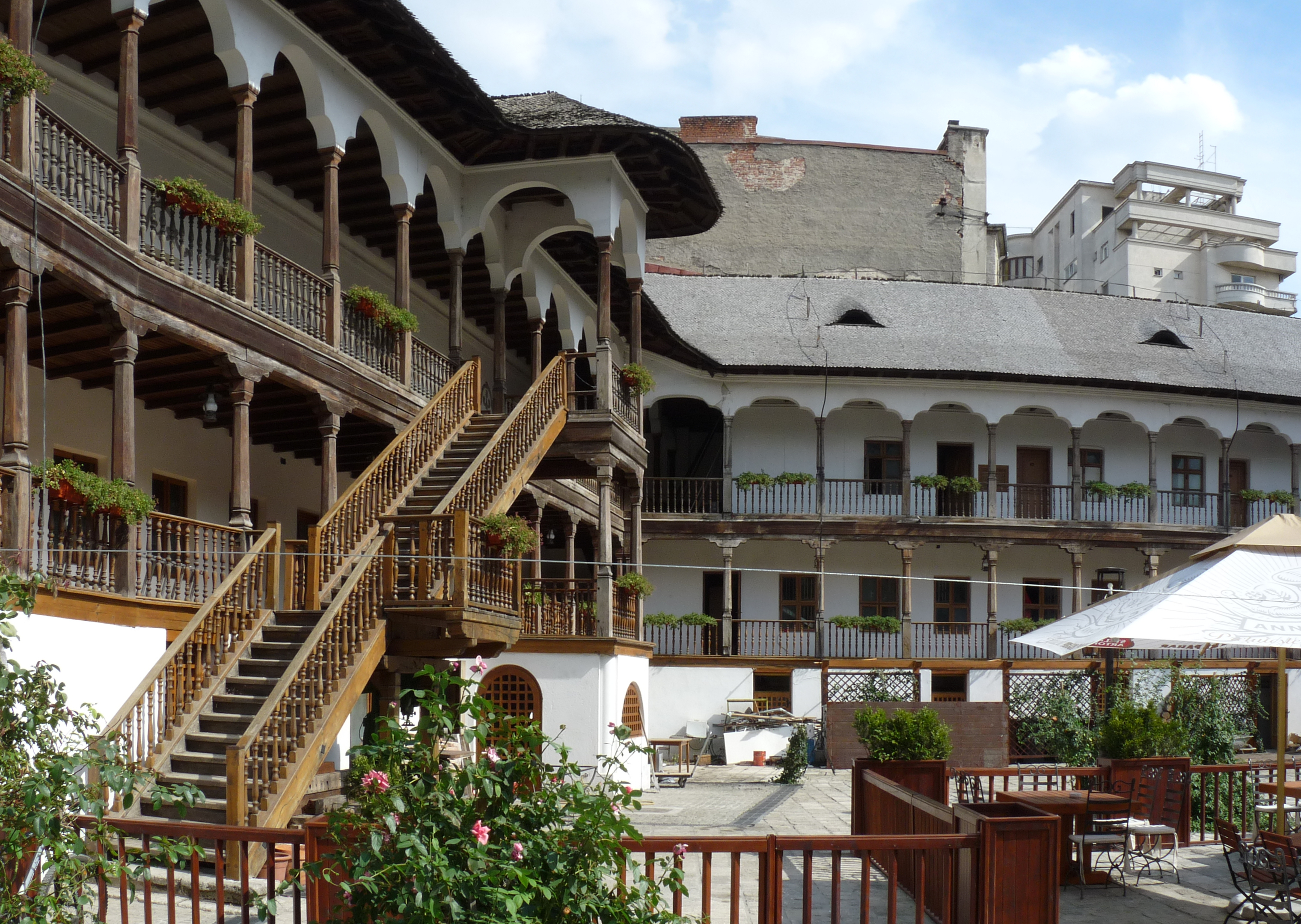
Curtea interioară a Hanului lui Manuc, construit de Manuc Bei în 1808

Secolele XVIII și XIX constituie pentru arhitectura Bucureștiului perioada unei mari înfloriri. După o perioadă de tranziție, reprezentată prin bisericile Sf. Elefterie (1743) și Olari (1758) care continuă parțial formele tradiționale ale epocii brâncovenești, apar primele edificii construite în stil neoclasic (Palatul Ghica Tei, 1822) sau neogotic (Palatul Suțu din 1833 și Biserica Sf. Spiridon Nou din 1852–1858). Din punct de vedere urbanistic, Bucureștiul a cunoscut sub domnitorii fanarioți, deci până în 1821, și o puternică influență orientală, evidentă mai ales în amenajarea piețelor după modelul constantinopolitan, a așa-numitelor maidane, și în arhitectura caselor particulare și a celebrelor hanuri. Reprezentativ pentru aceste influențe este Hanul lui Manuc, construit în 1808 de către un negustor armean.

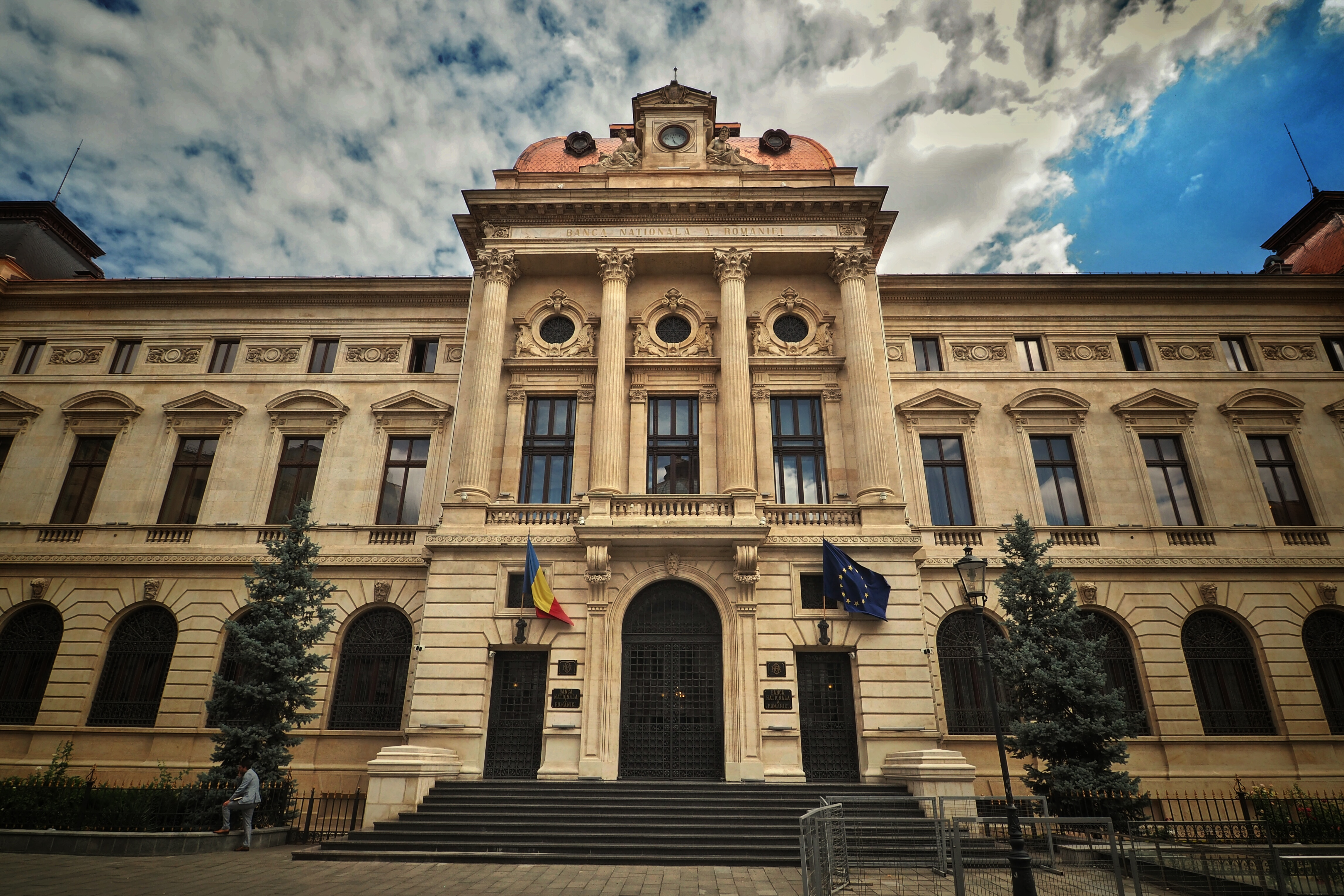
Corpul vechi al BNR

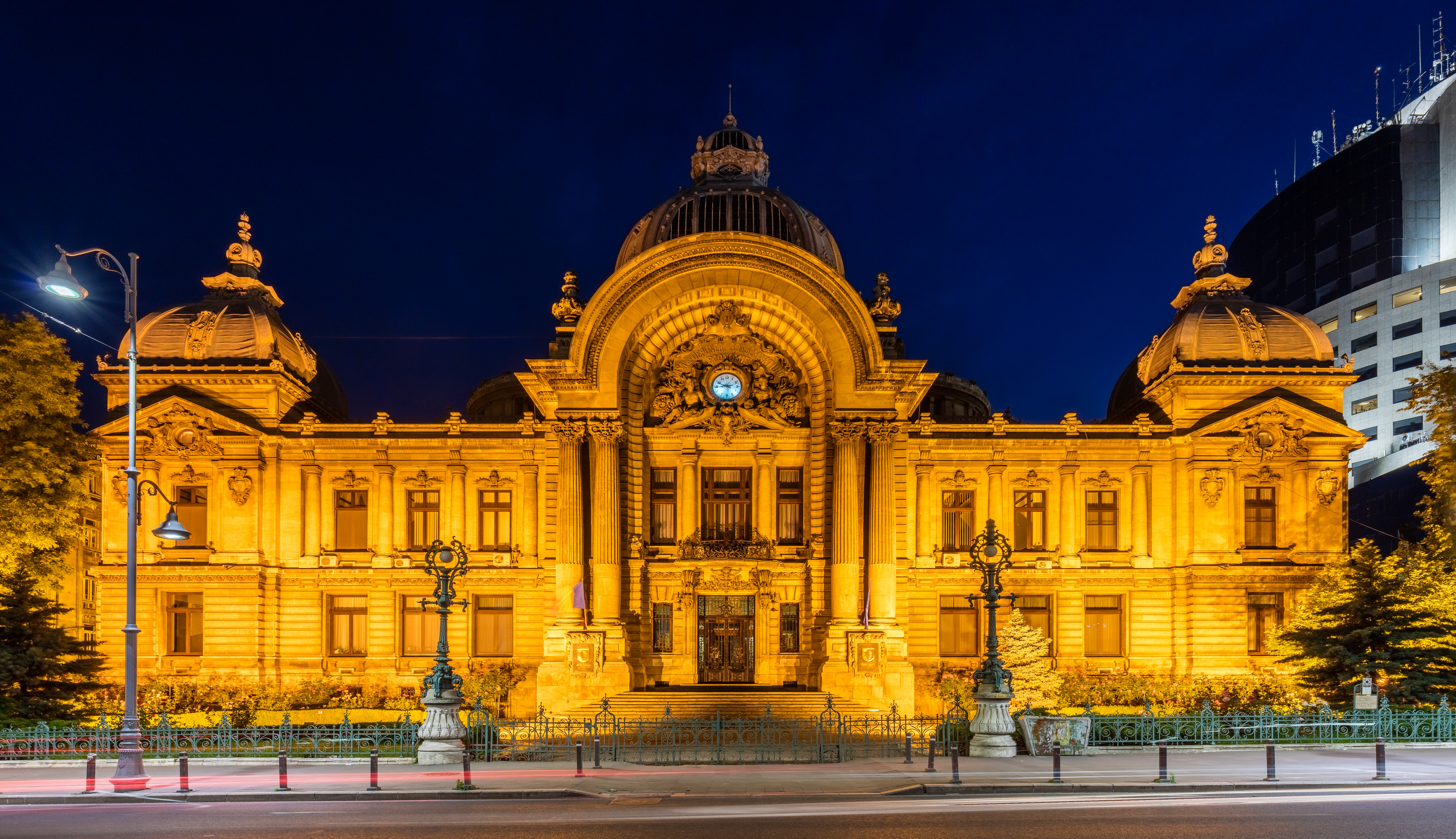
Palatul CEC văzut noaptea

Palatul Kretzulescu, sediul Centrului European pentru Învățământul Superior (UNESCO-CEPES)

Influența Parisului și a școlii franceze de arhitectură devine hotărâtoare odată cu desăvârșirea Palatului Știrbei de către arhitectul francez Michel Sanjouand în 1835. În a doua jumătate a secolului al XIX-lea planul orașului căpătă treptat, și datorită proiectelor urbanistice inițiate de Sanjouand, un caracter reprezentativ prin formarea unui centru circular, trasarea unor magistrale largi, ridicarea de edificii monumentale pentru instituțiile din administrație și cultură, precum și prin amenajarea unor areale întinse ca parcuri. Astfel, parcul central al Bucureștiului, Cișmigiul, ia ființă la mijlocul secolului, după proiectele arhitectului peisagist german Carl Friedrich Wilhelm Meyer. Acesta va contribui și la continuarea Șoselei Kiseleff, care prelungea Calea Victoriei spre nord încă din 1832. Din păcate, noile curente în arhitectură au dus și la demolarea unor biserici, mănăstiri și hanuri medievale, precum și la impunerea cu orice preț a canonului francez în restaurare și reconstrucție. Clădirile „micului Paris” au schimbat aspectul vechiului oraș, din care s-au păstrat mai ales spațiile subterane greu de recuperat datorită impunerii unei noi structuri urbanistice. Numeroși arhitecți francezi au contribuit la impunerea neoclasicismului, apoi a romantismului și a eclectismului de școală franceză. Astfel, Palatul Băncii Naționale (corpul vechi) este o operă din 1883–1885 a arhitecților Joseph Cassien-Bernard și Albert Galleron. După planurile lui Paul Gottereau s-a construit Casa de Economii și Consemnațiuni de pe Calea Victoriei, cu o alură de catedrală eclectistă purtând o cupolă centrală de sticlă și metal, care îi conferă transparență. Același Gottereau a proiectat și clădirea Fundațiilor Regale, astăzi unul dintre corpurile Bibliotecii Centrale Universitare.
Ion Mincu a fost inițial un promotor al școlii franceze de arhitectură, datorită anilor de studii petrecuți la Paris. Palatul Curții Supreme de Justiție, o operă din această perioadă a lui A. Ballu la care a colaborat Mincu, a devenit azi, după o perioadă îndelungată de renovare, sediul Curții de Apel București și a Judecătoriei Sectorului 5. Remarcabile mai sunt Catedrala Sfântul Iosif, construită de Friedrich Schmidt în stil neogotic, și Ateneul Român, conceput de Constantin Baicoianu și Albert Galleron și construit între 1885 și 1888. Ateneul este o clădire caracteristică pentru stilul eclectic al capitalei, bazat pe structuri clasiciste, așa cum a fost el cultivat în Franța.

### Secolul XX

Arcul de Triumf

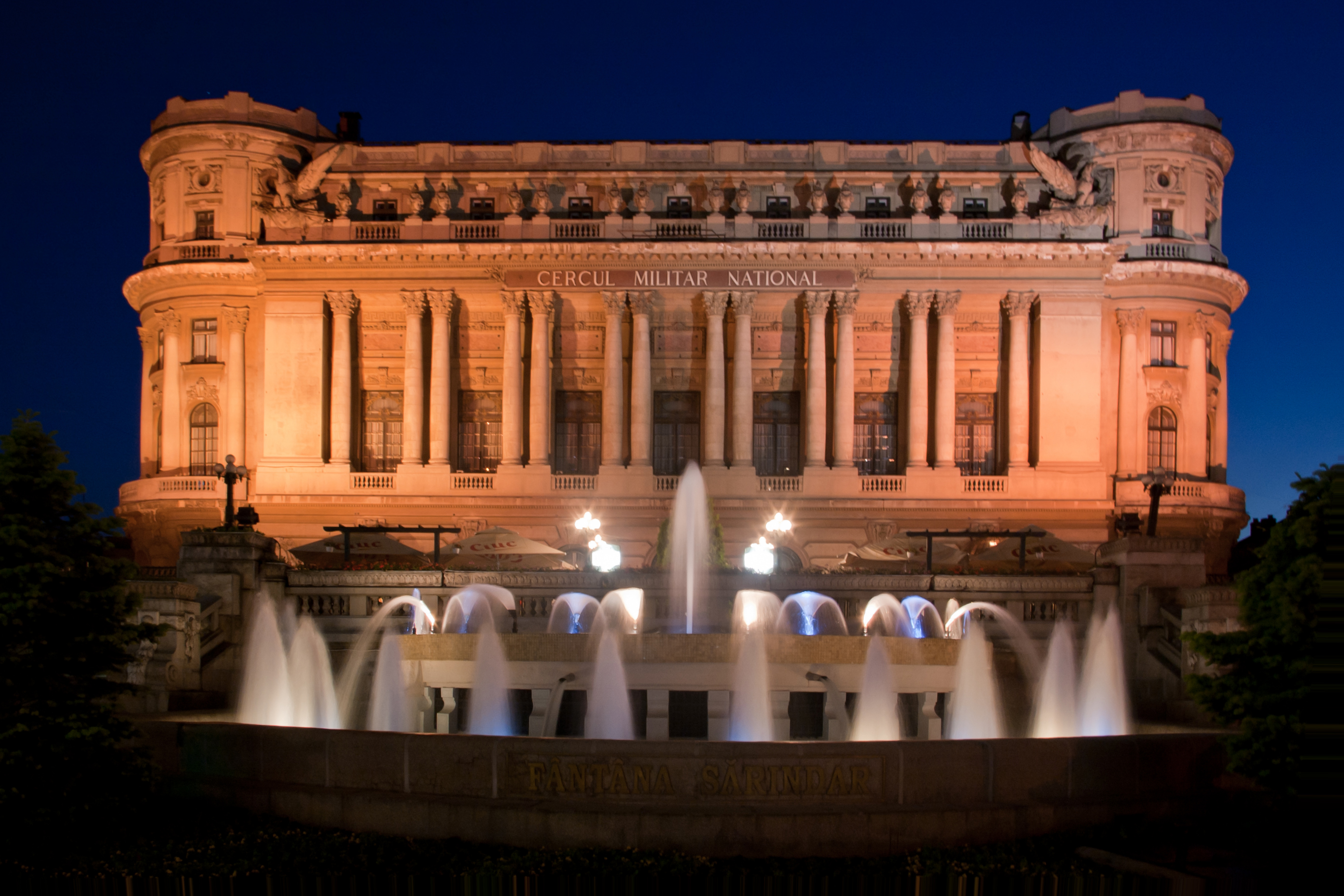
Palatul Cercului Militar Național, inaugurat în 1923

Acest stil a prevalat și în arhitectura de la începutul secolului al XX-lea în București, în pofida diverselor curente secesioniste ale vremii. Astfel, fostul Palat al Poștelor, azi Muzeul Național de Istorie a României, construit în anul 1900 după planurile arhitectului Alexandru Săvulescu, are un pridvor masiv de ordin pseudodoric, un parament cu rustica și diverse elemente decorative datorate în parte renașterii, în parte clasicismului. Un concept asemănător a stat la baza fostului Palat al Parlamentului (1907), azi Palatul Patriarhiei, după planurile lui Dimitrie Maimarolu. Clădirea Primăriei Municipiului București, ridicată între anii 1906 și 1910 de Petre Antonescu, ilustrează anumite tendințe retrospective ale începutului de secol, care vizau o renaștere a tradițiilor naționale în arhitectură, mai ales a stilului brâncovenesc. Idealul unei școli de arhitectură neoromânească se face remarcat și în opera lui Ion Mincu, de pildă în „Bufetul de la Șosea” de pe Șoseaua Kiseleff din 1892. Tradiția arhitecturală moldovenească l-a inspirat pe arhitectul Nicolae Ghica-Budești, de exemplu în Muzeul de Etnografie, Artă Națională, Artă Decorativă și Industrială, azi Muzeul Țăranului Român, construit în etape între anii 1912 și 1939.
Stilul neoromânesc nu a putut însă depăși canonul francez, reprezentat în primele decenii ale secolului de Palatul Regal al arhitectului Nicolae Nenciulescu, azi Muzeul Național de Artă al României, o construcție alcătuită dintr-un corp central și două aripi laterale care expunea un nu tocmai riguros neoclasicism, și de Arcul de Triumf, o operă a arhitectului Petre Antonescu. În anii '30 își fac apariția primele modernisme ale secolului; astfel, cu Palatul Telefoanelor se ridică pe Calea Victoriei un mic zgârie-nori de tip american. În anii '50 ai secolului al XX-lea au fost ridicate în centru unele clădiri reprezentative ale noii puteri, de exemplu Casa Scânteii (1956) sau Opera Română (1953). Opera, deși după un proiect stalinist, expune elementele de eclectism tipice pentru sfârșitul secolului al XIX-lea. De asemenea, în primul deceniu al dictaturii comuniste suprafața orașului s-a mărit în mod semnificativ prin construcția de noi cartiere de locuințe, care aveau parțial caracterul de oraș-satelit: Balta Albă, Drumul Taberei, Floreasca, Pajura, Berceni, Grivița. În primii ani ai lui Ceaușescu arhitectura s-a putut elibera în mare măsură de canonul stalinist.
Între 1968 și 1970 a fost edificat Hotelul Intercontinental, până în 2004 cea mai înaltă construcție-turn din România, și tot în 1970 a fost terminată noua clădire a Teatrului Național, a cărei modernism a fost ulterior denaturat, la ordinul lui Ceaușescu, prin fațade cu arcade. Epoca lui Nicolae Ceaușescu a adus cu sine schimbări grave în structura urbanistică a capitalei. Construirea unui nou palat prezidențial și a Bulevardului Victoriei Socialismului s-a făcut cu prețul distrugerii vechilor cartiere Uranus, Izvor, Rahova și Antim. Foarte contestată în noul ansamblu este Casa Poporului a arhitectei Anca Petrescu, azi sediu al Parlamentului României. Lucrările la acest edificiu megaloman, care se întinde pe o suprafață de 350.000 m², au început în anul 1984. Construcției i se impută lipsa de unitate stilistică și proporțiile care ignoră modelul clasicist după care se orientează de fapt.

### Arhitectura contemporană

Asmita Gardens

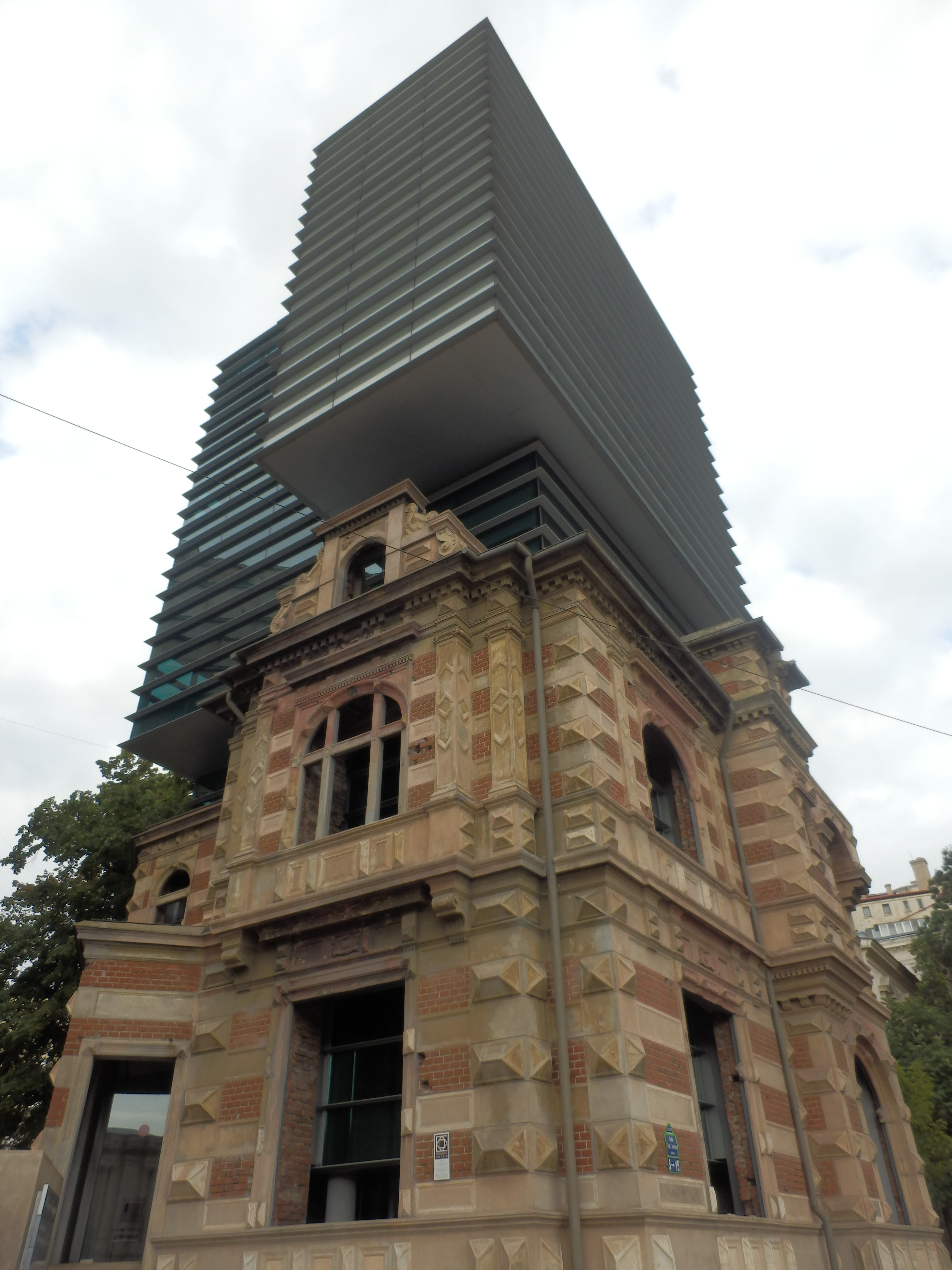
Sediul Uniunii Arhitecților din România, o combinație neobișnuită de vechi și nou

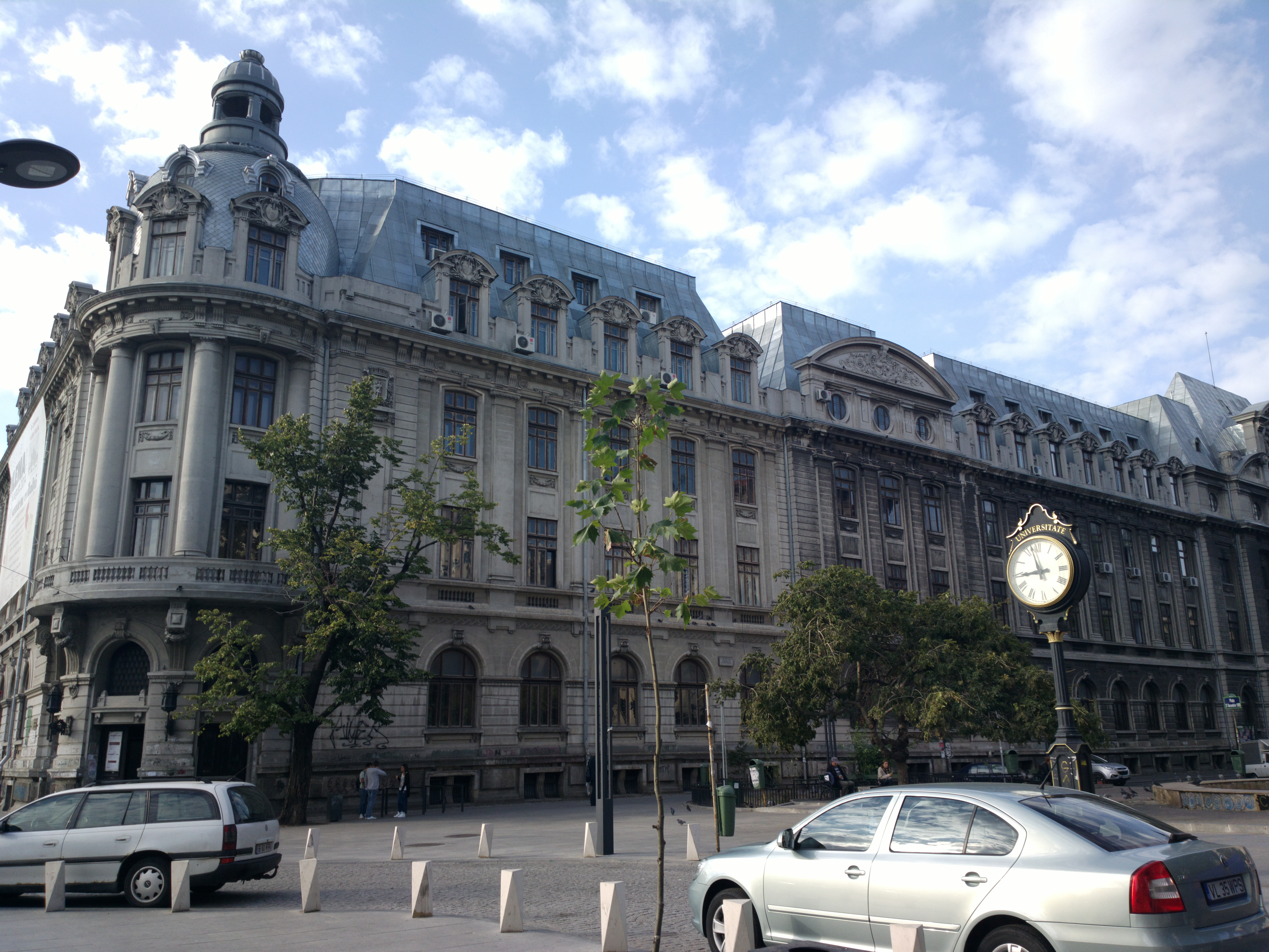
Palatul Universității din București

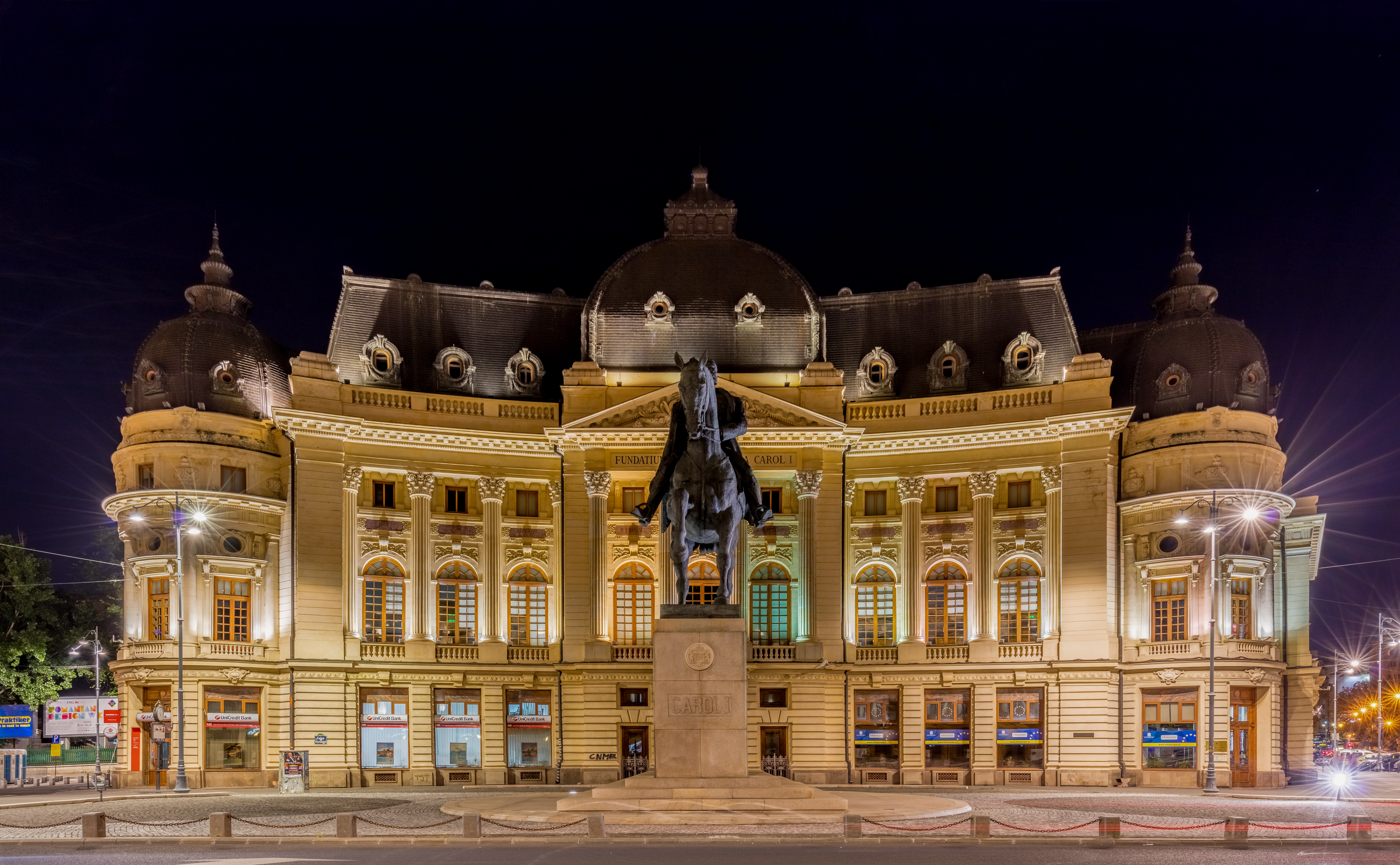
Biblioteca Centrală Universitară „Carol I”

Sky Tower, cea mai înaltă clădire din România și Promenada Mall

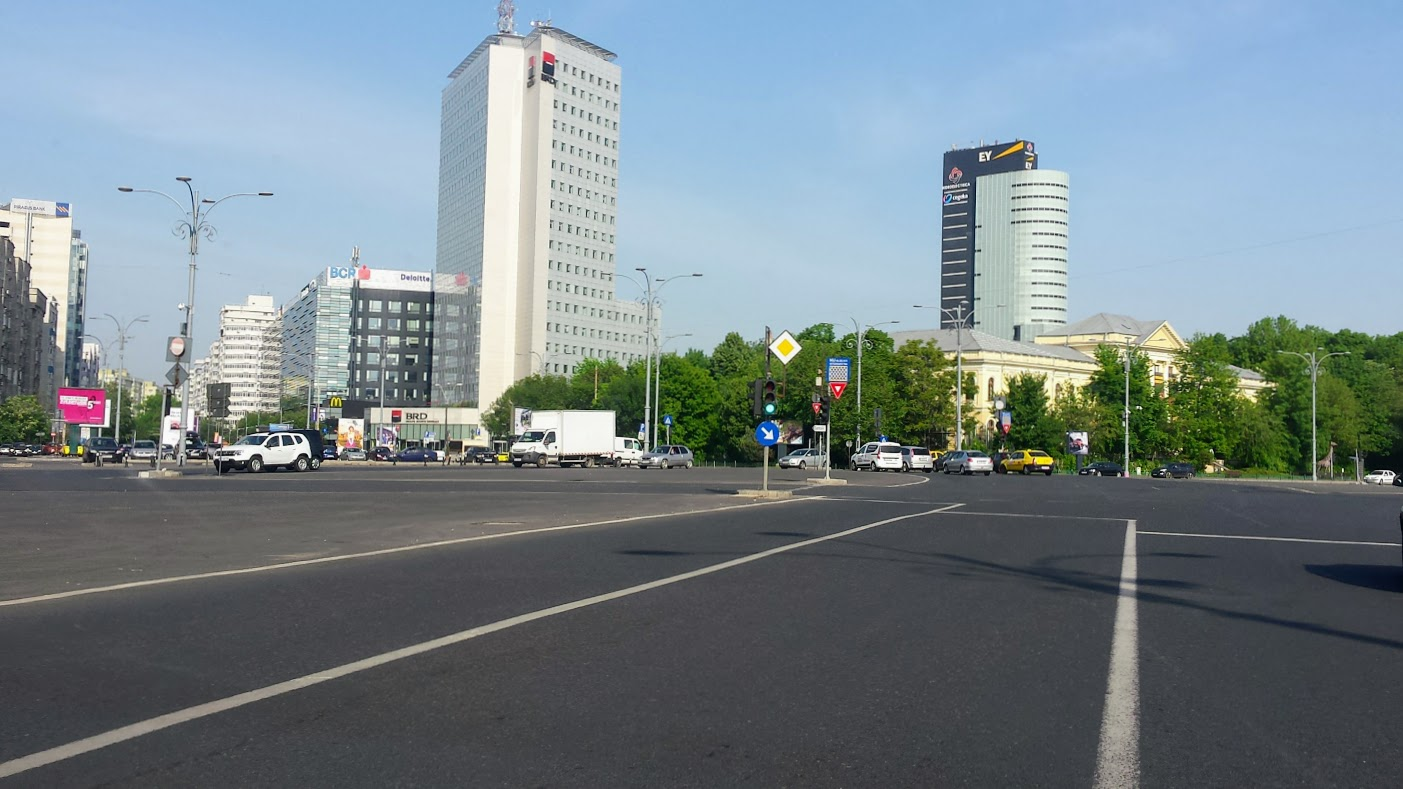
Clădiri de birouri, Piața Victoriei

De la căderea comunismului în 1989, multe clădiri din epoca comunistă au fost renovate, modernizate și folosite în alte scopuri. Poate cel mai bun exemplu în acest sens este transformarea așa-numitelor „circuri ale foamei”, foste complexe agroalimentare neterminate, în mall-uri și centre comerciale. Centre comerciale moderne precum Unirea Shopping Center, București Mall sau Plaza Romania au apărut pe structurile preexistente ale fostelor „circuri ale foamei”. Un alt exemplu este transformarea unei vechi construcții utilitare din Centrul Civic în hotelul Marriott de astăzi. Acest proces a fost accelerat după 2000, când orașul a trecut printr-o perioadă de boom imobiliar, iar multe clădiri comuniste din centrul Bucureștiului au devenit ținta investitorilor imobiliari datorită locației lor. Multe blocuri de apartamente din epoca comunistă au fost, de asemenea, renovate pentru a îmbunătăți aspectul urban.
Legea impune păstrarea și consolidarea clădirilor cu valoare istorică. Multe construcții îmbină astfel rămășițe ale unor clădiri istorice cu arhitectura de secol XXI, unde oțelul și sticla predomină. Cu toate acestea, mulți arhitecți le consideră un kitsch urban. Exemple în acest sens sunt sediul Uniunii Arhitecților din România (poreclită de locuitori „clădirea cyborg”), hotelul Novotel, Metropolis Center, spațiile de birouri de pe Splaiul Unirii, The Ark (fosta Bursă de Mărfuri) și Biblioteca Națională.
În ultimul deceniu au fost construite o serie de clădiri de birouri înalte, în special în zonele de nord și de est ale orașului. Cea mai înaltă clădire din București și totodată cea mai înaltă din țară este Sky Tower, parte a Floreasca City Center. Finalizată în 2013, clădirea măsoară 137 de metri înălțime. Alte exemple de clădiri înalte construite după 2000 includ: Globalworth Tower (118 m), Tower Center International (106 m), Bucharest Financial Plaza (83 m), BRD-GSG Tower (82 m), Nusco Tower (80 m), Euro Tower (80 m), Charles de Gaulle Plaza (80 m), Cathedral Plaza (75 m), City Gate Towers (75 m), Millennium Business Center (72 m) etc. În ciuda acestei dezvoltări pe verticală, arhitecții români evită să proiecteze clădiri foarte înalte din cauza vulnerabilității la cutremure.
Pe lângă clădirile de afaceri și instituții, s-au construit și clădiri de apartamente și garsoniere, dintre care multe sunt complexe rezidențiale înalte și comunități rezidențiale suburbane. Exemple de astfel de complexe sunt Asmita Gardens și Doamna Ghica Plaza. Acestea sunt din ce în ce mai vizibile în nordul Bucureștiului, care este mai puțin populat și găzduiește locuitori din clasele de mijloc și superioară datorită procesului de gentrificare.

## Educație
Bucureștiul este un puternic centru universitar, cu 120 de licee și 33 de universități publice și private și campusuri universitare, care atrag elevi și studenți din toată țara.
În anul 2014, în București funcționau 17 unități de învățământ superior public (finanțate de stat), dintre care cele mai mari sunt Universitatea din București, Academia de Studii Economice, Universitatea de Medicină și Farmacie „Carol Davila”, Școala Națională de Studii Politice și Administrative și Universitatea Politehnica. La acestea se adaugă alte 22 de universități private, cum ar fi Universitatea Româno-Americană și Universitatea Spiru Haret, ultima fiind cea mai mare din Europa, cu peste 302.000 de studenți înscriși în 2009. Universitățile private au o reputație mixtă datorită neregulilor din procesul educațional și integrității compromise.
Primele instituții de învățământ modern au fost Academia Domnească, înființată în 1694 și reformată în 1864 pentru a forma actuala Universitate din București, și Colegiul Național Sf. Sava, ambele fiind printre cele mai prestigioase de genul lor din România. Una dintre cele mai importante universități din România și sud-estul Europei, Universitatea din București este prima instituție academică românească care a intrat în topul QS World University Rankings al celor mai bune 600 de universități din lume.
Capitala are și 378 de biblioteci (publice, municipale, universitare), iar evenimente anuale precum „Nocturna bibliotecilor” au popularizat cititul în rândul bucureștenilor. Biblioteca Națională, al cărei nou sediu a fost inaugurat în 2012, este cea mai mare din țară, dispunând de 14 săli de lectură și nu mai puțin de nouă milioane de cărți. Biblioteca Centrală Universitară „Carol I” se remarcă și ea ca una dintre cele mai mari biblioteci din București. Aproape 300.000 de cititori accesează anual cele peste 2,3 milioane de volume ale bibliotecii.

## Sănătate
În București, în anul 2015, la fiecare 100.000 de locuitori există 654 de medici, 90,7 medici de familie și 563,3 medici specialiști. Adițional, din datele oferite de INS, au fost identificate 1.355 de cabinete medicale de familie dintre care două sunt de stat, restul fiind în proprietate privată. Numărul total al medicilor este într-o creștere constantă în ultimii ani. Conform datelor INS, în 2013 în București lucrau 11.488 de medici, în 2014 11.904, pentru ca numărul lor să ajungă, în 2015, la 12.092.
În București sunt 93 de spitale din care 50 sunt publice. Unul dintre cele mai moderne spitale din Capitală este Spitalul Clinic Colțea, care a fost reamenajat după o investiție de 90 de milioane de dolari în 2011. Spitalul Colțea este și cel mai vechi din București, fiind înființat de spătarul Mihai Cantacuzino la 14 decembrie 1704. Spitalul actual a fost construit între 1867–1888 de arhitectul Joseph Schiffler, de origine olandeză. Astăzi, în Spitalul Colțea sunt diverse secții medicale printre care medicină internă, chirurgie generală, oncologie medicală, radioterapie, hematologie, ORL, ATI, alături de diferite laboratoare și de ambulatoriul integrat cu cabinetele de specialitate, de colective de cercetare științifică și de o bază activă de învățământ medical.

Alte spitale sau clinici din București sunt Spitalul Universitar de Urgență, Spitalul Clinic de Urgență Floreasca (ambele încadrate de Ministerul Sănătății în categoria I de competență), Institutul Clinic Fundeni, Spitalul Clinic de Urgență „Bagdasar-Arseni”, Spitalul Militar Central etc.

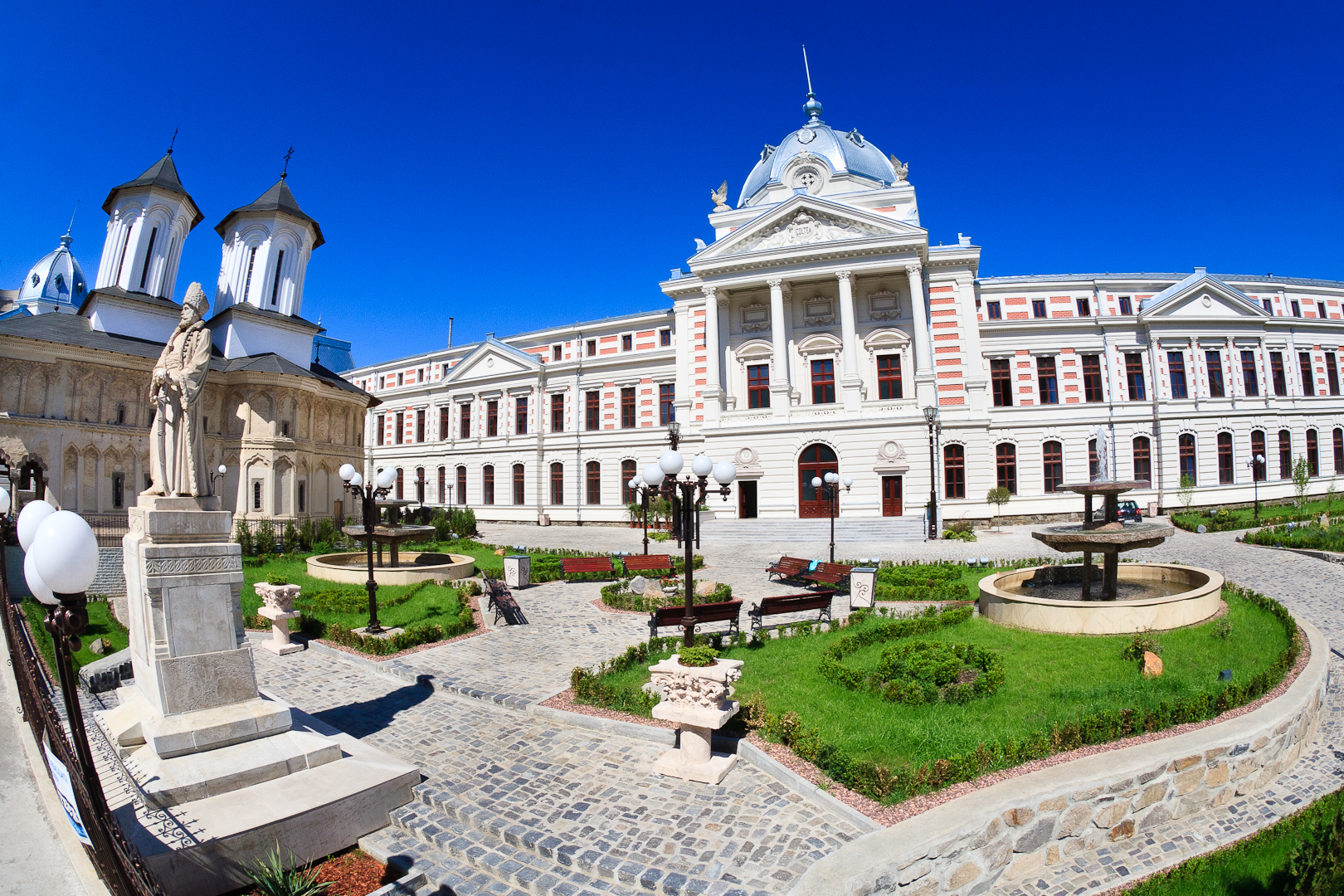
Spitalul Clinic Colțea, cel mai vechi din București

## Echipe sportive

### Fotbal

Arena Națională (2013)

- A.S.C. Venus București
- Colentina A.C. București
- Româno-Americana FC București
- Juventus București
- Rapid București
- Steaua București
- Progresul București
- Dinamo București
- Sportul Studențesc

### Rugby
- RC Dinamo
- RC Steaua
- RC Aurel Vlaicu
- RC Olimpia

### Baschet
- C.S. Rapid București
- CS Dinamo București
- CSA Steaua Turabo București
- B.C. Dan Dacian București

### Handbal
- Steaua HC
- Dinamo Baumit
- CSM București (feminin și masculin)
- Rapid București (feminin)

### Arte marțiale
- C.S. Italo
- A.S. Dacic Taekwondo Club
- C.S. Dinamo București
- C.S. Bushido Taekwondo
- Steaua Wu-Shu
- Ju Jitsu Club
- Chelsea Bucuresti

## Personalități născute în București
Printre cele mai cunoscute persoane născute în Capitală se pot enumera:
- Nicolae Bălcescu (1819–1852), istoric, scriitor și revoluționar
- Petre Ispirescu (1830–1887), editor, folclorist, povestitor, scriitor și tipograf
- Adolf Albin (1848–1920), jucător de șah
- Alexandru Macedonski (1854–1920), poet, prozator, dramaturg și publicist
- Constantin I. Nottara (1859–1935), actor
- Lazăr Edeleanu (1862–1941), chimist
- Ion Cantacuzino (1863–1934), medic și microbiolog
- Gheorghe Marinescu (1863–1938), medic neurolog
- Vintilă I. C. Brătianu (1867–1930), prim-ministru
- Iulia Hasdeu (1869–1888), scriitoare și poetă
- Nicolae Paulescu (1869–1931), om de știință, medic și fiziolog
- Tudor Arghezi (1880–1967), scriitor
- Henri Coandă (1886–1972), inginer, pionier al aviației, fizician și inventator
- Martha Bibescu (1889–1973), romancieră, poetă, politiciană și memorialistă
- Grigoraș Dinicu (1889–1949), violonist și compozitor
- Edward G. Robinson (1893–1973), actor
- Clara Haskil (1895–1960), pianistă
- George Călinescu (1899–1965), critic, istoric literar, scriitor și publicist
- John Houseman (1902–1988), actor și producător de film
- Elvira Godeanu (1904–1991), actriță
- Gică Petrescu (1915–2006), cântăreț și compozitor
- Neagu Djuvara (1916–2018), istoric, diplomat, filozof, jurnalist și romancier
- Gabriel Popescu (1932–2004), balerin
- Mircea Albulescu (1934–2016), actor, publicist, poet și prozator
- Florian Pittiș (1943–2007), actor, regizor, traducător și cântăreț
- Mircea Lucescu (n. 1945), antrenor de fotbal
- Ilie Năstase (n. 1946), jucător de tenis
- Andrei Pleșu (n. 1948), scriitor, estetician și istoric al artei
- Corina Chiriac (n. 1949), cântăreață, compozitoare, textieră și actriță
- Corneliu Vadim Tudor (1949–2015), scriitor, politician și publicist
- Adrian Năstase (n. 1950), prim-ministru
- Mircea Cărtărescu (n. 1956), poet, prozator, critic literar și publicist
- Mircea Geoană (n. 1958), ambasador, ministru de Externe și președinte al Senatului
- Maia Morgenstern (n. 1962), actriță
- Elina Löwensohn (n. 1966), actriță
- Cristi Puiu (n. 1967), regizor și scenarist
- Aurelia Dobre (n. 1972), antrenoare, coregrafă și gimnastă
- Victor Ponta (n. 1972), prim-ministru
- Alexandra Maria Lara (n. 1978), actriță
- Alexander Nanau (n. 1979), regizor de film, scenarist și producător
- Alina Cojocaru (n. 1981), balerină
- Alina Pușcău (n. 1981), model, actriță și cântăreață
- Delia (n. 1982), cântăreață
- Edward Maya (n. 1986), DJ și muzician
- Ana Filip (n. 1989), jucătoare de baschet franceză, de etnie română
- Antonia (n. 1989), cântăreață și model
- Sorana Cîrstea (n. 1990), jucătoare de tenis
- Larisa Iordache (n. 1996), gimnastă

## Orașe înfrățite
| - Amman - Ankara - Atena (1993) - Athens, Georgia - Atlanta (1994) - Beijing (2005) - Budapesta (1997) - Chișinău (1999) - Damasc - Detroit - Hanoi | - Hanovra - Lagos - Londra - Montréal - Moscova - Nicosia (2004) - Pretoria - Regina, Saskatchewan - São Paulo (2007) - Sofia - Tbilisi (2022) |

### Ghiduri turistice
- Arety Anastasescu (ed.): București. Ghidul străzilor, București: Stadion 1973.
- Dan Berindei ș.a.: București. Ghid, București: Editura Meridiane 1963.
- Dan Berindei, Sebastian Bonifaciu: București. Ghid turistic, București: Editura Ed. Sport-Turism. 1980.
- Sebastian Bonifaciu, Emanuel Valeriu: Bucureștii de la A la Z, Ghid, București: Editura Meridiane 1969.
- Vasile Boroneant: Ghidul muzeelor, București; Editura Cinor 1992.
- București. Mic îndreptar turistic, București: Editura Meridiane 1963.
- București. Monografie, București: Editura Sport Turism 1985.
- Raul Călinescu: Excursii în împrejurimile capitalei, București: Editura Uniunii de Cultură Fizică și Sport 1962.
- Silvia Colfescu: București. Ghid turistic, istoric, artistic, București : Editura Vremea 2001.
- Consiliul Primăriei Municipiului București (ed.): București la a 50-a aniversare a P.C.R., București 1971.
- Direcția Topografică Militară (ed.): București. Ghidul străzilor, București 1991.
- Gh. Graur Florescu: Popasuri în împrejurimile Bucureștilor, București: Editura Sport Turism 1983.
- Florian Georgescu, și Paul I. Cernovodeanu: Muzeul de Istorie a Orașului București, București: Sfatul popular al Capitalei R.P.R. 1960.
- Alexandru Ionescu, Dan Emanoil, Constantin Vlădescu: București. Ghidul străzilor, București : Ed. consiliului național pentru educație fizică și sport 1969.
- Alexandru Ionescu, Constantin Kiriac (ed.): București. Ghidul străzilor, coordonare cartografie Ștefan Pandele, Mircea Vlad, București: Editura Sport Turism 1982.
- Ion Iordan: Împrejurimile Bucureștilor, ghid turistic, București: Societatea R 1992.
- Gheorghe Leahu: București. Arhitectură și culoare, pref. de Alexandru Balaci, București: Sport Turism 1989.
- Gheorghe Leahu: Lipscanii, centrul istoric al Bucureștilor, București: Editura Arta Grafică 1993.
- Hedy Löffler: București, cuvânt înainte de Ioan Grigorescu ; pagini de istorie de Panait I. Panait, București Sport Turism 1984.
- Leon Magdan: Ghidul pelerinului. București și împrejurimi, București: Editura Sfântul Alexandru, 2001.
- George Șerban: Hoinărind prin București, București: Editura Meridiane 1968.
- Gh. Ciocioi, Dragne, ș.a. Ghidul mănăstirilor din România, ediția a II-a, București: Editura Sophia, 2011.
- Grigore Ionescu, București. Ghid istoric și artistic. Fundația pentru literatură și artă, Regele Carol II, București, 1938

### Istorie
- Constantin Bacalbașa: Bucureștii de altădată, București 1930, reprints Bucureștii de altă dată (1878-1884), București: Editura Eminescu 1993 și Bucureștii de altă dată (1885-1888), București: Editura Albatros 2000.
- Bilciurescu, V; București și bucureșteni de ieri și de azi, București: Ed. Paideia 2003.
- Cioroianu, A; Pe umerii lui Marx: o introducere în istoria comunismului românesc, București, Editura Curtea Veche, 2007;
- Mircea Diaconu: În Bucureștii de odinioară, București: București: Editura Paideia 1998.
- Florian Georgescu (ed.): Istoria orașului București, București: Muzeul de Istorie a orașului București (MIMB) 1965.
- Florian Georgescu, Panait I. Panait, Petre Dache: Muzeul de Istorie a orașului București 1921-1971, București 1971.
- Constantin C. Giurescu: Istoria Bucureștilor din cele mai vechi timpuri până în zilele noastre, București 1966.
- Emanoil Hagi-Mosco: București. Amintirile unui oraș, Ziduri vechi. Ființe dispărute, ed. îngrijită de Ștefan Pleșia, București: Editura Fundației Culturale Române 1995.
- Ion Ionașcu (ed.): Bucureștii de odinioară, Sfatul popular al capitalei, Muzeul de Istorie a orasului București (MIMB), București : Editura Științifică 1959.
- Ionel C. Ioniță: O "lună" din istoria Bucureștilor, București : Arcub, 1998.
- G. I. Ionnescu-Gion, Istoria Bucurescilor, București: Socec 1899.
- Nicolae Iorga, Istoria Bucureștilor, București 1939.
- Ulysse de Marsillac: Bucureștiul în veacul al XIX-lea, prefață, note și antologie de ilustrații de Adrian-Silvan Ionescu ; traducere din limba franceză de Elena Rădulescu, București: Editura Meridiane 1999.
- Radu Olteanu, Bucureștii în date și întâmplări, București: Editura Paideia 2002.
- Dimitrie Pappasoglu: Istoria fondării orașului București. Istoria începutului orașului București, București : Ed. Culturală Gheorghe Marin Speteanu, 2000 (= Memoria Bucureștilor 2).
- Dimitrie Pappasoglu: Istoria fondării orașului București. Capitala Regatului Român - de la anul 1330 până la 1850, București Ed. Asociației Române pentru Educație Democratică, 2000.
- George Potra (ed.): Documente privitoare la istoria orașului București, vol. 1: 1594-1821, București 1961; vol. 2: 1821-1848, București 1975; vol. 3: 1634-1800 București 1982, București: Editura Academiei Republicii Socialiste România 1961-1982.
- George Potra: Din Bucureștii de altădată, București 1981.
- George Potra: Din Bucureștii de ieri, București: Editura Științifică și Enciclopedică 1990.
- Șerban Rădulescu-Zoner, Beatrice Marinescu: Bucureștii în anii primului război mondial, 1914-1918, București: Editura Albatros 1993.
- Adrian Rezeanu: Toponimie bucureșteană, București: Academia Română 2003.
- Mihai Tătărâm: La margine de București, București: Editura Sport Turism 1983.
- Virgiliu Z. Teodorescu: Cronică bucureșteană 1877-1878, București: Editura Ministerului de Interne 1997.
- Nicolae Vătămanu: Istorie Bucureșteană, București: Editura Enciclopedică Română 1973 (= Orizonturi 46).
- Mărculeț I. (coordonator), Superlativele României - mică enciclopedie, Editura Meronia, București, 2010. ISBN 978-973-7839-60-2
- Cristian Romano: Iosif Romanov librar, editor și tipograf din București în prima jumătate a secolului al XIX -lea, în Anuarul Arhivelor Municipiului București nr.1/1996.

### Impresii de călătorie, memorialistică și eseuri
- Tudor Arghezi: Cu bastonul prin București, București: Editura pentru literatură 1961.
- Christian d'Auchamp: București văzut de un străin, pref. de Amelia Pavel, București: Editura Sport Turism 1982.
- Gheorghe Cruțescu: Podul Mogoșoaiei, povestea unei străzi, București: Editura Meridiane 1986 (= Biblioteca de artă 438).
- Catherine Durandin: București. Amintiri și plimbări, Pitești: Paralela 45 2003.
- Rodica Ianăși: Povestea caselor, București: Editura Simetria 2000.
- Horia Liman: Timpurile și anotimpurile Bucureștiului, București: Editura Tineretului 1960.
- Adrian Majuru: Bucureștii mahalalelor sau periferia ca mod de existență, București: Editura Compania 2003.
- Paul Morand: București, trad. de Marian Papahagi și Ion Pop ; Pref. și note de Ion Pop, Cluj: Echinox 2000. (Paul Morand: Bucharest, Paris: Editions Plon 1934, 1935)
- Irina Nicolau, Ioana Popescu: O stradă oarecare din București, București: Nemira 1999. (v. recenzia Gabrielei Trifescu în Observator Cultural Nr. 6, online Arhivat în 28 septembrie 2007, la Wayback Machine.)
- Constantin Olteanu: File din istoria Bucureștilor. Însemnările unui primar general, București: Editura Aldo 2004.
- Alexandru Predescu: Vremuri vechi bucureștene, București: Editura pentru Turism 1990.
- Tudor Ștefănescu: Orașul cu amintiri, București: Editura Ion Creangă 1979.
- Lelia Zamani: Bucureștii în sărbătoare, 2 vol., București: Editura Cartea de Buzunar 2003.
- Mustafa Balel: Bükreș Günleri, Sivas, Türkiye: Eylül Yayınları, 1985.

### Imagini
- Aurel Bauh: București. album foto, București : Editura de Stat pentru Literatură și Artă 1957.
- București - Starea orașului, (Bucharest - the Condition of the City), catalog al expoziției la Sala Dalles București 1990.
- Adrian C. Corbu: Bucureștii vechi, documente iconografice, București 1936.
- Henri Stahl: Bucureștii ce se duc, cu 93 fotografii originale, Vălenii de Munte : Neamul Românesc 1910, reprint București : Do-minoR 2002.
- Gheorghe Leahu: Bucureștiul dispărut, București: Editura Arta Grafică 1995.
- București 1459-2009. 550 de ani de la prima atestare documentară, volum îngrijit de Radu Oltean - recenzie